# Niederlande
Die Niederlande (niederländisch Nederlandⓘ und friesisch Nederlân, Singular, informell Holland) sind eines der vier autonomen Länder des Königreiches der Niederlande. Das größtenteils im nördlichen Westeuropa liegende Land wird dort durch die Nordsee im Norden und Westen, Belgien im Süden und Deutschland im Osten begrenzt. Der europäische Landesteil Niederlande umfasst 41.543 Quadratkilometer und zählt 18.045.532 Einwohner (1. Januar 2025). Die Hauptstadt der Niederlande ist Amsterdam, der Regierungs- und Parlamentssitz ist Den Haag. Die offizielle Landesfarbe ist Orange (Oranje).
Zum Gebiet der Niederlande gehören, neben den zwölf Provinzen des europäischen Teils, die Karibikinseln Bonaire, Sint Eustatius und Saba (einschließlich ihrer jeweiligen Nebeninseln), die Besondere Gemeinden des Landes sind. Weitere niederländische karibische Gebiete sind kein Teil des Landes Niederlande, sondern autonome Länder im Königreich der Niederlande. Dies sind die Länder Aruba, Curaçao und Sint Maarten.
Nach Zugehörigkeit zum Mittelreich, Ostfrankenreich und zum Heiligen Römischen Reich gilt das Jahr 1581 mit dem Plakkaat van Verlatinghe als Geburtsstunde der Vereinigten Niederlande, die 1648 mit dem Frieden von Münster endgültig anerkannt wurden. Die Niederlande wurden zu einer Handels-, Kolonial- und Seegroßmacht. Das 17. Jahrhundert wird als Goldenes Zeitalter beschrieben. In dieser Epoche waren die Niederlande das „Labor des Kapitalismus“ und entwickelten Institutionen und Techniken wie etwa Aktiengesellschaften, Börsenhandel und bargeldlosen Zahlungsverkehr. „Die Niederländer können mehr als die meisten anderen Nationen beanspruchen, die Globalisierung erfunden zu haben“ (Christoph Driessen). Die Verfassung der Niederlande geht auf die Zeit des Wiener Kongresses 1814/1815 zurück.
Zusammen mit Belgien und Luxemburg bilden die Niederlande die Benelux-Union. Die Niederlande sind Gründungsmitglied der Montanunion von 1951, aus der sich mehrere Nachfolger und 1992 die Europäische Union (EU) entwickelten.

## Landesname
Der offizielle Name des Landes heißt auf Niederländisch Nederland. Das ist auch der Name, der in der Umgangssprache für Niederländer selbstverständlich ist. Im Deutschen hingegen heißt das Land Niederlande (Plural); in der deutschen Umgangssprache wird oft – fälschlicherweise – von „Holland“ gesprochen; die Einwohner werden daher häufig als „Holländer“ statt „Niederländer“ bezeichnet. Der Name Holland bezieht sich auf eine frühere Grafschaft im Westen der Niederlande. 1815 wurde das Königreich der Niederlande gegründet. Holland war zunächst eine Provinz, bis es 1840 in die Provinzen Noord-Holland (Hauptstadt Haarlem) und Zuid-Holland (Hauptstadt Den Haag) aufgeteilt wurde.
Im Niederländischen ist der Ausdruck Holland oder holländisch durchaus üblich, wenn dies ironisch oder zur Betonung niederländischer Volksart gemeint ist. Auch beim Fußball lautet die Selbstbezeichnung Holland, zum Beispiel im Schlachtruf Hup Holland Hup. Für den Tourismus in den Niederlanden wird meist das international bekanntere Holland in der Vermarktung auf Englisch, Deutsch und in anderen Sprachen genutzt. Der Internetauftritt der Tourismus-Branche ist daher unter holland.com erreichbar.
Im Jahr 2019 haben Regierung und Wirtschaft beschlossen, dass das Land sich als Niederlande präsentieren soll. Es wird befürchtet, dass der Ausdruck Holland mit Klischees wie Tulpen und Windmühlen verbunden wird, während das Land sich lieber als modern und weltoffen sieht. Zudem wird beabsichtigt, die Besucherströme in die übrigen Gegenden abzuleiten und damit die Hauptstadt Amsterdam zu entlasten.
Der Landesname Niederlande (im Plural) ergibt sich aus der Geschichte der Niederlande. Die Niederlande waren am Ende des Mittelalters ein Teil des Herrschaftsgebietes des Hauses Burgund. Deren Ländereien gliederten sich im 15. Jahrhundert unter Karl dem Kühnen in die oberen Lande (das Herzogtum sowie die Freigrafschaft Burgund und Nebenländer) und die niederen Lande (Flandern, Artois mit einem Teil der Picardie, Brabant, Holland, Luxemburg u. a. m.). 1482 gelangte das burgundische Erbe an das Haus Habsburg. Dessen Erblande gliederten sich seinerzeit in Nieder-, Inner- und Oberösterreich (um Wien, Graz bzw. Innsbruck), die Küstenlande (an der Adria) und Vorderösterreich (in Schwaben). So ergab sich einigermaßen konsequent die Bezeichnung (burgundische oder habsburgische) Niederlande (zunächst Spanische Niederlande, seit 1714 Österreichische Niederlande). Das burgundische Oberland – das Herzogtum um Dijon, das schon immer außerhalb der Reichsgrenzen gelegen hatte, also die frühere gleichnamige Region – ging 1493 an Frankreich verloren, ebenso 1678 die Freigrafschaft um Besançon, die heutige Franche-Comté.
Im Niederländischen sagt man zu den historischen Regionen auch de Lage Landen, also die tief oder niedrig liegenden Länder, da es in den Niederlanden kein Gebirge und nur wenige Erhöhungen gibt. Die nordniederländischen Provinzen der Utrechter Union (Holland, Zeeland, Utrecht, Gelderland, Overijssel, Groningen und Fryslân) erklärten sich am 26. Juli 1581 unabhängig vom Landesherrn Philipp II. von Spanien. Im Frieden von Münster im Rahmen der Westfälischen Friedensverhandlungen 1648 erreichte es die Unabhängigkeit von Spanien und verstand sich endgültig als separat vom Heiligen Römischen Reich, das Gebiet entsprach in etwa den späteren Niederlanden. Der südliche Teil des Gebietes, inklusive Flandern, verblieb hingegen beim Reich; später entstand daraus der Staat Belgien. Man sprach dann von den nördlichen und den südlichen Niederlanden.
Der Wiener Kongress vereinigte Norden und Süden als unabhängiges Königreich der Vereinigten Niederlande noch einmal für kurze Zeit. Jedoch schon 1830 erklärten sich die südlichen Niederlande unter der Bezeichnung Belgien für unabhängig. Belgica ist der Name einer alten römischen Provinz; seit der Renaissance wurde der Ausdruck als lateinischer Name der Niederlande, auch für deren nördliche Provinzen, verwendet.
Im Mittelniederländischen bezeichnete das Adjektiv dietsc (entsprechend dem deutschen deutsch) die niederländische Sprache. Daraus entstand die englische Bezeichnung Dutch.
Batavia ist ein früherer lateinischer Name für die heutigen Niederlande und bezieht sich auf den beim Rheindelta siedelnden germanischen Stamm der Bataver. Die Niederländer nannten die heutige Hauptstadt Indonesiens, Jakarta, während ihrer Kolonialzeit ebenfalls Batavia.

## Geographie

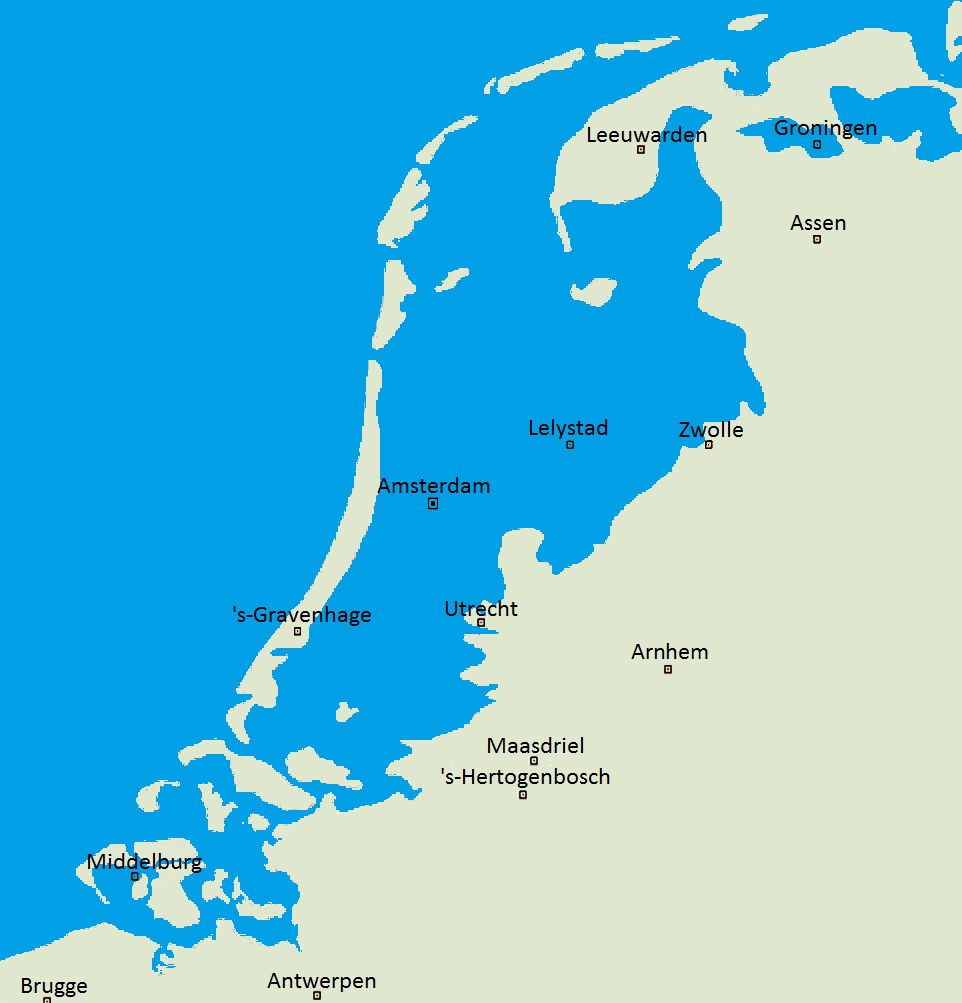
Gebiete der Niederlande unterhalb des Meeresspiegels

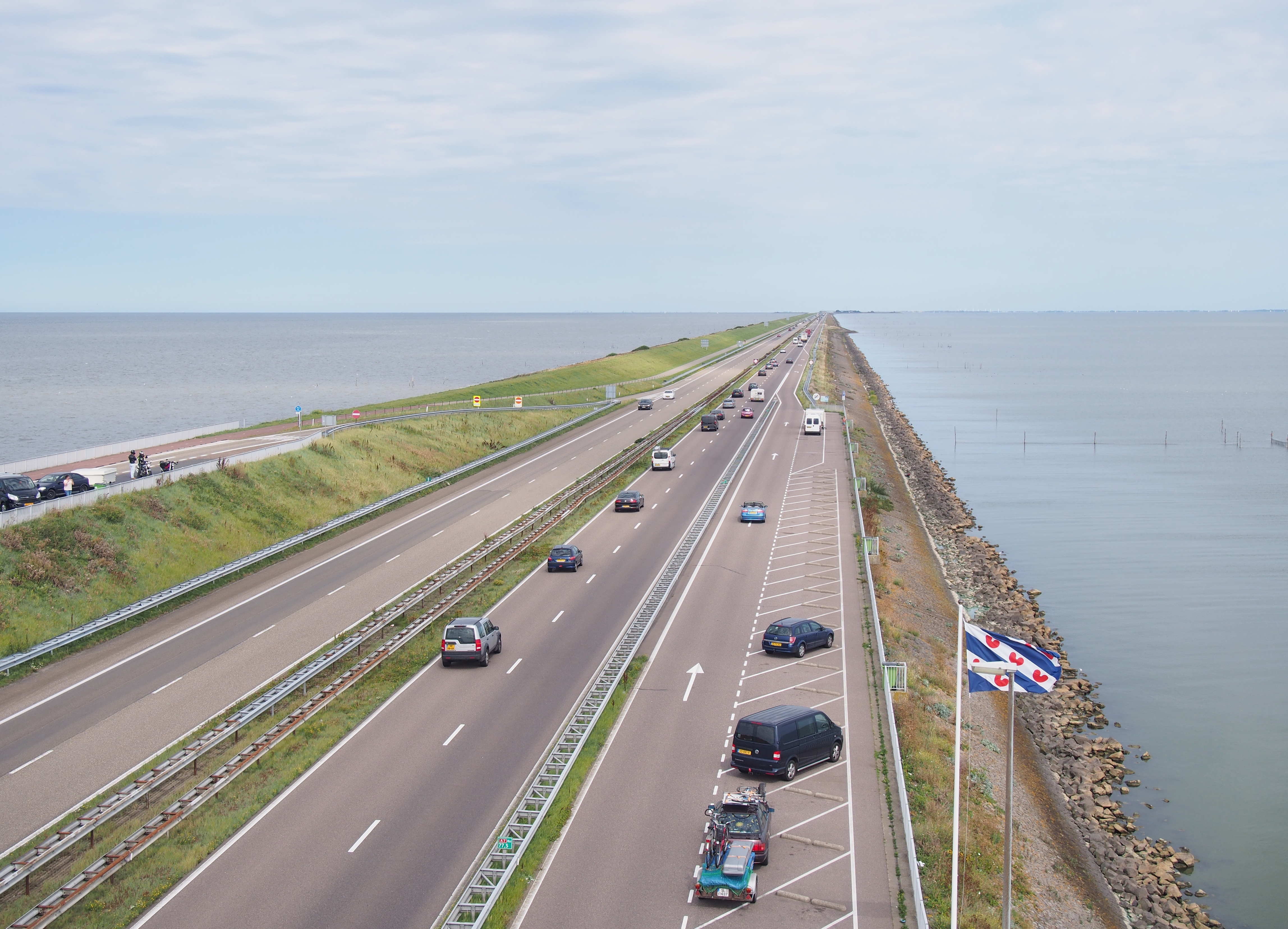
Der 1932 errichtete Abschlussdeich trennt das IJsselmeer von der Nordsee.

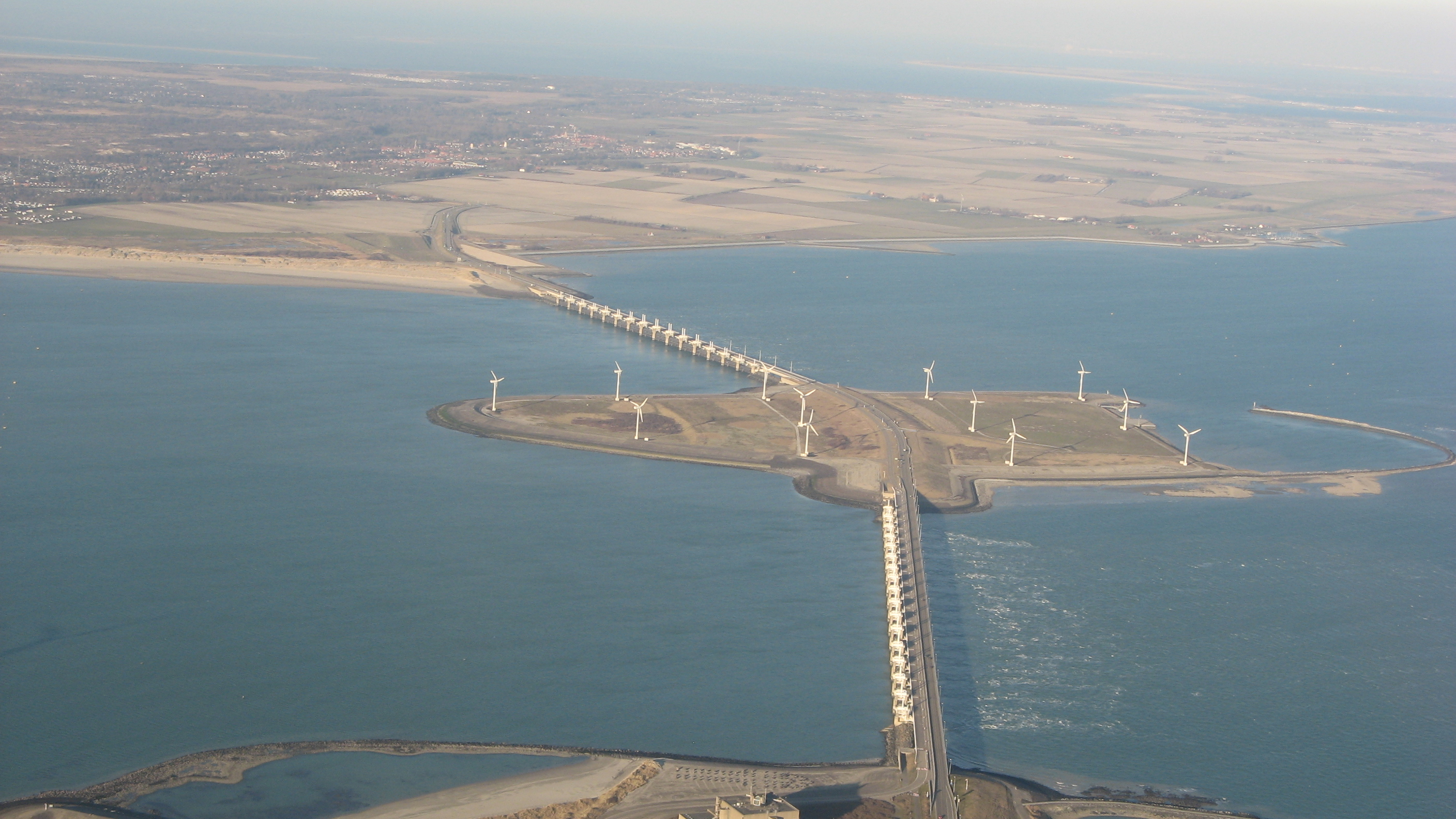
Das Sturmflutwehr Oosterscheldekering ist Teil der Deltawerke.

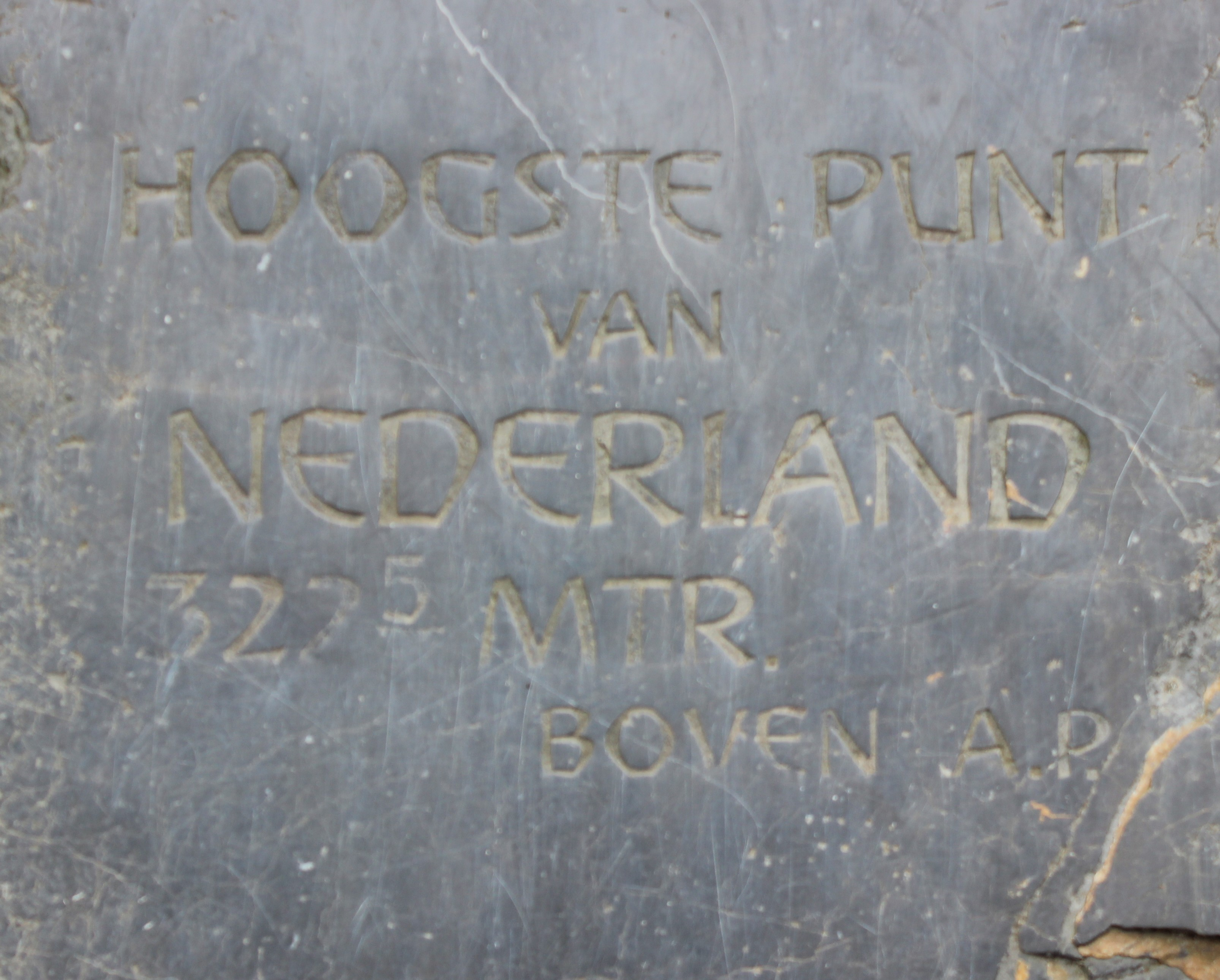
Bodentafel am höchsten Punkt des niederländischen Festlands

### Landschaft und Klima
Ungefähr die Hälfte des Landes liegt weniger als einen Meter über, rund ein Viertel des Landes unterhalb des Meeresspiegels (gemessen bei Amsterdam; siehe Bild rechts). Daher ist die Entwässerung dieser Gebiete extrem wichtig. Dazu dienten früher die vielen Windpumpen, die zum Wahrzeichen der Niederlande geworden sind. Zentrales Element zur gemeinsamen Wasserabfuhr ist der Nordseekanal zusammen mit dem Amsterdam-Rhein-Kanal und dem Abschluss am Siel- und Pumpwerk in IJmuiden.
Die flachen Gebiete werden in der Regel durch Deiche vor Sturmfluten geschützt, die insgesamt eine Länge von etwa 3000 km haben. Der höchste Punkt im gesamten Staatsgebiet der Niederlande ist mit 877 Metern der Mount Scenery auf der Karibikinsel Saba, im europäischen Teil ist der höchste Punkt der Vaalserberg im äußersten Süden, in der Provinz Limburg im Dreiländereck (Drielandenpunt) mit Deutschland und Belgien; er erreicht 322,5 m über dem Amsterdamer Pegel.
Teile der Niederlande, zum Beispiel fast die gesamte Provinz Flevoland, wurden durch Landgewinnung dem Meer abgewonnen. Sie werden als Polder (an der deutschen Nordseeküste Koog oder Groden) bezeichnet. Das größte Projekt der Landgewinnung ist mit den Zuiderzeewerken verbunden, die damit das Rhein-Maas-Delta mit Sperrwerken vor den Sturmfluten sicherte. Im Jahr 1932 wurde der 29 km lange Abschlussdeich fertig, der die Meeresbucht Zuiderzee von der Nordsee abgetrennt hat und damit die zu schützende Küstenlinie extrem verkürzte. Auf dem Gebiet der ehemaligen Meeresbucht entstanden mehrere Süßwasserseen, von denen das IJsselmeer den größten Teil ausmacht. Von den angelegten Poldern ist der Flevopolder am größten. Er ist (je nach Berechnungsweise) die größte künstliche Insel der Welt.
Die wichtigsten Flüsse der Niederlande (de grote rivieren – ‚die großen Flüsse‘) sind Rhein, Maas und Schelde. Sie teilen das Land in einen Norden und einen Süden. Der Rheinstrom kommt aus Nordrhein-Westfalen (Deutschland) und ist für ein kurzes Stück Grenzfluss. Schon bald verzweigt er sich, auch dank Kanälen, die man zur besseren Verteilung der Wassermassen gegraben hat. Die Verzweigungen des Rheins verbinden sich schließlich mit der Maas, die von Belgien her kommt. Nur streckenweise heißen die Flüsse noch Rhein bzw. Nederrijn oder Oude Rijn. Die Flüsse prägen den Westen der Niederlande, das Rhein-Maas-Delta. Ein wichtiger Arm fließt durch Rotterdam und dann bei Hoek van Holland in die Nordsee; weitere Arme verbinden die Flüsse mit Amsterdam und dem IJsselmeer. In der Westerschelde, dem Ästuar der Schelde, verläuft ein Teil der Grenze zwischen Belgien und den Niederlanden.
Die Hauptwindrichtung ist Südwest, daraus resultiert ein gemäßigtes maritimes Klima mit kühlen Sommern und milden Wintern. Besonders im Westen des Landes, an der Nordseeküste, ist das Klima stärker atlantisch geprägt (milde Winter, kühle Sommer). Nach Osten hin nimmt der atlantische Einfluss etwas ab, sodass man in der Nähe der Grenze zu Deutschland schon eher von subatlantischem Klima sprechen kann mit etwas kälteren Wintern (mild bis mäßig-kalt) und leicht wärmeren Sommern.

### Natursehenswürdigkeiten
- De Hollandse Biesbosch, eine Fluss- und Sumpflandschaft
- Nationalpark Weerribben-Wieden
- Die Nationalparks De Hoge Veluwe und Veluwezoom in der Veluwe
- Die Naturschutzgebiete auf Texel
- Oostvaardersplassen, ein Naturentwicklungsgebiet, das heute die größten Wildtierherden Europas beherbergt
- Reeuwijkse Plassen bei Gouda
- Nieuwkoopse Plassen
- Schiermonnikoog
- Die Deltawerke: Schutzwehre gegen Sturmfluten, gebaut nach der Sturmflut von 1953
- Der Nationalpark De Meinweg bei Roermond in der Provinz Limburg

### Städte
Im Jahr 2023 lebten 93 Prozent der Einwohner der Niederlande in Städten.
| 01 | Amsterdam | 935.793 | ~1.009.000 |
| 02 | Rotterdam | 672.330 | ~1.242.000 |
| 03 | Den Haag  | 568.419 | ~780.000   |
| 04 | Utrecht   | 376.435 | ~455.000   |
| 05 | Eindhoven | 249.054 | ~280.000   |
| 06 | Groningen | 244.807 | ~233.000   |
| 07 | Tilburg   | 230.359 | ~220.000   |
| 08 | Almere    | 229.570 | ~212.000   |
| 09 | Breda     | 188.834 | ~184.000   |
| 10 | Nijmegen  | 188.981 | ~178.000   |
| 11 | Apeldoorn | 168.563 | ~164.000   |
| 12 | Haarlem   | 168.655 | ~282.000   |

## Bevölkerung

### Demografie

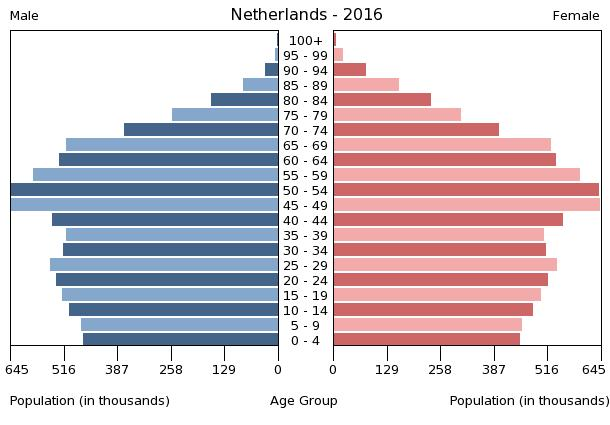
Bevölkerungspyramide der Niederlande 2016

Niederlande hatte 2023 17,9 Millionen Einwohner. Das jährliche Bevölkerungswachstum betrug + 1,0 %. Trotz eines Sterbeüberschusses (Geburtenziffer: 9,5 pro 1000 Einwohner vs. Sterbeziffer: 9,6 pro 1000 Einwohner) wuchs die Bevölkerung durch Migration. Die Anzahl der Geburten pro Frau lag 2022 statistisch bei 1,5, die der Europäischen Union betrug 1,5. Die Lebenserwartung der Einwohner der Niederlande ab der Geburt lag 2022 bei 81,7 Jahren. Der Median des Alters der Bevölkerung lag im Jahr 2021 bei 41,7 Jahren. Im Jahr 2023 waren 15,3 Prozent der Bevölkerung unter 15 Jahre, während der Anteil der über 64-Jährigen 20,7 Prozent der Bevölkerung betrug.
| Jahr | Einwohnerzahl | Jahr | Einwohnerzahl | Jahr | Einwohnerzahl |
| ---- | ------------- | ---- | ------------- | ---- | ------------- |
| 1900 | 5.104.000     | 1950 | 10.026.773    | 2000 | 15.863.950    |
| 1910 | 5.585.000     | 1960 | 11.417.254    | 2010 | 16.574.989    |
| 1920 | 6.754.000     | 1970 | 12.957.621    | 2020 | 17.442.000    |
| 1930 | 7.825.000     | 1980 | 14.091.014    |      |               |
| 1940 | 8.834.000     | 1990 | 14.892.574    |      |               |

Die Niederlande gehören mit über 518 Einwohnern (2020) pro Quadratkilometer Landfläche (33.718 km²) zu den am dichtesten besiedelten Flächenstaaten der Welt. Ungefähr die Hälfte der Bevölkerung wohnt in der Randstad, dem dicht besiedelten Westen des Landes.
Die Niederländer sind statistisch das Volk mit den körperlich größten Menschen der Welt, im Durchschnitt 1,83 Meter (Männer) und 1,72 Meter (Frauen).

### Bevölkerungsstruktur und Migration
| Rang | Staat                  | Bevölkerung (1. Januar 2022) |
| ---- | ---------------------- | ---------------------------- |
| 1.   | Türkei                 | 430.000                      |
| 2.   | Marokko                | 419.000                      |
| 3.   | Suriname               | 360.000                      |
| 4.   | Indonesien             | 349.000                      |
| 5.   | Deutschland            | 343.000                      |
| 6.   | Polen                  | 221.000                      |
| 7.   | Curaçao                | 135.000                      |
| 8.   | Syrien                 | 126.000                      |
| 9.   | Belgien                | 123.000                      |
| 10.  | Vereinigtes Königreich | 98.000                       |

In den Niederlanden leben zwischen 6000 und 10.000 Sinti und Roma sowie etwa 30.000 sogenannte woonwagenbewoners. Sie werden abschätzig auch kampers genannt, bevorzugen selbst die Bezeichnung reizigers. Sie leben ortsfest auf Standplätzen in stationären Caravans. Viele üben ambulante Erwerbstätigkeiten aus. Überwiegend gehen sie auf verarmte niederländische Bauern, Landarbeiter und Torfstecher des 18. und 19. Jahrhunderts zurück. Ihre Zahl ist seit dem Ende des Zweiten Weltkriegs im Zusammenhang mit Arbeitsmigration und Wohnkosten durch Zuzug aus der Mehrheitsbevölkerung erheblich angewachsen. Die gruppeninterne Sprache Bargoens ist eine niederländisch basierte Sondersprache, die mit dem deutschen Rotwelsch oder Jenisch vergleichbar ist.
In die Niederlande sind Menschen aus der ganzen Welt eingewandert. Abgesehen von vielen Zugezogenen aus den Nachbarstaaten (u. a. aus Deutschland, Belgien und England) leben heute viele Menschen aus anderen Erdteilen hier, wie u. a. aus Marokko und der Türkei, aus den ehemaligen Kolonien Indonesien, Suriname und aus der Karibik.

### Sprachen
Die Amtssprache im gesamten Staat ist die niederländische Sprache (Standardniederländisch), die aus niederfränkischen Mundarten in den Niederlanden (niederländische Dialekte) entstanden ist. In der Provinz Fryslân ist zusätzlich das verwandte Westfriesisch Verwaltungssprache.
In der südwestlichen Hälfte des Landes werden niederfränkische Mundarten gesprochen. Die Ortsdialekte des Südostens gehören zum Ripuarischen und im Nordosten zum Niedersächsischen. Niederfränkische, ripuarische und niedersächsische Mundarten werden im Dialektkontinuum staatsübergreifend auch in Deutschland gesprochen, niederfränkische und ripuarische Dialekte auch in Belgien.
In den überseeischen Reichsteilen (in der Karibik) ist Niederländisch Amtssprache, neben entweder Papiamento oder Englisch. Eine Abzweigung des Niederländischen, die inzwischen eine eigene Standardsprache darstellt, ist das Afrikaans in Südafrika und Namibia.

### Religion

Anteil der Religionen im historischen Verlauf

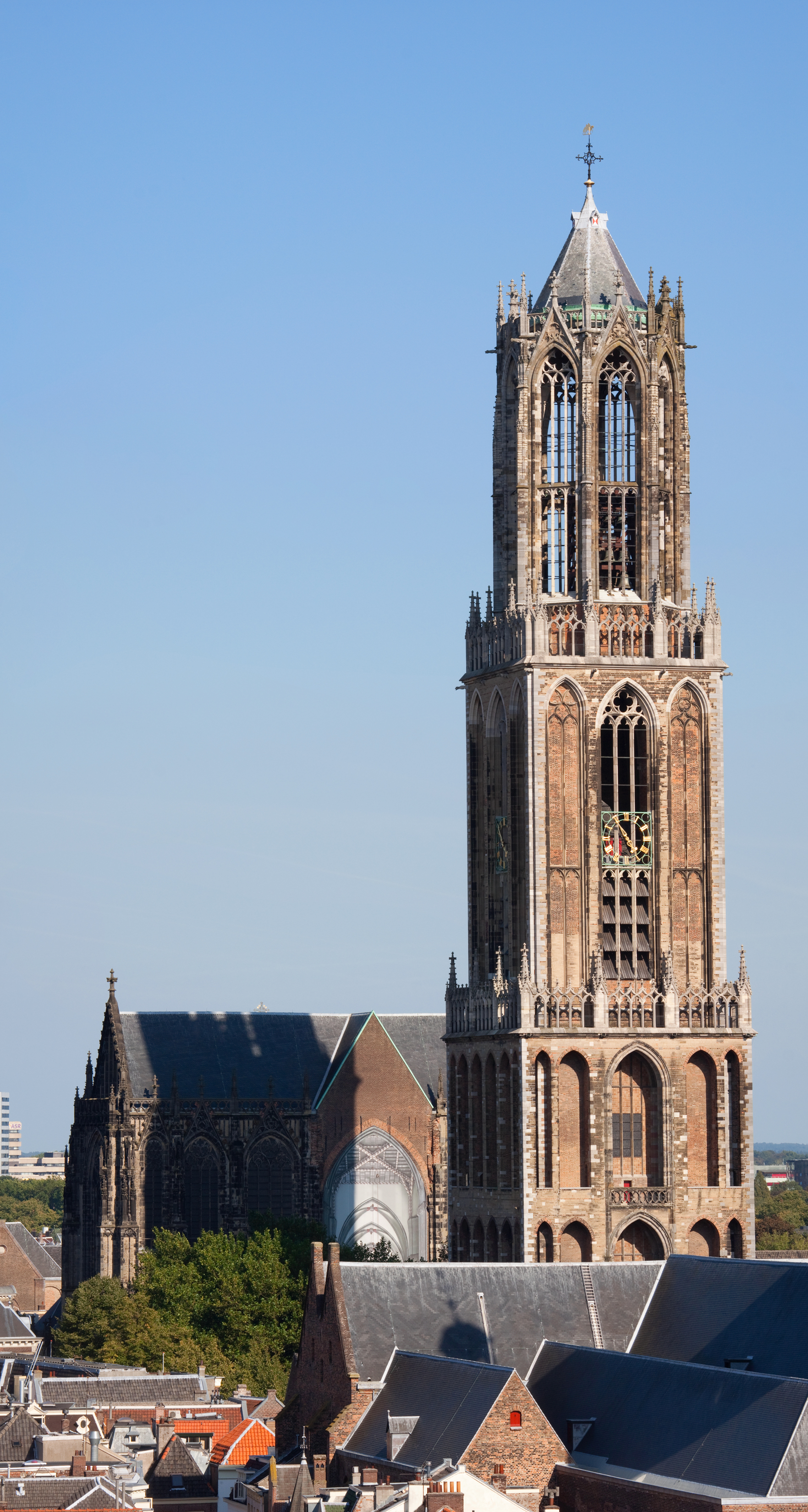
Reformierter Utrechter Dom

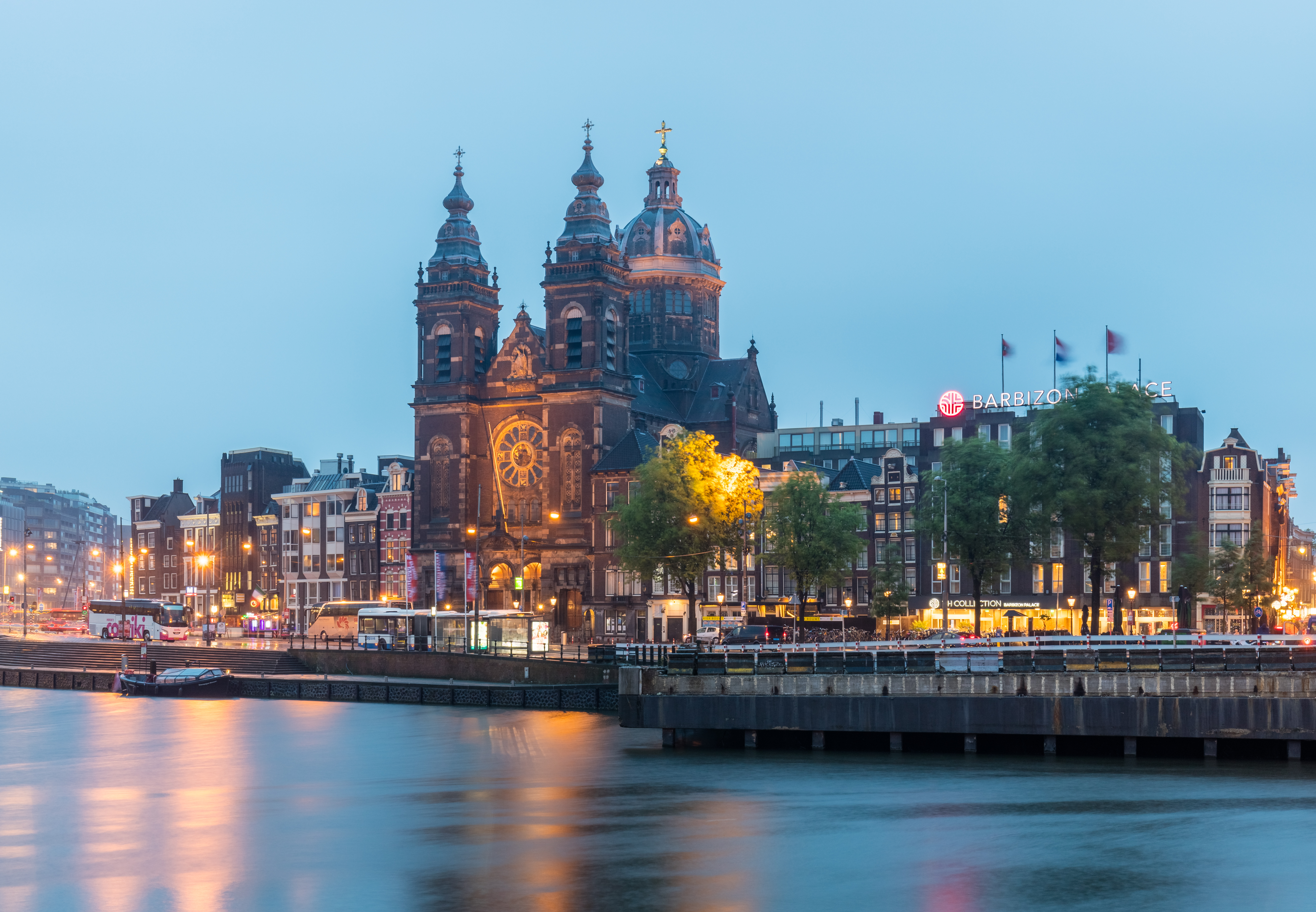
Die katholische Basilika St. Nikolaus in Amsterdam

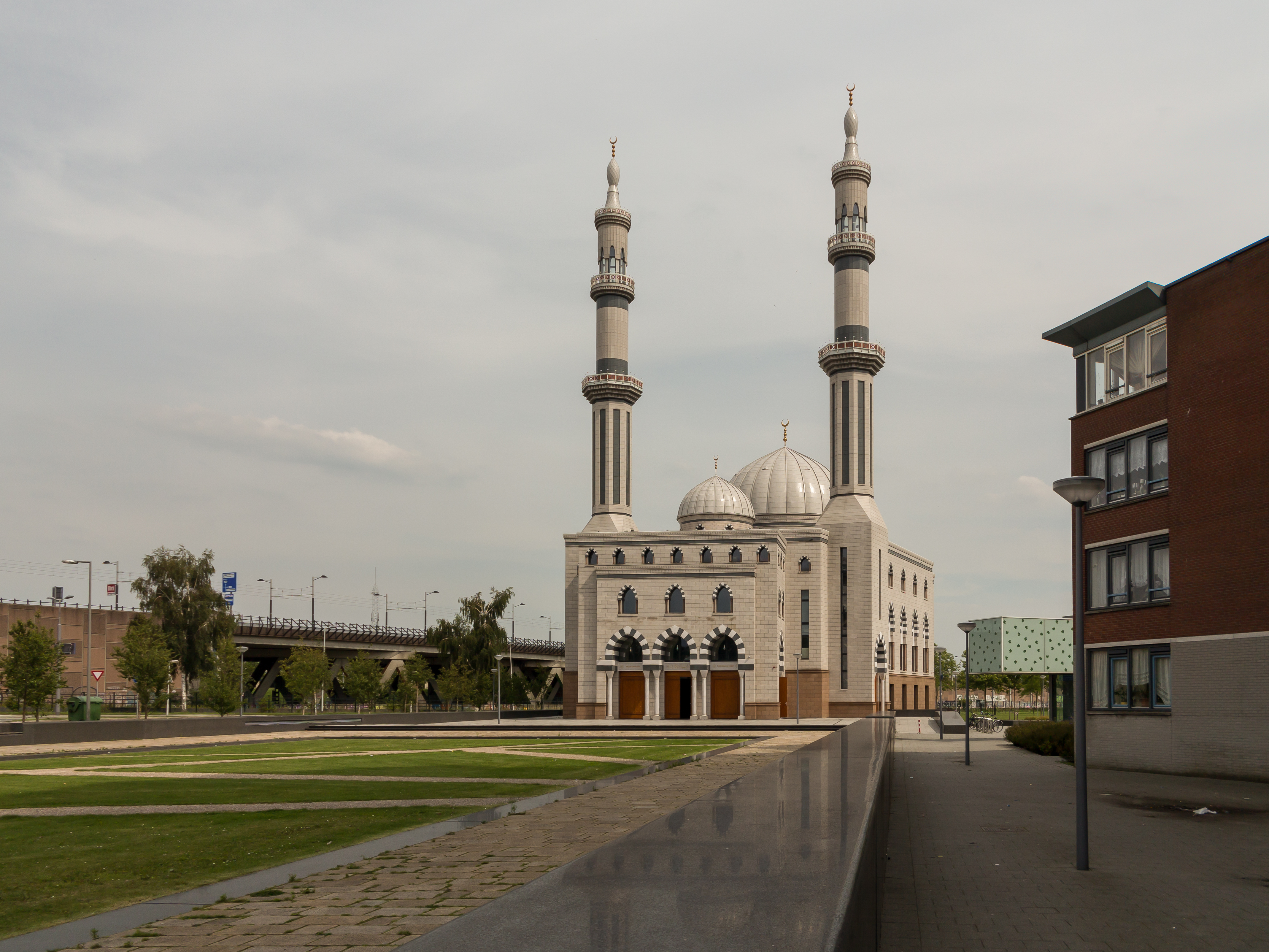
Sunnitische Essalam-Moschee in Rotterdam

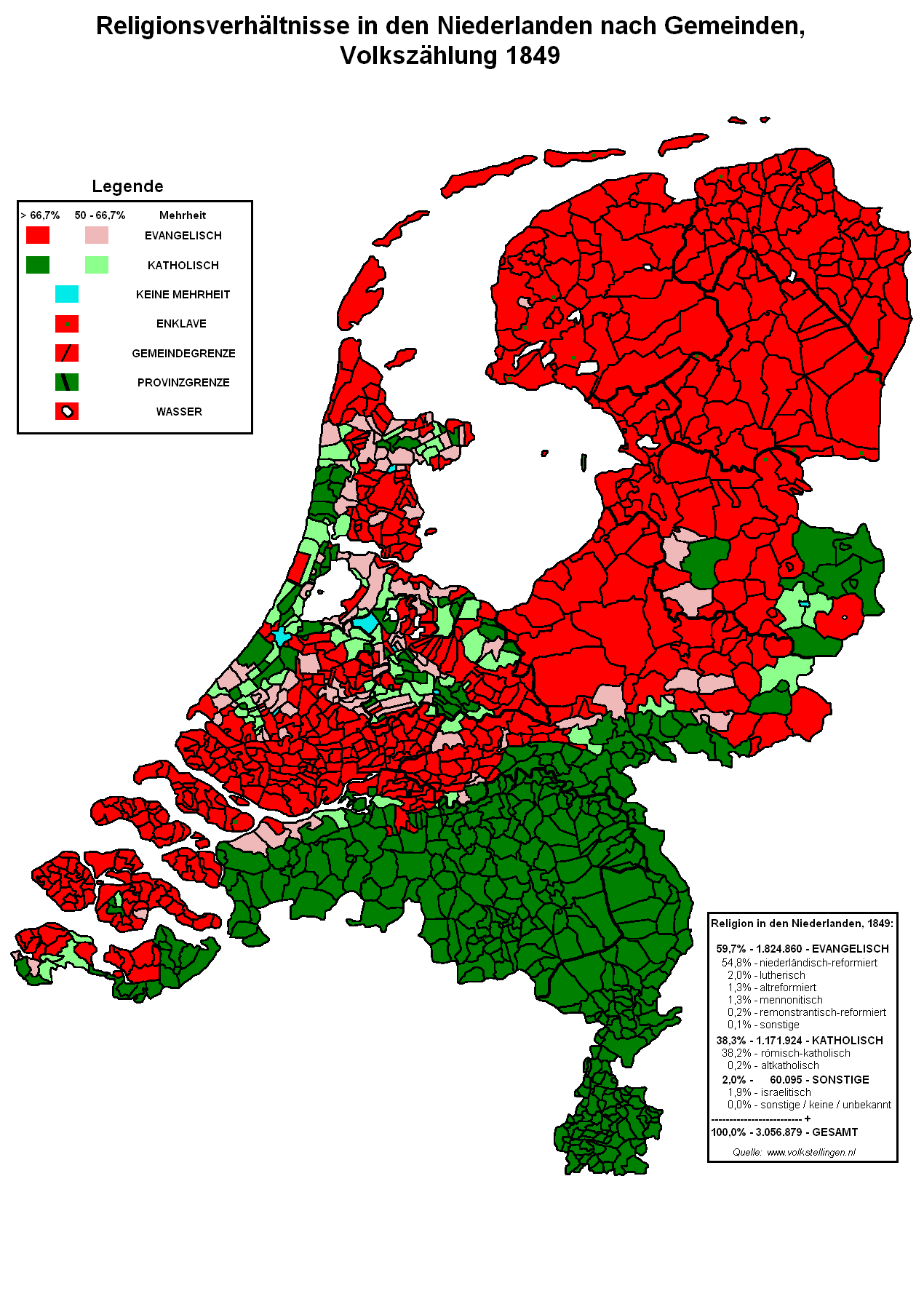
Traditionelle Religionsverhältnisse vor der Entkirchlichung (Stand 1849)

Die niederländische Bevölkerung gilt in Europa inzwischen als eine der am wenigsten religiös bzw. kirchlich gebundenen. Hunderte Kirchengebäude wurden abgerissen, verkauft, profanen Zwecken zugeführt. Zahlreiche Klöster wurden geschlossen, es gibt auch kaum mehr kirchliche Spitäler oder Schulen.
Laut dem Centraal Bureau voor de Statistiek (CBS) waren im Jahr 2023 nur mehr 17 % der Bevölkerung Katholiken, zu den protestantischen Kirchen bekennen sich 13 %. Etwa 6 % der Bewohner der Niederlande sind mit muslimischen Gemeinden verbunden. Bei jungen Menschen zwischen 18 und 25 Jahren beträgt der Anteil der Gläubigen 30 Prozent; bei den über 75-Jährigen noch 63 Prozent.
Auch die Teilnahme an den Gottesdiensten am Sonntag ist in den Niederlanden sehr schwach: 2021 nahmen 13 Prozent der Kirchenmitglieder wenigstens einmal im Monat an den Gottesdiensten teil, 2010 waren es noch 18 Prozent. Besonders gering ist die regelmäßige Teilnahme an der Messe bei den Katholiken (1 %), bei den Protestanten nimmt mehr als die Hälfte der Mitglieder an den Sonntagsgottesdiensten teil, heißt es in der Studie vom CBS.
Der Mangel an Pastoren ist in der Protestantischen Kirche der Niederlande deutlich zu spüren, das führt zu einem Zusammenschluss verschiedener Gemeinden. Andererseits gibt es schon erste Erfahrungen, Gemeindemitglieder, die keine umfassende theologische Ausbildung haben, mit bestimmten Aktivitäten der Liturgie zu betrauen, etwa in der Gestaltung und Leitung von Trauerfeiern und Bestattungen. Zeitgleich mit dem schnellen Niedergang der traditionellen kirchlichen Kultur scheint es neue Formen christlichen Glaubens zu geben und auch das Studium der katholischen Theologie durch Konfessionslose, Altkatholiken und Protestanten hat im Jahr 2019 deutlich zugenommen.
Die traditionell größte Bevölkerungsgruppe war jene der Protestanten (1849 knapp 60 Prozent). Durch Entkirchlichung wurde sie jedoch im Laufe des 20. Jahrhunderts zahlenmäßig von den Konfessionslosen und auch den Katholiken (1849 rund 38 Prozent) übertroffen. Die Protestanten sind in den Niederlanden überwiegend Calvinisten, nach dem vor allem in Genf wirkenden französischen Reformator im 16. Jahrhundert, Johannes Calvin. Die Niederdeutsch-Reformierte Kirche (Nederduits Gereformeerde Kerk), die 1571 in Emden gegründet wurde, gilt als „Urkirche“ der Reformierten in den Niederlanden. Heute ist der Calvinismus institutionell mit den Lutheranern in der Protestantischen Kirche in den Niederlanden vereinigt (Unierte Kirche).
Im 19. Jahrhundert bildeten sich zwei unterschiedliche calvinistische Richtungen in den Niederlanden heraus, die gemäßigteren und zahlenmäßig stärkeren hervormden und die strenggläubigen gereformeerden. Beide Wörter bedeuten „reformiert“ und wurden ursprünglich unterschiedslos verwendet. Im Deutschen kann man den Unterschied nicht wiedergeben, daher liest man für die gereformeerden manchmal „altreformiert“ (obwohl es organisatorisch gesehen die jüngere Richtung ist, eine Abspaltung der Nederlands hervormde kerk) oder „streng-reformiert“ bzw. „streng-calvinistisch“.
Seit einer Neuorganisation von 2004 gibt es die Protestantische Kirche in den Niederlanden, die beide Richtungen vereinen soll. Einige Strenggläubige sind allerdings eigenständig geblieben, wie die „befreiten“ Reformierten, die zweitgrößte protestantische Kirchenvereinigung.
Kleinere christliche Kirchen haben jeweils weniger als ein Prozent der Gesamtbevölkerung als Mitglieder. Zu diesen gehören verschiedene evangelische Freikirchen wie die „befreiten“ Reformierten oder Baptisten und Mennoniten (Doopsgezinde). Während der Reformation waren die Niederlande eines der Zentren der Täuferbewegung (siehe Menno Simons). Weiterhin gibt es die im 18. Jahrhundert entstandene Altkatholische Kirche der Niederlande mit dem Sitz des Erzbischofs in Utrecht, von der die nach dem I. Vatikanischen Konzil entstandenen Alt-Katholischen Kirchen abstammen. Aufgrund von Verfolgung und Vertreibung der indigenen Assyrer aus dem Nahen Osten ist die Syrisch-Orthodoxe Kirche von Antiochien mit über 30'000 Gläubigen in den Niederlanden vertreten.
Der Norden und der Westen des Landes waren traditionell protestantisch, während im Süden und Osten die Katholiken die Bevölkerungsmehrheit stellten und teilweise noch stellen. In der Mitte des Landes gibt es einen sogenannten Bibelgürtel (Bijbelgordel) mit erhöhtem Anteil von gereformeerden. Noch immer (Stand 2018) stellen Katholiken die Mehrheit der Bevölkerung in manchen Gebieten südlich dieses Bibelgürtels, zum Beispiel in Limburg. Nördlich und westlich des Bibelgürtels sind die Konfessionslosen deutlich in der Mehrheit.
Eine Kirchensteuer wird in den Niederlanden nicht erhoben.
Der König ist reformierter Konfession (hervormden). Wegen der synodalen Organisation calvinistischer Kirchen hat der Monarch allerdings keine formale Führungsrolle in der Niederländisch-reformierten Kirche inne, wie sie früher bei lutherischen Kirchen in Deutschland und Skandinavien anzutreffen war.
Eine repräsentative Umfrage im Auftrag der Europäischen Kommission im Rahmen des Eurobarometers ergab 2020, dass für 26 Prozent der Menschen in den Niederlanden Religion wichtig ist, für 17 Prozent ist sie weder wichtig noch unwichtig und für 57 Prozent ist sie unwichtig.

### Bildung
In den Niederlanden ist der Schulbesuch im Alter zwischen 5 und 16 Jahren obligatorisch. In der Praxis jedoch befreiten die Gerichte nach längeren Verfahren häufiger einzelne Eltern von der Schulpflicht ihrer Kinder, um stattdessen Hausunterricht oder freilernen zu ermöglichen.
Ein gewichtiger Unterschied zum Schulsystem in Deutschland besteht darin, dass es jedem in den Niederlanden freisteht, aufgrund seiner Religion oder auf Basis bestimmter pädagogischer Grundlagen eigene – allerdings vom Staat finanzierte – Schulen zu gründen. Daher besuchen zwei Drittel aller Schüler in den Niederlanden eine private Schule. Die meisten Schulen sind entweder openbaar („öffentlich“), katholisch oder protestantisch, obgleich die Niederlande zu einem der am stärksten entkonfessionalisierten Länder der Welt zählen. Träger der „nichtöffentlichen“ Schulen sind in der Regel Stiftungen.
Die Wahl der Unterrichtsmethoden steht den Schulen frei. Die Inhalte sind allerdings in staatlichen Richtlinien formuliert und für alle Schulen verbindlich festgelegt. Ob die Schüler den darin bestimmten Leistungsanforderungen gerecht werden, wird mittels landesweiter, staatlicher Tests regelmäßig überprüft. Dies gilt auch für Schulen, die von Minderheiten besucht werden. Seit Mitte der 1980er Jahre können Eltern ihre Kinder etwa auf islamische oder hinduistische Grundschulen schicken.
Weiter können Eltern wählen, ob sie ihre Kinder auf eine Kategorialschule schicken, an der nur eine Schulform gilt, oder sich für eine Schulgemeinschaft entscheiden. Diese beherbergt mehrere Schularten. Die niederländischen Schulen sind in der Regel keine Gesamtschulen, allenfalls „kooperative Gesamtschulen“ mit mehreren Schulformen unter einem Dach. Seit Ende der 1990er Jahre haben viele Schulen aus finanziellen Gründen miteinander fusioniert, da so Direktorenstellen eingespart werden.
Die niederländische Grundschulen (basisschool) umfassen acht Klassen, die hier als groepen (Gruppen) bezeichnet werden. Groep 1 bezeichnet die Vierjährigen und groep 8 normalerweise die Zwölfjährigen. Diese groepen umfassen also sowohl den Vorschulbereich (Kindergarten) als auch die weiterführende Schule. Der Unterricht vom vierten bis zum fünften Lebensjahr (groep 1–2) kann inhaltlich mit der Kindergartenpädagogik in Deutschland verglichen werden. Allerdings ist er hier in der Regel verstärkt in den Grundschullehrplan integriert. Ab groep 3 fangen die Kinder an, das Lesen, Schreiben und Rechnen zu erlernen. In den beiden letzten Basisjahren beginnt der Englischunterricht; weitere Fremdsprachen werden allein in Schulversuchen angeboten.
Im letzten Grundschuljahr legen sie eine zentrale Prüfung ab. Mit Eingang des 8. Schuljahres findet eine Vorabprüfung (entreetoets) statt, mit deren Ergebnis eine Vorbereitung auf den eigentlichen Test (eindtoets) möglich ist. Anders als in Deutschland, wo nur das Gutachten eines Grundschulpädagogen bei der Wahl einer weiterführenden Schule zu Grunde liegt, wird in den Niederlanden anhand des Prüfungsergebnisses und eines Gutachtens durch die Grundschule, erstellt von den Klassenlehrern der letzten Schuljahre sowie eines nicht unterrichtenden Begleiters, eine bindende Empfehlung ausgesprochen, von der nur in begründeten Ausnahmen abgewichen werden kann. Auch die Anmeldung zur weiterführenden Schule erfolgt in der Grundschule, die die Empfehlung und Testergebnisse direkt an die weiterführende Schule weiterreicht.
Im Anschluss an die Grundschule folgt eine weiterführende Schule für Schüler zwischen 12 und 18 Jahren. Die Sekundarbildung kann in folgenden Einrichtungen absolviert werden:
- Einrichtungen der „vor-universitären Bildung“ (vwo)
- Einrichtungen der allgemeinen Sekundarbildung (havo) und
- Einrichtungen der berufsbildenden Sekundarerziehung (vmbo).

Das erste Jahr der Sekundarschulen aller drei Formen ist die sogenannte Übergangsklasse („brugklas“). Sie dient vor allem der Orientierung des Schülers auf seine zukünftige Schullaufbahn.
Laut der weltweiten Rangliste für Hochschulbildung – 2023 des Magazins Times Higher Education sind die besten Hochschulen in den Niederlanden die Universität Wageningen (Platz 59), die Universität Amsterdam (Platz 60), die Technische Universität Delft (Platz 70), die Reichsuniversität Groningen (Platz 75), die Universität Leiden (Platz 77) und die Erasmus-Universität in Rotterdam (Platz 80).
In den PISA-Studien von 2018 erreichten die niederländischen Schüler Platz 7 von 77 Ländern in Mathematik, Platz 12 in Naturwissenschaften und Platz 24 beim Leseverständnis und liegen damit über dem Durchschnitt der OECD-Staaten.
In den Niederlanden gilt seit 2024 ein Handyverbot an allen Schulen.

### Gesundheit

Entwicklung der Lebenserwartung seit 1850 (in Jahren)

Von 2005 bis 2018 waren die Niederlande auf den ersten drei Plätzen des Euro Health Consumer Index (EHCI), der die Gesundheitssysteme in Europa vergleicht. Das Land war 2018 zusammen mit der Schweiz in allen Indikatoren des EHCI besonders gut. Das Gesundheitssystem ist im Vergleich zu anderen westlichen Ländern recht effektiv, hingegen nicht das kostengünstigste.
Seit einer umfassenden Reform des Gesundheitssystems im Jahr 2006 erhielt das niederländische System jedes Jahr mehr Punkte im Index. Nach Angaben des HCP (Health Consumer Powerhouse) gibt es in den Niederlanden ein „Chaos-System“, was bedeutet, dass die Patienten weitgehend frei sind, bei welchem Versicherer sie ihre Krankenversicherung abschließen können und von welchem sie ihre medizinische Versorgung beziehen. Der Unterschied zwischen den Niederlanden und anderen Ländern besteht darin, dass das Chaos bewältigt wird.
Die Gesundheitsfürsorge in den Niederlanden kann auf verschiedene Weise aufgeteilt werden: in drei Stufen, in somatische und psychische Gesundheitsfürsorge sowie in Kur (kurzzeitig) und Pflege (langfristig).
Das Gesundheitswesen in den Niederlanden wird durch ein duales System finanziert, das im Januar 2006 in Kraft getreten ist. Langzeitbehandlungen, insbesondere solche, bei denen ein halbpermanenter Krankenhausaufenthalt erforderlich ist, sowie Behinderungskosten unterliegen einer staatlich kontrollierten obligatorischen Versicherung. Dies ist im Allgemeinen Gesetz über außergewöhnliche Gesundheitskosten (Algemene Wet Bijzondere Ziektekosten) niedergelegt, die erstmals im Jahr 1968 in Kraft trat. Im Jahr 2009 deckte diese Versicherung 27 Prozent aller Gesundheitskosten. Zum 1. Januar 2015 wurde die AWBZ durch das Gesetz über die Langzeitpflege (die Wet Langdurige Zorg, WLZ) ersetzt.
Die Krankenversicherung in den Niederlanden ist obligatorisch. Das Gesundheitswesen in den Niederlanden unterliegt zwei gesetzlichen Versicherungsformen:
- Zorgverzekeringswet (ZVW), häufig als „Grundversicherung“ bezeichnet, deckt die übliche medizinische Versorgung ab.
- Algemene Wet Bijzondere Ziektekosten (AWBZ) deckt langfristige Pflege und Pflege ab (seit 2015 Wet Langdurige Zorg, WLZ).

Während niederländische Einwohner für die AWBZ automatisch von der Regierung versichert sind, muss jeder eine eigene Grundversicherung (Basisverzekering) abschließen, mit Ausnahme derjenigen unter 18 Jahren, die automatisch unter die Prämie ihrer Eltern fallen. Wer keine Versicherung abschließt, riskiert eine Geldstrafe. Versicherer müssen für alle über 18 Jahre ein universelles Paket anbieten, unabhängig von Alter oder Gesundheitszustand. Es ist verboten, einen Antrag abzulehnen oder besondere Bedingungen zu erlassen. Im Gegensatz zu vielen anderen europäischen Systemen ist die niederländische Regierung für die Zugänglichkeit und Qualität des Gesundheitssystems in den Niederlanden verantwortlich, jedoch nicht für deren Verwaltung.
Für alle regulären (kurzfristigen) medizinischen Behandlungen gibt es eine obligatorische Krankenversicherung bei privaten Krankenversicherungen. Diese Versicherungsunternehmen sind verpflichtet, ein Paket mit einer bestimmten Anzahl versicherter Behandlungen bereitzustellen. Diese Versicherung deckt 41 Prozent aller Gesundheitsausgaben ab.
Andere Quellen für die Gesundheitsfürsorge sind Steuern (14 Prozent), Eigenkosten (9 Prozent), zusätzliche optionale Krankenversicherungspakete (4 Prozent) und eine Reihe anderer Quellen (4 Prozent). Die Finanzierung wird durch ein System von einkommensbezogenen Zulagen sowie von individuellen und vom Arbeitgeber gezahlten einkommensbezogenen Prämien gesichert.
Im Jahr 2020 praktizierten in Niederlande 38,5 Ärztinnen und Ärzte je 10.000 Einwohner. 2016 waren 20,4 Prozent der Bevölkerung stark übergewichtig, was unterhalb des europäischen Durchschnitts liegt. Die Sterblichkeit bei unter Fünfjährigen betrug 2022 3,9 pro 1000 Lebendgeburten. Die Lebenserwartung der Einwohner der Niederlande ab der Geburt lag 2022 bei 81,7 Jahren (Frauen: 83,2, Männer: 80,3). Die Lebenserwartung stieg von 78 Jahren im Jahr 2000 bis 2022 um 5 %.

## Geschichte

### Mittelalter und frühe Neuzeit

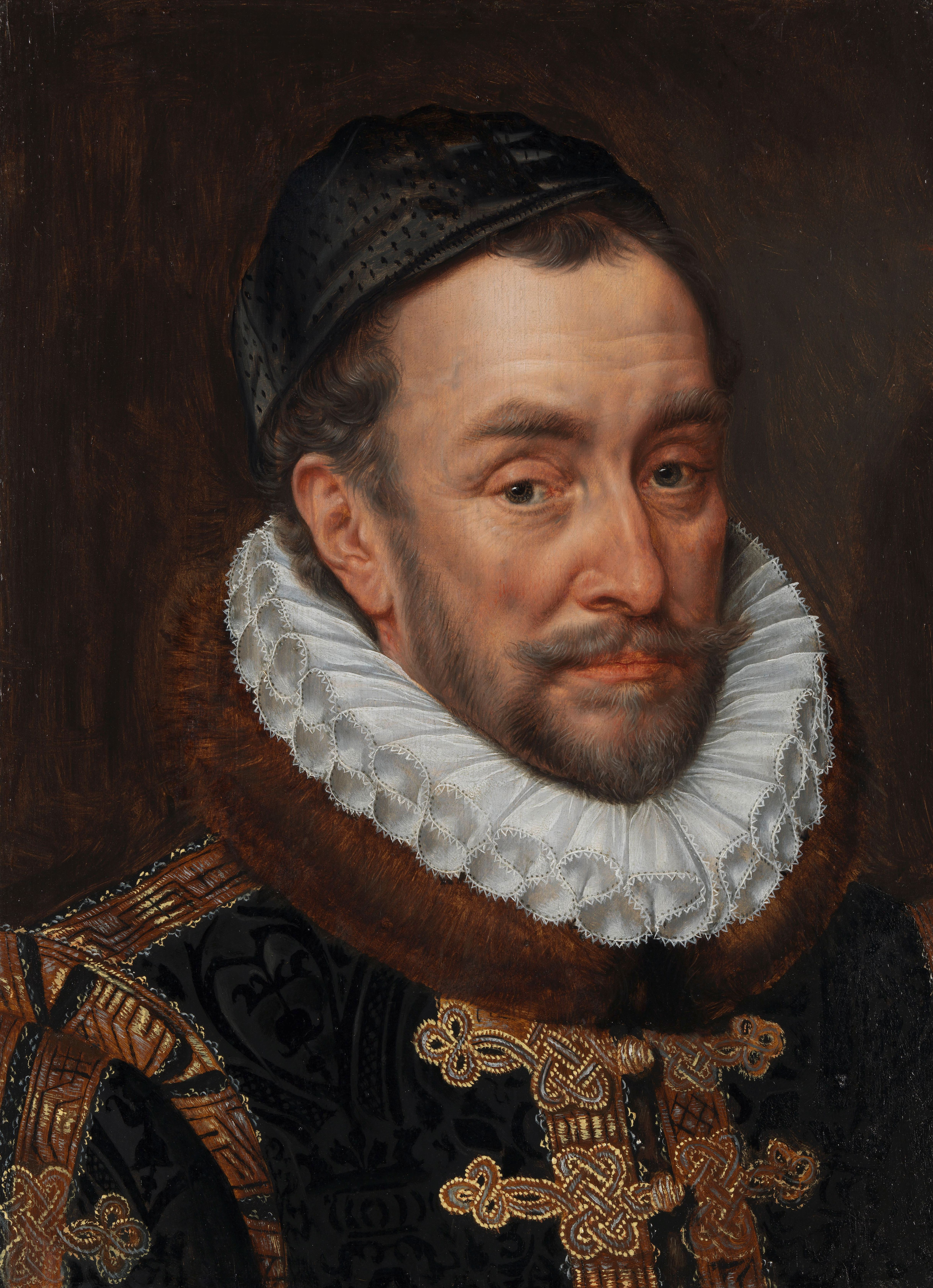
Adriaen Thomasz Key, Wilhelm von Nassau-Dillenburg, Fürst von Oranien, Gründer der Niederlande, um 1575

Nach der Aufteilung des Frankenreiches gehörten die niederen Lande zum ostfränkischen Königreich (Regnum Teutonicum) und danach zum Heiligen Römischen Reich. Unter Kaiser Karl V., der zugleich spanischer König war, war das Land in siebzehn Provinzen aufgeteilt und umfasste auch das heutige Belgien (mit Ausnahme des Hochstifts Lüttich) und Teile Nordfrankreichs und Westdeutschlands. Nach dem Tod Karls fiel das Gebiet als Spanische Niederlande an die spanischen Habsburger. Unter Karls Sohn Philipp II. kam es von 1566 an zu einer Serie von Aufständen. Diese hatten religiöse, politische und wirtschaftliche Ursachen. Philipp II. entsandte den Herzog von Alba in die Niederlande und versuchte, den Aufstand zu unterdrücken. Doch diese harte Politik bewirkte das Gegenteil: 1572 schlugen sich fast alle Städte der Provinz Holland auf die Seite von Wilhelm von Oranien, der den Widerstand gegen Alba anführte. In den nächsten Jahren schlossen sich auch die anderen niederländischen Provinzen diesem Aufstand an.
Wilhelm von Oraniens Ideal einer friedlichen Koexistenz der Konfessionen zerbrach jedoch rasch an den Realitäten. Der Graben zwischen spanientreuen Katholiken und radikalen Calvinisten war zu tief aufgerissen und führte dazu, dass sich die calvinistischen Provinzen Holland, Zeeland und Utrecht 1579 zu einem Verteidigungsbündnis zusammenschlossen, der Utrechter Union. Dieser Vertrag wurde zur Gründungsurkunde eines neuen Staates, der Republik der Vereinigten Niederlande. 1581 taten die Generalstaaten – die allgemeine Ständeversammlung – den letzten Schritt und erklärten ihre Unabhängigkeit von der spanischen Krone. In dieser Abschwörungsakte wurde erstmals in der Geschichte überhaupt ein von Gott inthronisierter König für abgesetzt erklärt. Erst nach einem Achtzigjährigen Krieg wurde die Unabhängigkeit der Niederlande von Spanien im Frieden von Münster am 15. Mai 1648 anerkannt. Dieses Datum gilt als Geburtstag der heutigen Niederlande, die sich gleichzeitig mit der Schweiz vom Reich trennten. Die südlichen Niederlande – das heutige Belgien – blieben hingegen bei Spanien, so dass die Niederlande fortan geteilt waren.

### Goldenes Zeitalter

Flagge der Niederlande während des Goldenen Zeitalters

In der Folge wuchsen die Vereinigten Niederlande zur größten Handels- und Wirtschaftsmacht des 17. Jahrhunderts heran. Diese Epoche ist als Goldenes Zeitalter bekannt. Während dieser Zeit wurden Handelsposten auf der ganzen Welt errichtet. Dies ging jedoch nicht vom Staat aus, sondern von den beiden ersten Aktiengesellschaften der Geschichte, der Niederländischen Ostindien-Kompanie (VOC) und der Niederländischen Westindien-Kompanie (WIC).
Bekannt ist die Gründung von Neu Amsterdam (Nieuw Amsterdam), das später in New York umbenannt wurde. In Asien schufen die Niederländer ihr Kolonialreich Niederländisch-Indien (Nederlands-Indië), das heutige Indonesien, das im Dezember 1949 unabhängig wurde. Auch im Nordosten Südamerikas gewannen die Niederlande Kolonien. Suriname wurde 1975 unabhängig. Bei den Niederlanden verblieben nur noch wenige Inseln in der Karibik. Ein düsteres Kapitel des Goldenen Zeitalters war der Sklavenhandel, an dem auch die Niederländer maßgeblich beteiligt waren. Dafür bat König Willem-Alexander am 1. Juli 2023 um Verzeihung.
In Europa waren die Niederlande im 17. Jahrhundert eine Großmacht, angeführt von bürgerlichen Politikern wie Johan van Oldenbarnevelt und Johan de Witt. Auf dem Höhepunkt ihrer Macht behaupteten sie sich 1667 gegen England im Englisch-Niederländischen Krieg und hielten sogar die Expansion des französischen Sonnenkönigs Ludwig XIV. auf. Die Innenpolitik war von einem ständigen Abstimmungsprozess zwischen den Ständeversammlungen der einzelnen Provinzen geprägt. „Dies war ein gravierender Unterschied zu fast allen anderen europäischen Ländern, in denen die Macht stark zentralisiert war und sich in der Hand eines Monarchen konzentrierte“, urteilt der Historiker und Niederlande-Experte Christoph Driessen. Die „frühe Demokratisierung der Niederlande“ habe darin ihren Ursprung.
Die Expansion des kleinen Landes ging einher mit einer kulturellen Blütezeit, die Maler wie Rembrandt van Rijn und Johannes Vermeer, Philosophen wie Baruch de Spinoza und Wissenschaftler wie Antoni van Leeuwenhoek und Christiaan Huygens hervorbrachte.
Weitere Seekriege mit England um die Vorherrschaft im 17./18. Jahrhundert prägten den Kampf auf See.

### Napoleonische Zeit und 19. Jahrhundert
1795 wurde mit französischer Unterstützung die Batavische Republik gegründet (benannt nach dem germanischen Stamm der Bataver, der das Gebiet zwischen Rhein und Maas ehemals besiedelt hatte); 1806 machte der französische Kaiser Napoleon I. daraus das Königreich Holland. König wurde Louis Bonaparte, ein Bruder des Kaisers.
Kaiser Napoleon I. war nicht zufrieden damit, wie sein Bruder das neue Königreich verwaltete. Im Juli 1810 löste er deshalb das Königreich Holland auf. Die Niederlande wurden dem napoleonischen Frankreich einverleibt.

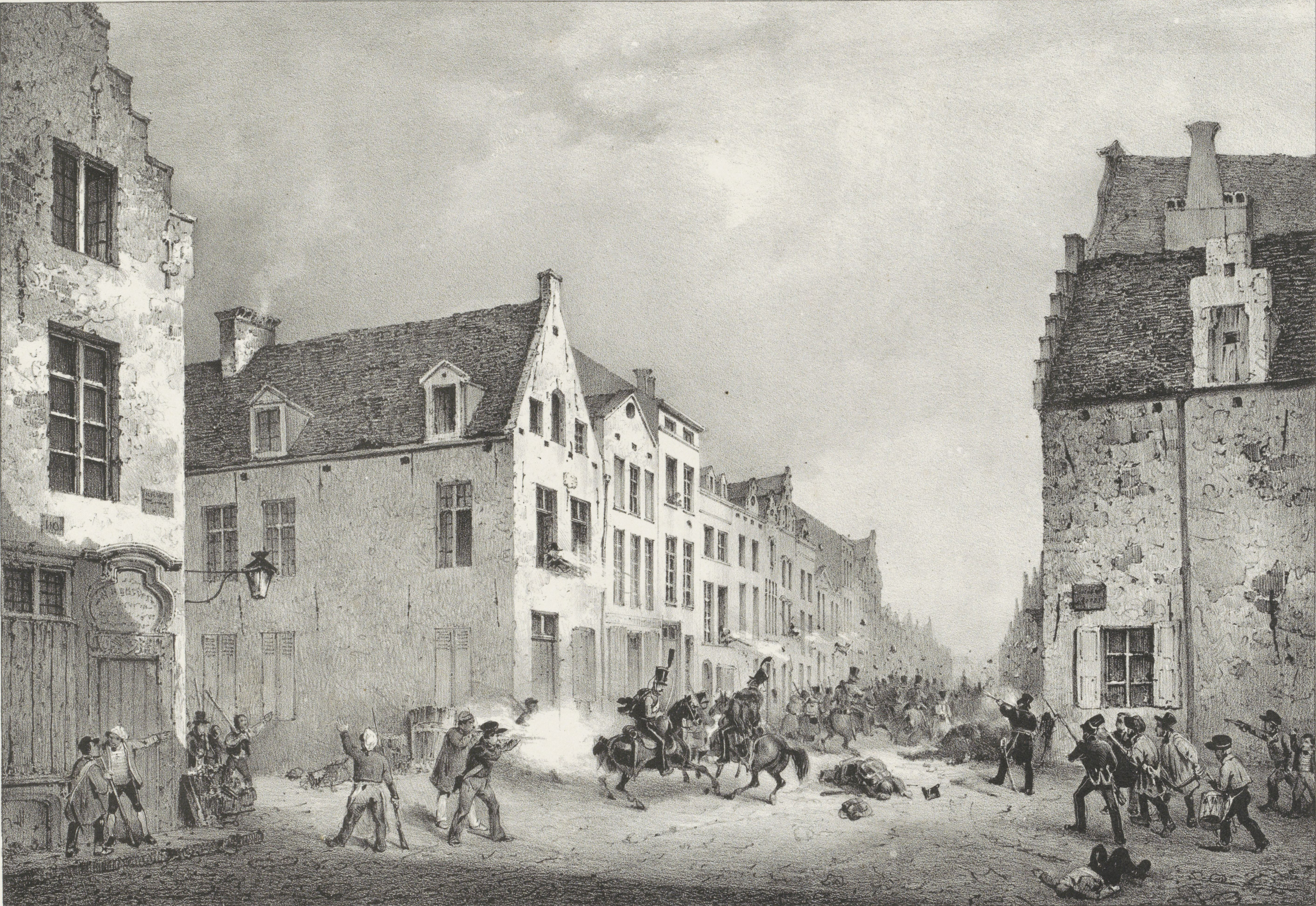
Szene aus der Belgischen Revolution, Illustration von Jean-Baptiste Madou

Die Niederlande erlangten ihre Unabhängigkeit im Jahre 1813 zurück. Wilhelm I. aus dem Haus Oranien-Nassau wurde souveräner Fürst der Niederlande; 1815 wurde er König. Der Wiener Kongress fügte 1815 die südlichen Niederlande, das heutige Belgien, dem Königreich hinzu. Man beabsichtigte damit, dass Frankreich in Zukunft im Norden von einem starken Staat begrenzt werde. Die damals verabschiedete Verfassung der Niederlande gilt heute noch, wenn auch mit zahlreichen Änderungen. Die wichtigste, von 1848, führte die Ministerverantwortlichkeit ein und ebnete damit den Weg zum parlamentarischen System.
Der Wiener Kongress erhob außerdem das Herzogtum Luxemburg zum Großherzogtum Luxemburg und sprach Luxemburg Wilhelm I. persönlich zu, als Entschädigung für den Verlust seiner Gebiete in Deutschland (Nassau-Dillenburg, Siegen, Hadamar und Diez). Die südlichen Niederlande erlangten nach der belgischen Revolution von 1830 ihre Unabhängigkeit, die allerdings erst 1839 von Wilhelm I. anerkannt wurde.
Der niederländische König war seit 1815 auch Großherzog von Luxemburg, wo die Lex Salica kein weibliches Staatsoberhaupt zuließ. Als Wilhelm III. bei seinem Tod 1890 nur eine Tochter (Königin Wilhelmina) hinterließ – seine Söhne waren verstorben –, ging der Luxemburger Thron auf eine andere Erbfolgelinie im Haus Nassau über und Wilhelms Vetter Adolf von Nassau übernahm dort die Regierung.

### 20. Jahrhundert
Die Niederlande blieben im Ersten Weltkrieg offiziell neutral und konnten sich auch aus dem Krieg heraushalten. Sie hielten ihre Truppen dennoch bis zum Kriegsende mobilisiert und hatten überdies mit einer großen Flüchtlingswelle aus dem von Deutschland besetzten Belgien zu tun. Nach dem Ersten Weltkrieg gewährten die Niederlande dem bisherigen Deutschen Kaiser Wilhelm II. Exil.

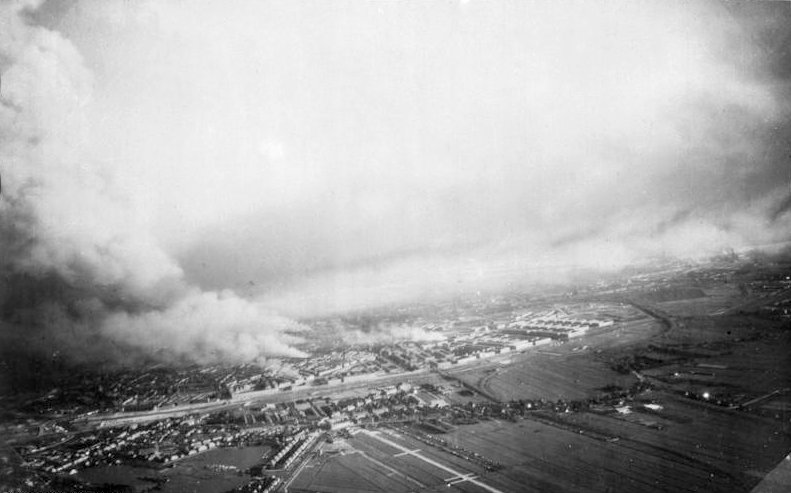
Rotterdam nach dem deutschen Luftangriff, Mai 1940

Auch beim Ausbruch des Zweiten Weltkriegs versuchte die niederländische Regierung zunächst, das Land aus dem Krieg herauszuhalten. Hitler jedoch befahl der Wehrmacht die Okkupation Belgiens und der Niederlande, u. a. damit Deutschland nach dem für wahrscheinlich erachteten Sieg gut gelegene Flugbasen für Luftangriffe auf Großbritannien hatte. Nach fünftägigem Kampf zwangen die deutschen Truppen am Abend des 14. Mai 1940 die Niederlande zur Aufgabe. Ausschlaggebend war hierfür das Bombardement von Rotterdam. Die königliche Familie war vorher nach England geflohen. Die Niederlande wurden von da an bis April 1945 von der Wehrmacht besetzt gehalten. Die Nationaal-Socialistische Beweging (NSB) unter Anton Adriaan Mussert arbeitete mit den deutschen Besatzungstruppen zusammen, erlangte aber keinen relevanten Einfluss in der Bevölkerung und beim Besatzungsregime. Die Niederlande stellten das größte Kontingent ausländischer Freiwilliger in der Waffen-SS, seriöse Schätzungen reichen von etwa 25.000 bis 40.000 Niederländern, die sich im Verlauf des Krieges der SS anschlossen.
Nach der Invasion kam es zu Judenverfolgungen durch die deutschen Besatzer. Der Februarstreik 1941 gegen die Deportationen wurde blutig niedergeschlagen. Von den zu Beginn des Krieges 160.000 jüdischen Niederländern und 20.000 jüdischen Flüchtlingen lebten am Ende des Krieges nur noch etwa 30.000. Symbol für die Judenverfolgung ist der Fall der Anne Frank. Der Deportation in das KZ Auschwitz-Birkenau fielen auch Roma und Sinti (Manoesje) aus den Niederlanden zum Opfer. Der südliche Teil der Niederlande wurde in der zweiten Hälfte des Jahres 1944 von den vorrückenden Alliierten befreit; der Norden des Landes erst bei Kriegsende.

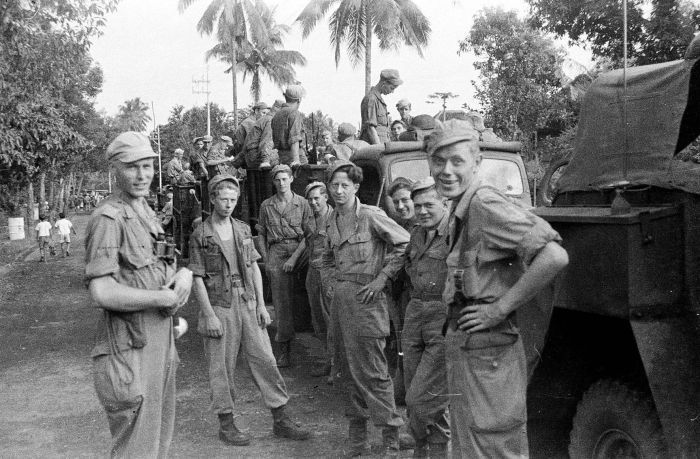
Niederländische Militärkolonne während der ersten „Polizeiaktion“ in Niederländisch-Indien, Sommer 1947

Am 11. Januar 1942 begann die japanische Invasion von Niederländisch-Indien. Die Niederländer kapitulierten am 1. März 1942. Sofort nach der japanischen Kapitulation riefen die indonesischen Nationalisten am 17. August 1945 die Unabhängigkeit aus. Erst nach Gewalt und militärischen Auseinandersetzungen, die als „Polizeiaktionen“ verharmlost wurden, wurde Indonesien am 27. Dezember 1949 formal in die Unabhängigkeit entlassen. Bis 1954 bestand noch eine lose Niederländisch-Indonesische Union. Bei den Niederlanden verblieb bis 1962 der Westteil der Insel Neu-Guinea.
Von 1949 bis 1963 waren im Rahmen der niederländischen Annexionspläne nach dem Zweiten Weltkrieg westdeutsche Gemeinden aus dem Landkreis Geilenkirchen-Heinsberg (Selfkant) und die Gemeinde Elten (bei Emmerich) unter niederländische Verwaltung gestellt. Bestrebungen der niederländischen Regierung, Teile Niedersachsens sowie des westlichen Münster- und Rheinlandes an die Niederlande anzugliedern (Bakker-Schut-Plan), konnten sich nicht durchsetzen.
Die Erfahrung der Besatzungszeit bewirkte eine Neuorientierung der niederländischen Außenpolitik. Da die Neutralitätspolitik gescheitert war, schlossen sich die Niederlande der NATO an und gründeten 1952 zusammen mit Deutschland, Frankreich, Belgien, Luxemburg und Italien die Europäische Gemeinschaft für Kohle und Stahl (und damit die spätere Europäische Union). Allerdings strebten sie dabei eine Wirtschaftsgemeinschaft an und keine politische Union. Zum einen fürchteten sie, die Politik eines so großen Staatengebildes als kleines Land nicht entscheidend mitbestimmen zu können, zum anderen betrachteten sie eine von Frankreich und Deutschland dominierte Europäische Union als potenzielle Bedrohung ihres engen Verhältnisses zu den Vereinigten Staaten. Traditionell sind die Niederlande eher atlantisch als zum Kontinent hin orientiert.
Die Niederlande waren auch Gründungsmitglied der Benelux-Wirtschaftsunion (seit 1944 geplant, am 3. Februar 1958 festgelegt und am 1. November 1960 in Kraft getreten).
Die ersten Jahrzehnte der Nachkriegszeit waren von einem ähnlichen Wirtschaftswunder geprägt wie in Deutschland. Schon 1950 lag das Nationaleinkommen höher als vor dem Zweiten Weltkrieg. Die Niederlande zählten damals zu den zehn größten Wirtschaftsmächten der Welt mit international operierenden Konzernen wie Royal Dutch Shell, Unilever und Philips. Dies ermöglichte den Aufbau eines großzügigen Sozialstaates.

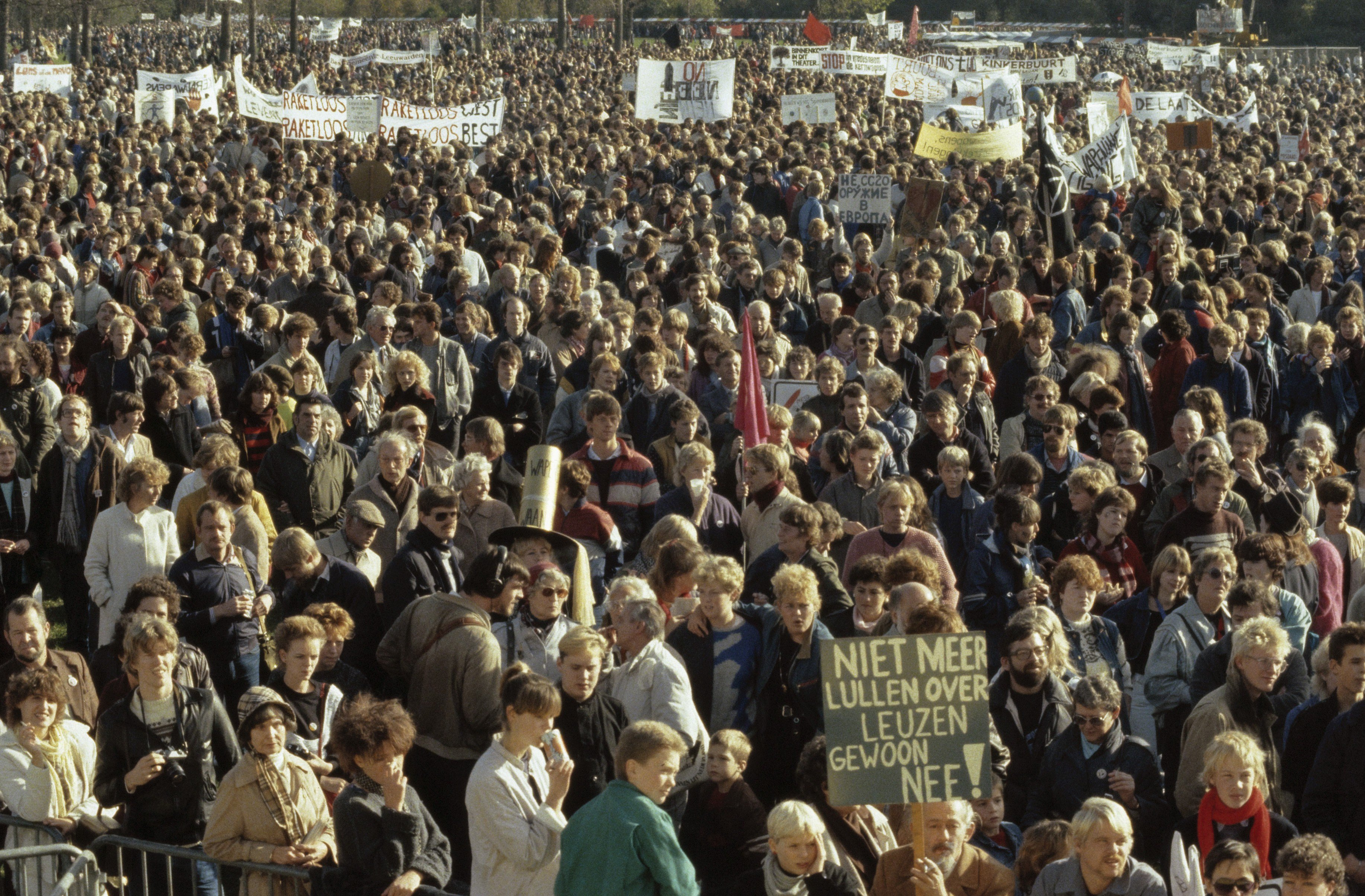
Proteste gegen den NATO-Doppelbeschluss in Den Haag im Oktober 1983

Gesellschaftspolitisch bildeten vor allem die 1960er Jahre eine tiefe Zäsur. Die „Versäulung“, also die strikte Trennung der gesellschaftlichen Milieus von Protestanten, Katholiken, Liberalen und Sozialisten, begann sich aufzulösen. Mitgliederstärke und Einfluss der Kirchen schwanden. Während dieser Umbruch in Ländern wie Deutschland und Frankreich mit schweren gesellschaftlichen Erschütterungen einherging, vollzog er sich in den Niederlanden fast geräuschlos. So gab es keine Studentenunruhen – schon 1970 verabschiedete das Parlament in Den Haag ein Hochschulgesetz, das den Studentenvertretern weitgehende Mitbestimmungsrechte einräumte. Das Kabinett des sozialdemokratischen Ministerpräsidenten Joop den Uyl wählte sich von 1973 bis 1977 das Motto „Die Fantasie an die Macht“. „Die Art, wie die Vertreter der Obrigkeit mit diesen kulturellen Veränderungen umgegangen sind, nötigt Respekt ab“, urteilt der Historiker James C. Kennedy. Das zuvor von sittenstrengem Calvinismus geprägte Land wurde nun zu einem Vorreiter von Liberalismus und gesellschaftlichem Pluralismus. So gehörten die Niederlande zu den ersten Staaten, die den Konsum kleiner Mengen von „weichen Drogen“ wie Haschisch tolerierten. Das Verhältnis zwischen Regierung und Opposition sowie zwischen Arbeitgebern und Arbeitnehmern war von einer Konsenskultur geprägt, die mit dem Begriff Poldermodell bezeichnet wird. Dieses Modell galt Ende der 1990er Jahre als niederländische Variante des von Bundeskanzler Gerhard Schröder und dem britischen Premierminister Tony Blair propagierten Dritten Weges. Die Süddeutsche Zeitung bezeichnete die Niederlande 1993 als „das fortschrittlichste Land Europas“.

### 21. Jahrhundert

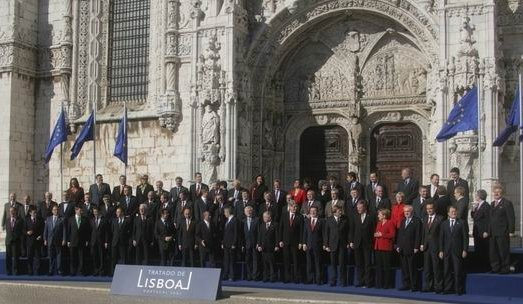
Unterzeichnung des Vertrags von Lissabon im Jahr 2007

Seit April 2001 sind in den Niederlanden gleichgeschlechtliche Ehen möglich. Damit waren die Niederlande der weltweit erste Staat, der über den Status der eingetragenen Partnerschaft hinauskam und einen rechtlichen Rahmen für homosexuelle Beziehungen einrichtete.
Trotz aller wirtschaftlicher Erfolge war in der niederländischen Gesellschaft zu Beginn des 21. Jahrhunderts ein „untergründiger Strom der Unzufriedenheit“ (Christoph Driessen) wahrnehmbar. Das Ausmaß der Unzufriedenheit wurde Ende 2001 unter dem Eindruck der Terroranschläge am 11. September mit dem Erfolg des Rechtspopulisten Pim Fortuyn sichtbar. Fortuyn wurde am 6. Mai 2002, neun Tage vor der Parlamentswahl, von einem fanatischen Tierschützer erschossen. Zwei Jahre später wurden die Niederlande von einem weiteren Mord erschüttert: Am 2. November 2004 schoss ein 26-jähriger gebürtiger Amsterdamer marokkanischer Herkunft den islamfeindlichen Regisseur Theo van Gogh nieder. Nach den Morden gab es heftige Debatten über das Selbstverständnis der niederländischen Gesellschaft.
Am 1. Juni 2005 fand in den Niederlanden eine Volksabstimmung zum damals geplanten Vertrag über eine Verfassung für Europa statt. 63,3 Prozent der Wahlberechtigten nahmen an der Volksabstimmung teil. 61,6 % der Abstimmenden (39,0 % aller Wahlberechtigten) lehnten den Verfassungsentwurf ab.
Am 22. November 2005 fand eine vorgezogene Parlamentswahl statt. Danach bildete Balkenende sein viertes Kabinett.
Am 9. Juni 2010 fand eine weitere vorgezogene Parlamentswahl statt. Die PVV von Geert Wilders wurde mit 15,5 % (plus 9,6 Prozentpunkte) drittstärkste Partei.
Mark Rutte bildete das Kabinett Rutte I. Es war eine Minderheitsregierung aus VVD und CDA, toleriert von der PVV.
Rutte bildete nach der Wahl 2012 das Kabinett Rutte II (getragen von VVD und PvdA), nach der Wahl 2017 das Kabinett Rutte III (getragen von VVD, CDA, D66 und CU) und nach der Wahl 2021 das Kabinett Rutte IV (wieder getragen von VVD, CDA, D66 und CU).
Nach der Parlamentswahl am 22. November 2023 formierte sich das Kabinett Schoof (getragen von PVV, VVD, NSC und BBB). Ministerpräsident Schoof ist parteilos, das Kabinett gilt als rechtsgerichtet.

## Politik

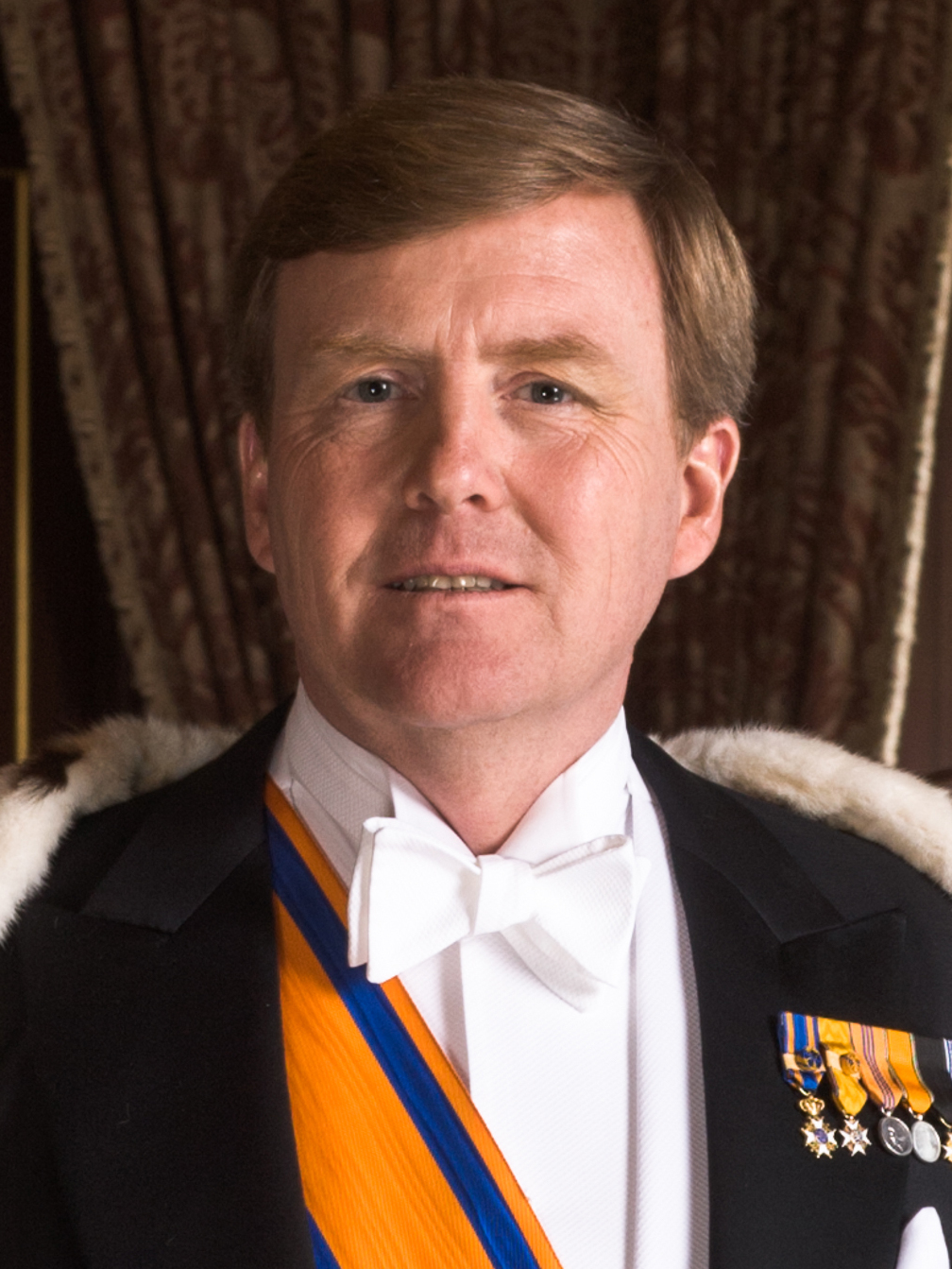
König Willem-Alexander der Niederlande (2013)

### Politisches System
Die Niederlande sind eine parlamentarische Monarchie. Das Staatsoberhaupt ist der Verfassung zufolge der König, zurzeit König Willem-Alexander. Er ernennt offiziell den Ministerpräsidenten und die Minister, zusammen formen sie die Regierung.
Das Parlament, die Generalstaaten (Staten-Generaal), besteht aus zwei Kammern. Die erste wird von den Abgeordneten der Provinzparlamente, die zweite von den niederländischen Bürgern nach Listen gewählt. Damit ist die Zweite Kammer (Tweede Kamer) die wichtigere; sie entspricht dem Deutschen Bundestag oder dem Nationalrat in Österreich und dem Nationalrat der Schweiz. Formell hat das Parlament nicht über die Zusammensetzung der Regierung zu bestimmen, tatsächlich ernennt der König die Minister nach Konsultation der Fraktionen.

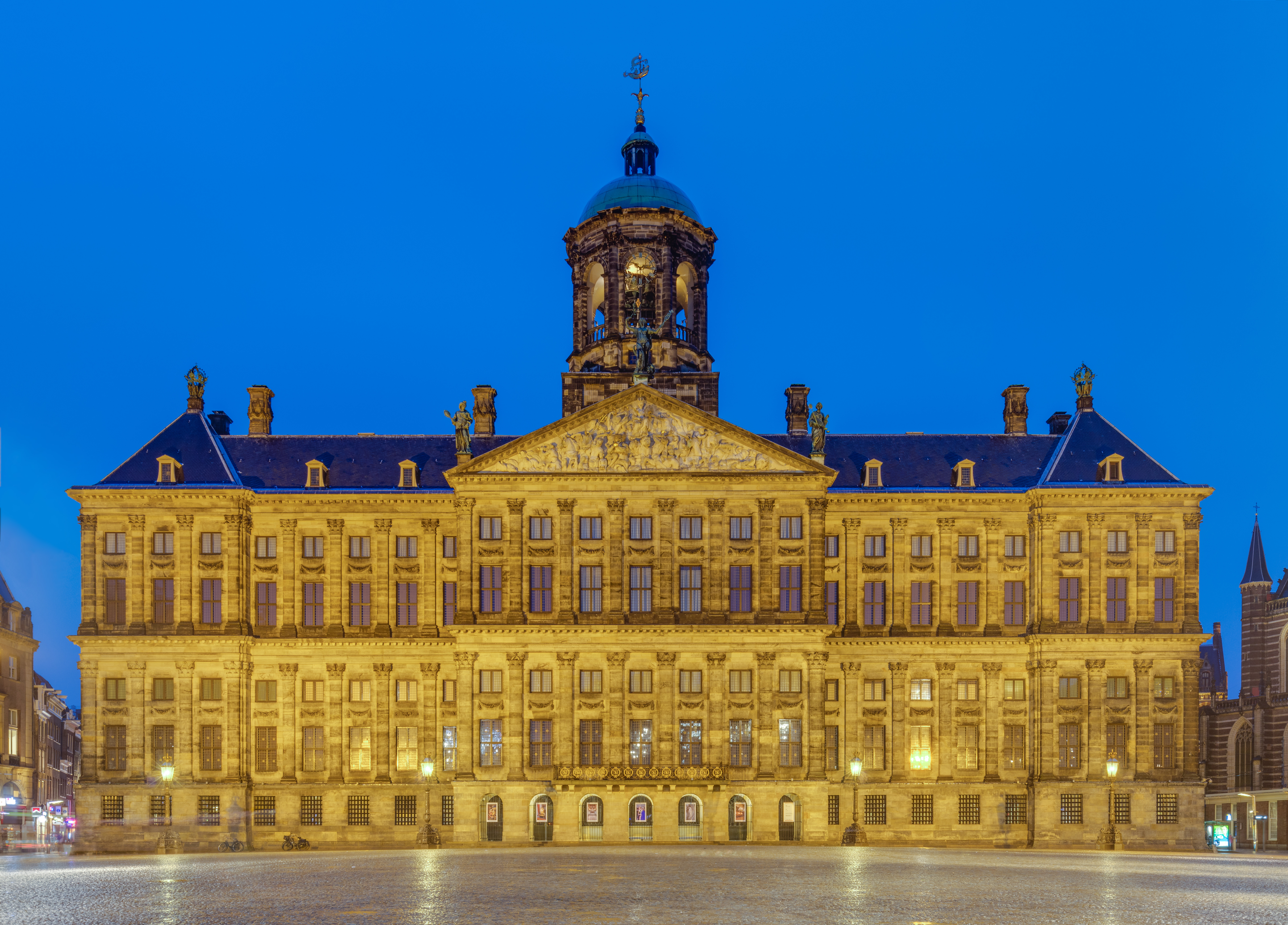
Königliches Palais, Residenz des Königs
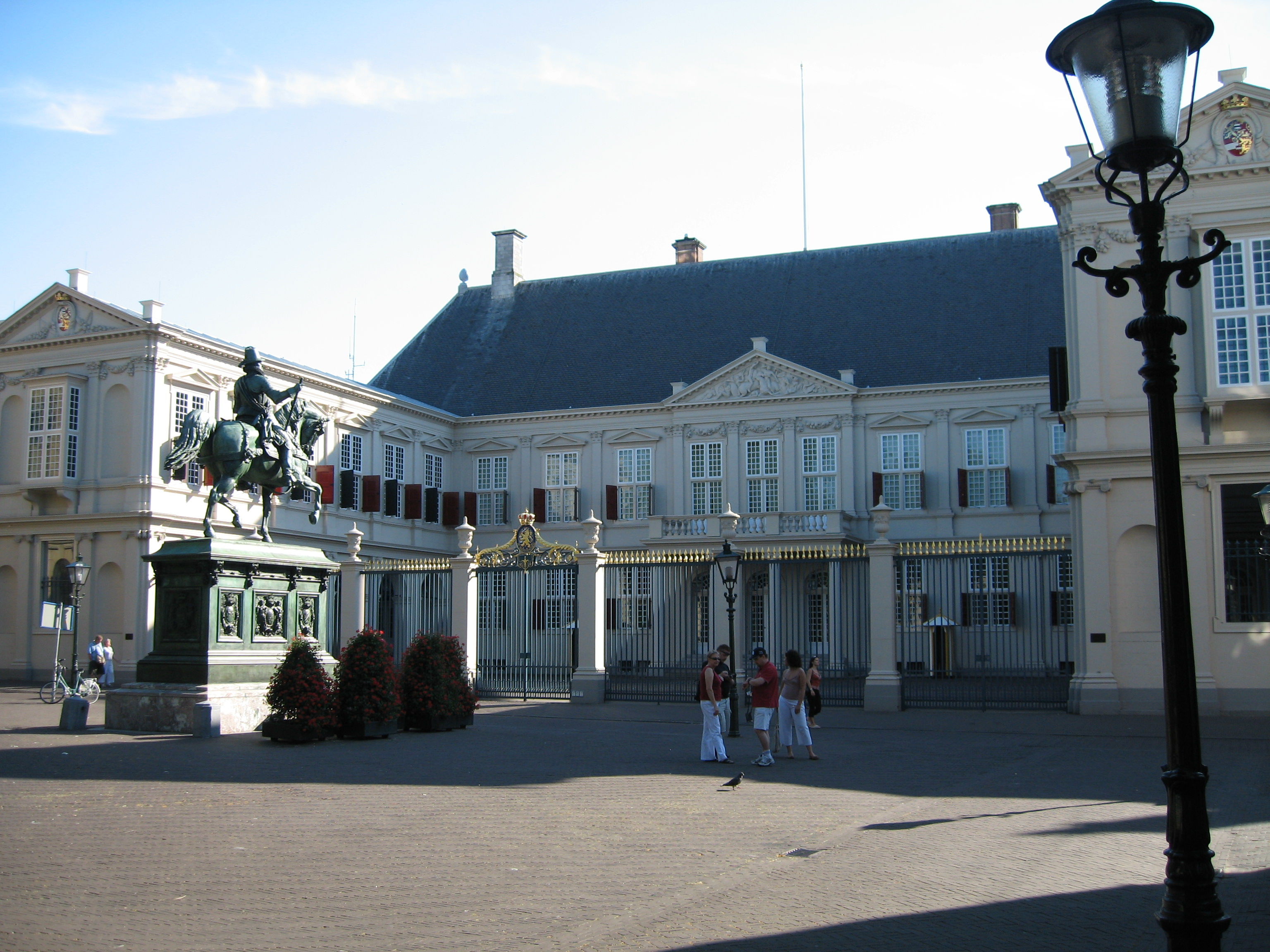
Palais Noordeinde, Dienstsitz des Königs
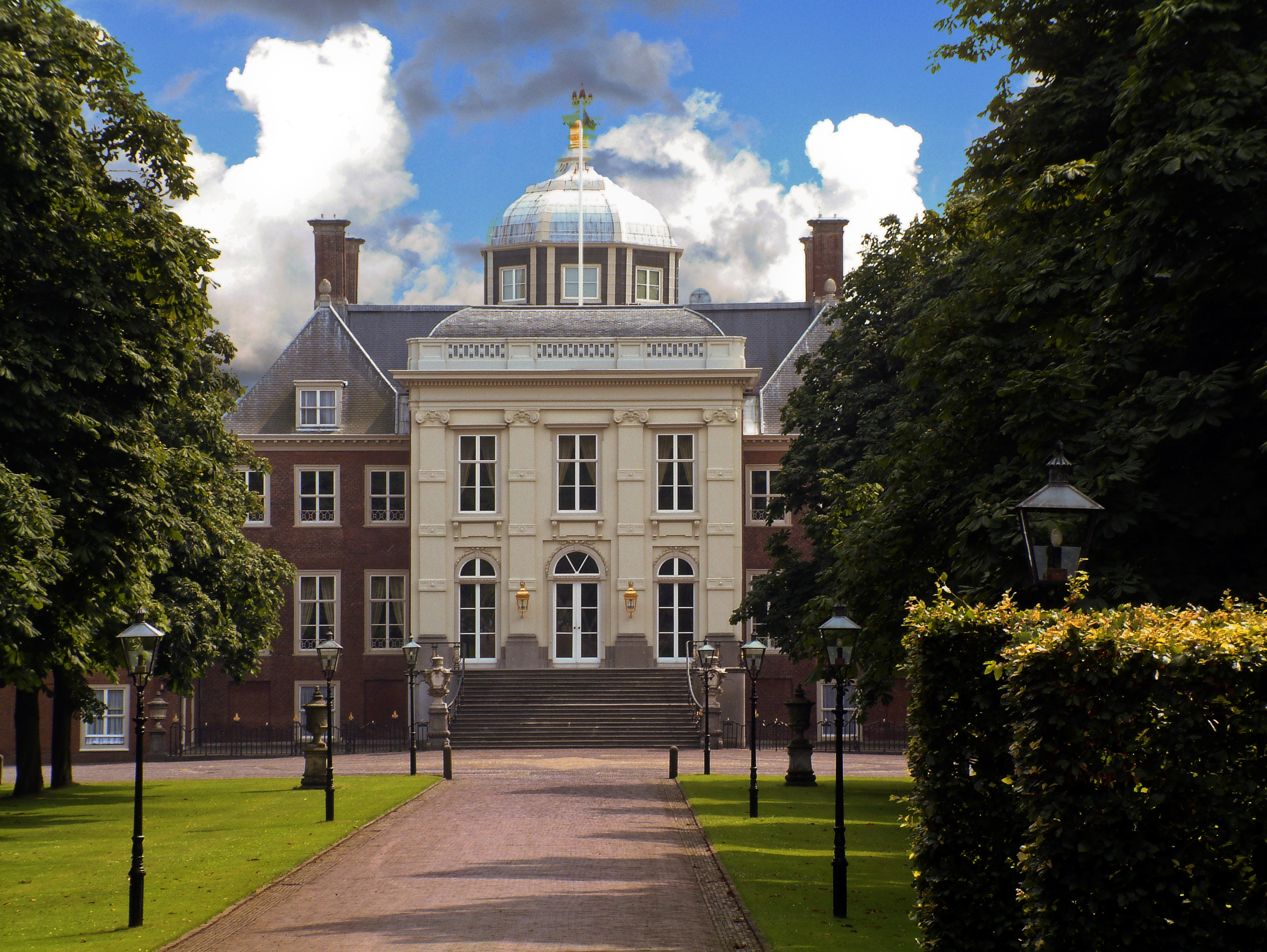
Schloss Huis ten Bosch, Wohnsitz des Königs
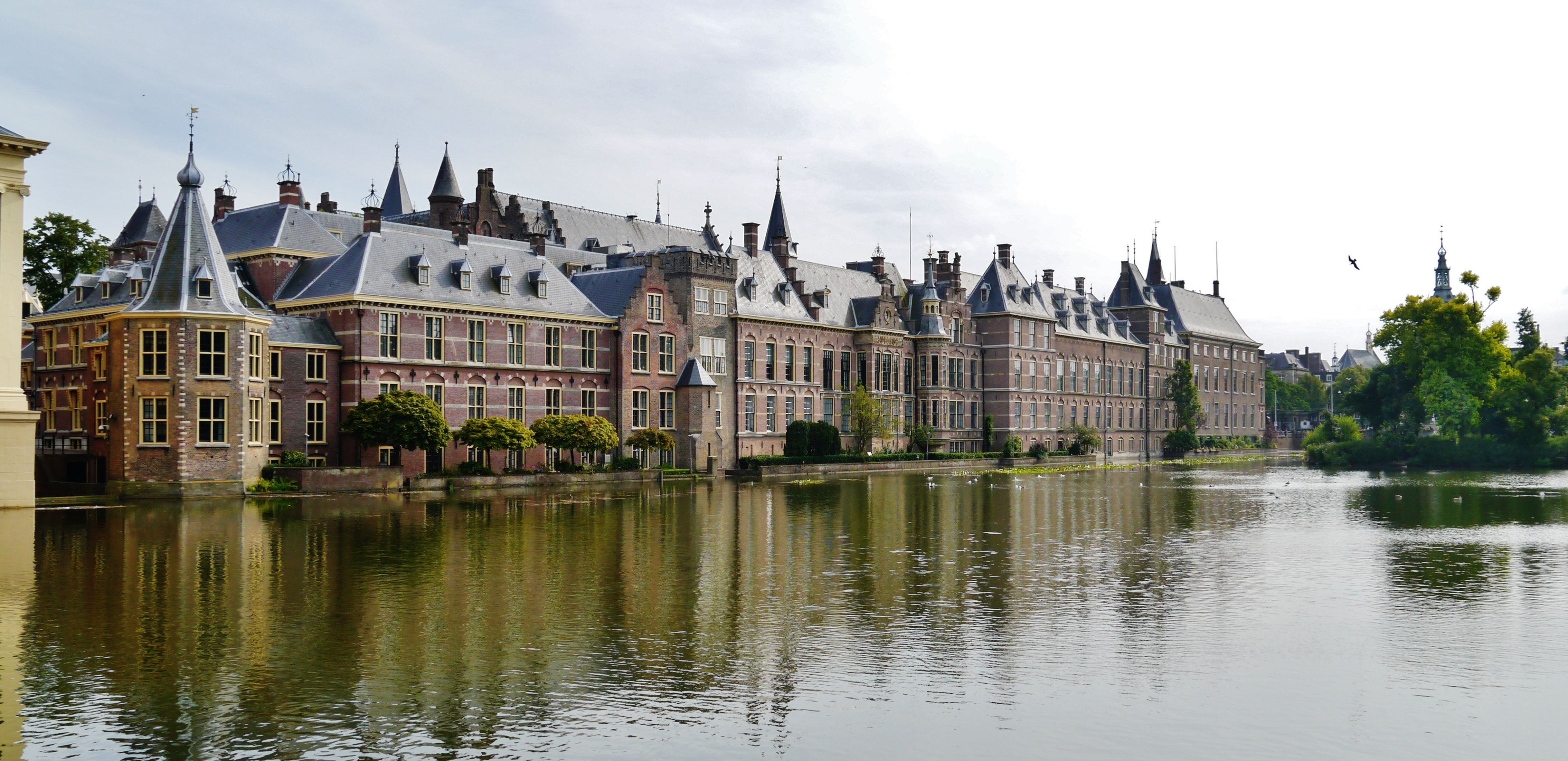
Binnenhof, Sitz der Regierung

### Aktuelle Regierung und Parteien
Die vier größten Fraktionen in der Zweiten Kammer stellen die rechtspopulistische PVV, das grün-sozialdemokratische Wahlbündnis GroenLinks-PvdA, die rechtsliberale VVD und der christdemokratische NSC. Nach der Parlamentswahl im November 2023 trat am 2. Juli 2024 eine von Dick Schoof geführte Koalitionsregierung aus PVV, VVD, NSC und BBB ihr Amt an. Nach dem Rückzug der PVV aus der Koalition am 3. Juni 2025 amtiert das Kabinett Schoof nur noch als geschäftsführende Minderheitsregierung. Für den 29. Oktober 2025 wurde eine vorgezogene Neuwahl angesetzt.
Die Niederlande kennen keine umfassende gesetzliche Regelung über Parteien, wie es sie in Deutschland mit dem Parteiengesetz gibt. Ein Gesetz speziell für Parteien wurde 1997 mit dem Gesetz zur Subventionierung politischer Parteien beschlossen. Es definiert als Partei eine politische Vereinigung, die für die Wahl zur Zweiten Kammer im vom Wahlrat geführten Register aufgenommen wurde. Eine Partei mit weniger als 1000 Mitgliedern erhält jedoch grundsätzlich keine Staatssubvention, dafür ist sie nicht verpflichtet, die Herkunft ihrer Mittel wie zum Beispiel Spenden offenzulegen. Die Staatssubvention ist so ausgestaltet, dass eine Partei pro Mitglied einen bestimmten Betrag erhält. In Wahljahren ist dieser Betrag höher.
In einer niederländischen Partei ist der Parteivorsitzende verantwortlich für das Funktionieren des Parteiapparats, er ist vergleichsweise wenig prominent. Der politische Führer (oder Parteiführer, politieke leider oder partijleider) wird gesondert gewählt und ist Spitzenkandidat bei Wahlen, also lijsttrekker.

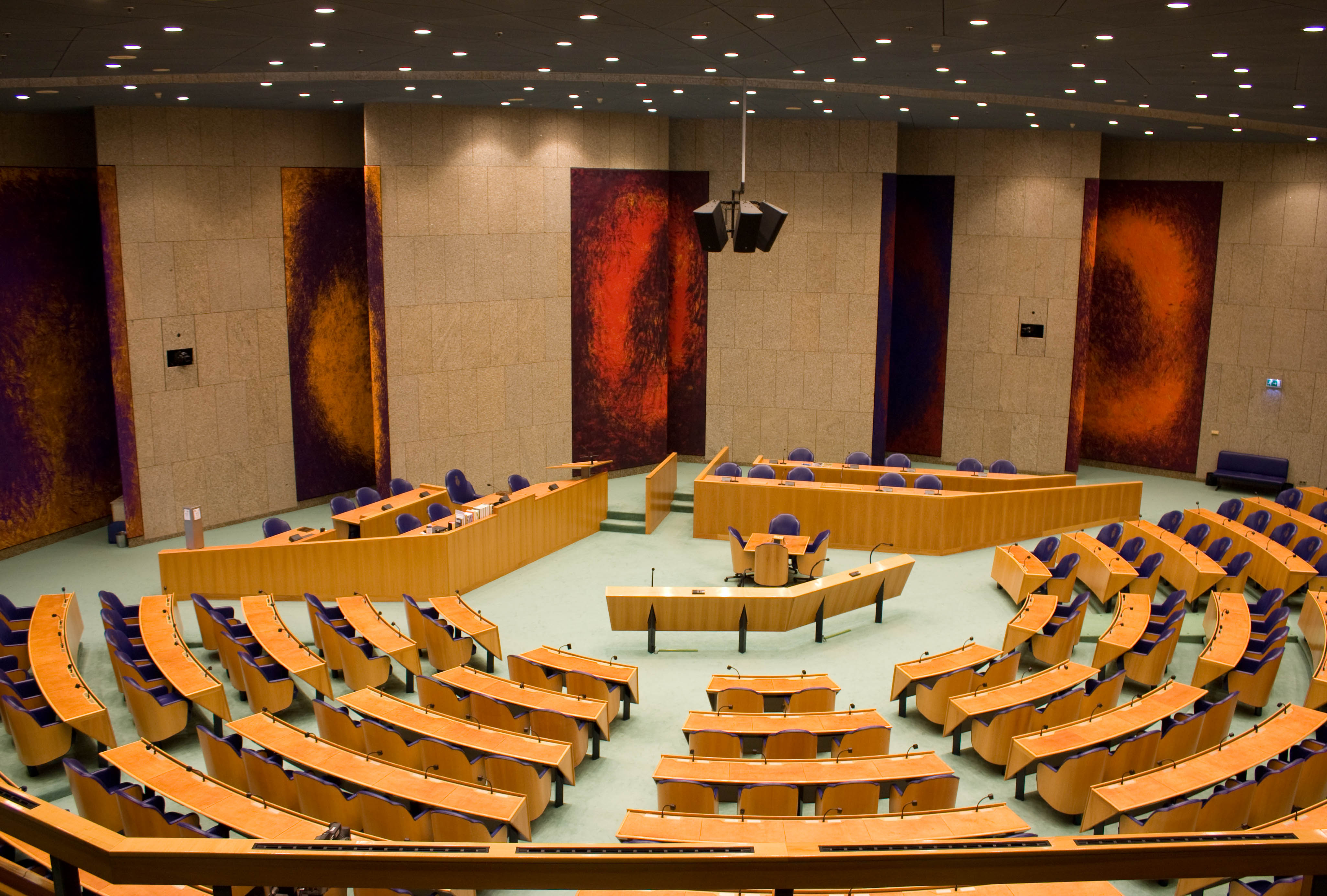
Der Plenarsaal der Tweede Kamer in Den Haag

Bei der Wahl 2023 kamen Abgeordnete der folgenden Parteien in die Zweite Kammer:
- Volkspartei für Freiheit und Demokratie (VVD) (rechtsliberal)
- Partei der Arbeit (PvdA) (sozialdemokratisch)
- Partei für die Freiheit (PVV) (rechtspopulistisch)
- Sozialistische Partei (SP) (demokratisch sozialistisch)
- Christlich-Demokratischer Appell (CDA) (christdemokratisch)
- Demokraten 66 (D66) (sozialliberal)
- Christen-Union (CU) (calvinistisch-sozial)
- Grüne Linke (GL) (ökologisch und sozialistisch)
- Reformierte Politische Partei (SGP) (calvinistisch-konservativ)
- Partei für die Tiere (PvdD) (Partei für Tierrechte)
- DENK (vertritt besonders Wähler mit türkischen Wurzeln)
- Forum voor Democratie (FvD) (rechtspopulistisch)
- JA21
- Volt Nederland (sozialliberal und euroföderalistisch)
- BoerBurgerBeweging
- Nieuw Sociaal Contract

Ferner gibt es in der Ersten Kammer die 50PLUS sowie die Onafhankelijke Politiek Nederland (OPNL). Bei der OPNL handelt es sich um einen einzigen Abgeordneten, der vor allem kleinere Gruppierungen vertritt, die nur auf Provinzebene arbeiten. Bei der PVV handelt es sich nicht um eine Partei im Sinne der deutschen Mitgliedsparteien, da sie nur ein einziges Mitglied hat, nämlich Geert Wilders.

### Staatshaushalt
Der Staatshaushalt 2016 umfasste Ausgaben von umgerechnet 333,5 Milliarden US-Dollar, ihnen standen Einnahmen von 322,0 Milliarden US-Dollar gegenüber; dies ergab ein Haushaltsdefizit in Höhe von 1,4 Prozent des Bruttoinlandsprodukts. Die Staatsverschuldung betrug 2016 482 Milliarden US-Dollar oder 62,6 Prozent des Bruttoinlandsprodukts.
Anteile der Staatsausgaben ausgewählter Bereiche am Bruttoinlandsprodukt:
- Gesundheit: 11,1 %
- Bildung: 5,3 %
- Militär: 2,1 % (2024)

### Recht
Das niederländische Rechtssystem basiert auf dem französischen Zivilgesetzbuch (Code civil) mit Einflüssen aus dem römischen Recht und dem traditionellen niederländischen Gewohnheitsrecht.
Die Niederlande wenden Zivilrecht an. Seine Gesetze sind schriftlich und die Anwendung des Gewohnheitsrechts ist außergewöhnlich. Die Rolle der Rechtsprechung ist theoretisch gering. In der Praxis ist es allerdings oft unmöglich, das Gesetz zu verstehen, ohne die einschlägige Rechtsprechung zu berücksichtigen.

### Polizei

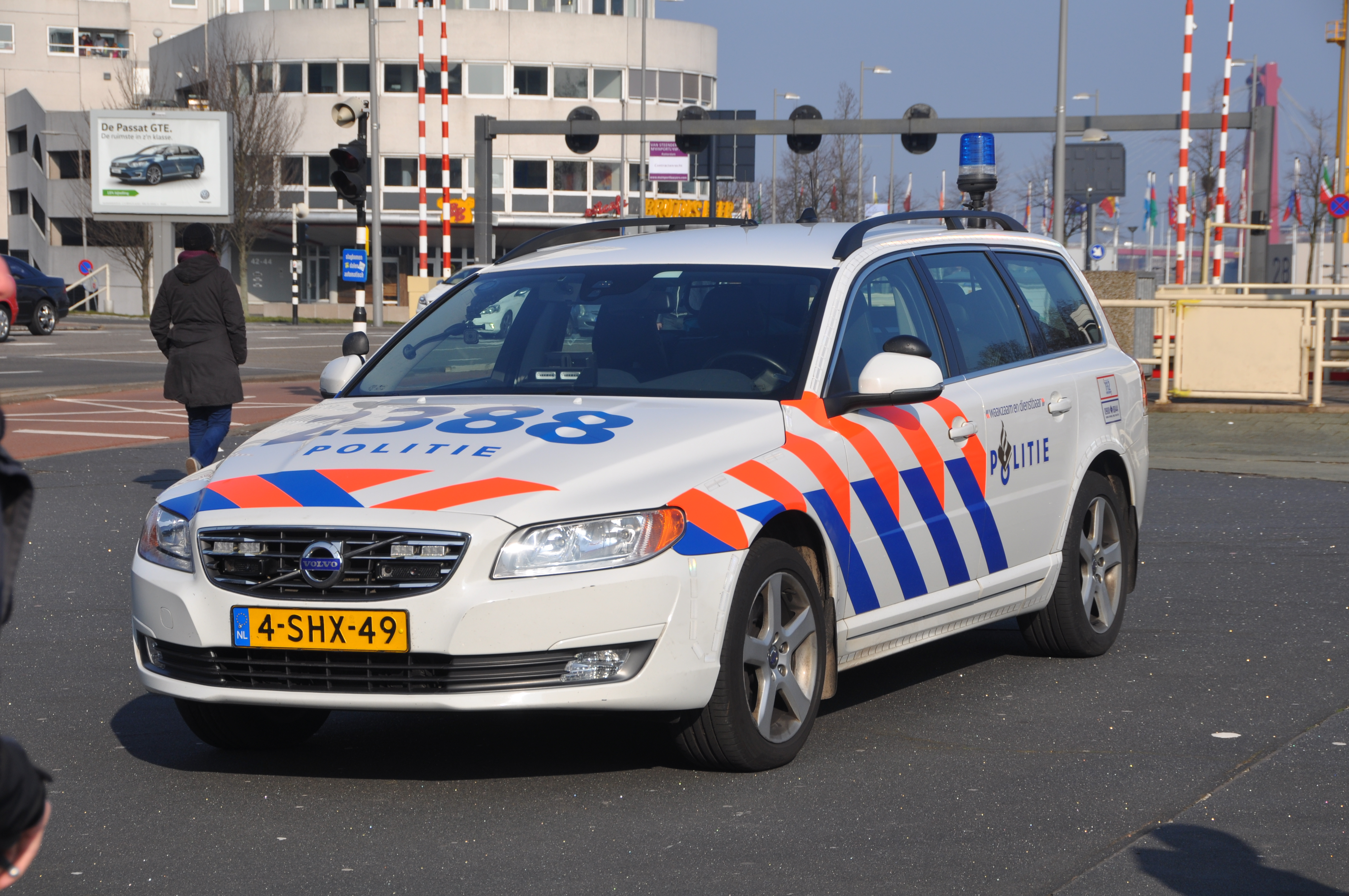
Streifenwagen der Politie in Rotterdam

Die im europäischen Teil des Landes zentral organisierte Polizei (Nationale Politie) hat etwa 63.000 Bedienstete und unterteilt sich seit einer Reform im Jahr 2013 in eine landesweit eingesetzte nationale Einheit, ein Polizeidienstzentrum sowie in zehn regionale Polizeibezirke.
Für den karibischen Teil der Niederlande (Bonaire, Sint Eustatius, Saba) besteht ein eigenständiges Polizeikorps, das Korps Politie Caribisch Nederland.
Die Koninklijke Marechaussee mit ungefähr 6800 Mitarbeitern gehört organisatorisch als Teilstreitkraft zu den niederländischen Streitkräften. Sie hat Aufgaben wie den Grenzschutz, die Bewachung der Flughäfen und den Personenschutz für die Königsfamilie.

### Militär
Die niederländischen Streitkräfte sind formell eine Institution des Königreichs der Niederlande, nicht des Landes Niederlande. Da aber laut Verfassung die Regierung der Niederlande den Oberbefehl über die Streitkräfte innehat, werden sie faktisch dem Land Niederlande zugerechnet. Die allgemeine Wehrpflicht wurde 1996 auf unbestimmte Zeit ausgesetzt. Die Niederlande verfügen damit über eine Berufsarmee. Die Streitkräfte umfassen insgesamt 53.130 Personen, davon entfallen auf das Heer 23.150, auf die Luftwaffe 11.050 und auf die Marine 12.130 Soldaten. Daneben existiert noch die Koninklijke Marechaussee, seit 1998 als eigenständiger Teil der Streitkräfte. Die Militärausgaben 2017 betragen 1,2 Prozent des Bruttoinlandsprodukts (zum Vergleich: Deutschland 1,2 Prozent, Vereinigte Staaten 3,1 Prozent) oder knapp 10 Milliarden US-Dollar. Das niederländische Heer (Koninklijke Landmacht) ist auch durch das Erste Deutsch-Niederländische Korps mit der deutschen Bundeswehr verbunden.

### Internationales

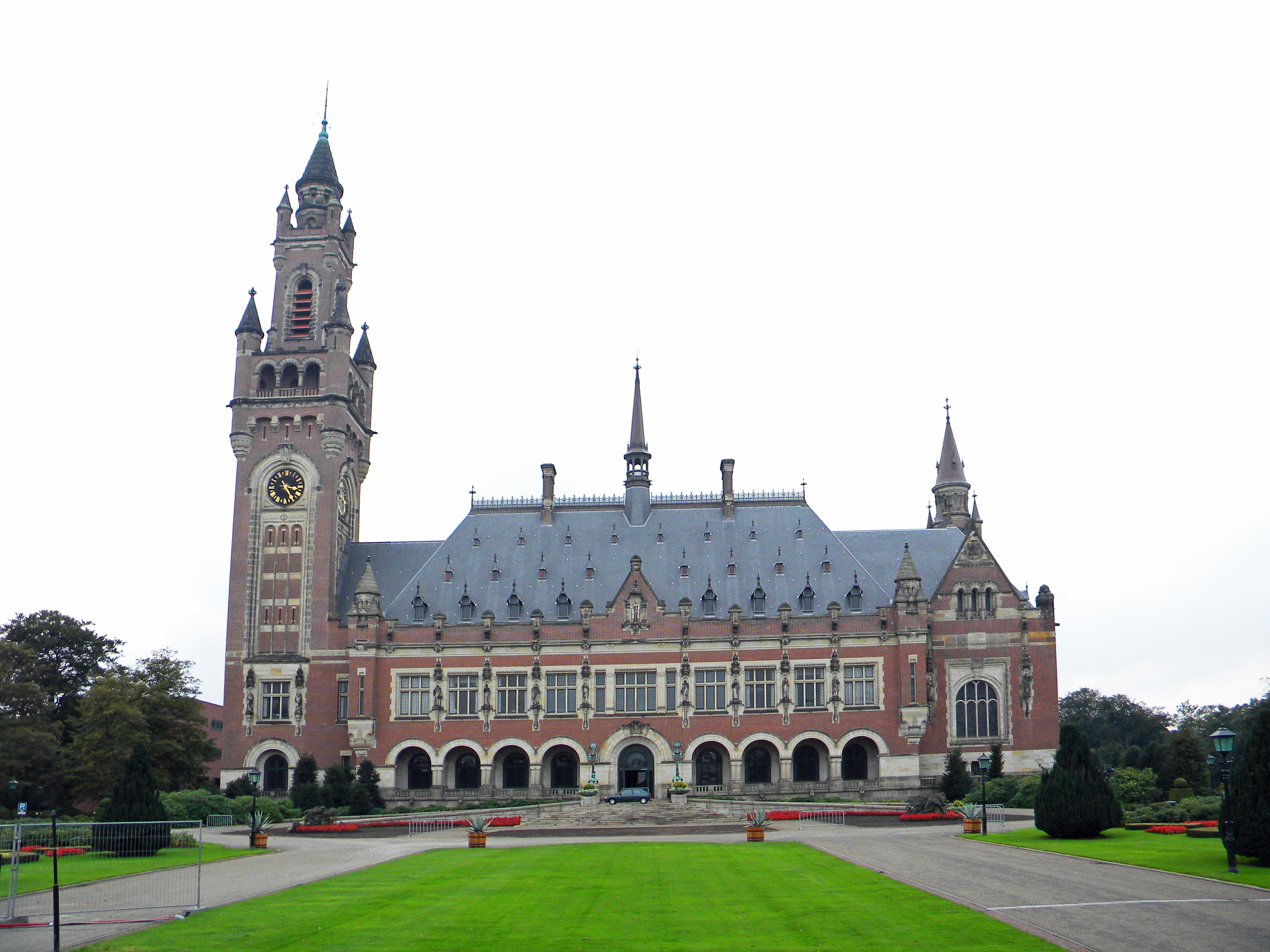
Friedenspalast in Den Haag, Sitz des Internationalen Gerichtshofes

Das Land stimulierte die Einführung des Euros im Jahre 1999 (Vertrag von Maastricht) als Währungseinheit der Europäischen Union. Seit dem 1. Januar 2002 ist der Euro die offizielle Währungseinheit, die den Holländischen Gulden ablöste.
In den Niederlanden haben unter anderem folgende internationale Institutionen ihren Sitz:
- Internationaler Gerichtshof
- Internationaler Strafgerichtshof
- Europol
- Europäisches Weltraumforschungs- und Technologiezentrum
- Europäische Arzneimittelagentur (seit 2019)

### Provinzen und Gemeinden
Die Niederlande sind ein dezentralisierter Einheitsstaat. Unterhalb der nationalen Ebene bestehen die Provinzen (niederländisch provincies). 1579 gab es zunächst sieben Provinzen. Später kamen die sogenannten Generalitätslande (niederländisch Generaliteitslanden) als Provinzen Noord-Brabant und Limburg hinzu. Drenthe wurde ebenfalls eine eigene Provinz, und die dominierende Provinz Holland wurde 1840 in Noord-Holland und Zuid-Holland aufgespalten. Erst 1986 wurde Flevoland als jüngste Provinz gegründet, damit sind es jetzt zwölf.
Es gab wiederholt Pläne für eine Änderung der Provinzeinteilung, die alle aufgegeben wurden. Zuletzt wurde 2014 eine vom damaligen Innenminister Ronald Plasterk vorgeschlagene Reform zurückgestellt.
Die Provinzen wiederum gliedern sich in 342 Gemeinden (gemeenten; Stand: 1. Januar 2023). Eine Einteilung in Landkreise unterhalb der Provinzebene existiert nicht. Die 342 Gemeinden gehören jeweils einer der zwölf Provinzen an. Ferner gibt es die waterschappen, die sich mit Deichschutz und Wasserwirtschaft beschäftigen.
Die Provinzen haben jeweils ein Parlament (Provinciale Staten) und eine Regierung (Gedeputeerde Staten). Das College besteht aus dem Kommissar des Königs (Commissaris van de Koning) und vom Provinzparlament gewählten Deputierten. Ähnlich gibt es in den Gemeinden einen Gemeinderat und einen Magistrat (College van burgemeester en wethouders), der aus dem Bürgermeister und vom Rat gewählten Beisitzern (wethouders) besteht.
Die Kommissare des Königs und die Bürgermeister werden mit königlichem Beschluss von der Regierung ernannt, im Allgemeinen auf Vorschlag der Staten oder des Gemeinderates. Bei den Provinzen und großen Städten wird die politische Machtverteilung im nationalen Parlament berücksichtigt. Viele Bürgermeister machen eine Karriere im Bürgermeisterberuf, in der sie nacheinander in unterschiedlichen Gemeinden Dienst tun (für eine jeweils sechsjährige Periode, die erneuert werden kann). Ein Bürgermeister ist also nicht der gewählte Vertreter des Gemeinderates oder der lokalen Bevölkerung. Seit Jahren gibt es Diskussionen, einen gewählten Bürgermeister einzuführen. Eine Voraussetzung hierfür wurde 2018 durch eine Verfassungsänderung geschaffen, mit der die Ernennung des Bürgermeisters durch den König aus der Verfassung gestrichen wurde.

### Karibische Gebiete

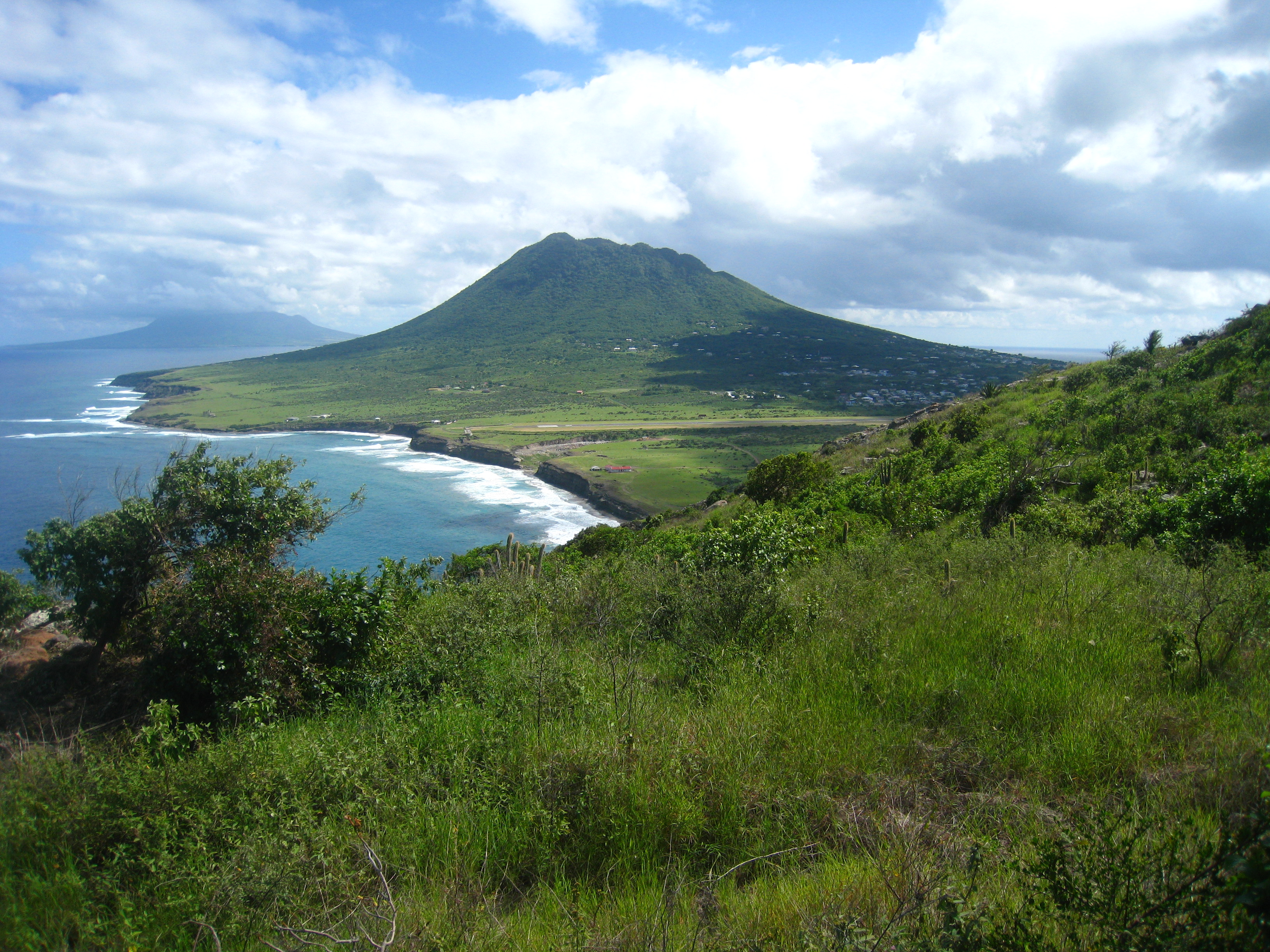
The Quill ragt über Sint Eustatius hinaus

Seit 1986 bestand das Königreich der Niederlande aus drei Ländern: den Niederlanden, den Niederländischen Antillen und Aruba. Das zuvor zu den Niederländischen Antillen gehörige Aruba hatte 1986 den Status eines einzelnen Landes erhalten. Mit der Auflösung der Niederländischen Antillen erhielten die Karibikinseln am 10. Oktober 2010 eine neue Einteilung:
- Aruba, Curaçao und Sint Maarten sind einzelne Länder im Königreich,
- Bonaire, Sint Eustatius und Saba sind „besondere Gemeinden“ der Niederlande, gehören aber keiner niederländischen Provinz an.

### Politische Indizes
| Name des Index                     | Indexwert    | Weltweiter Rang | Interpretationshilfe | Jahr |
| ---------------------------------- | ------------ | --------------- | --- | ---- |
| Fragile States Index               | 19,5 von 120 | 170 von 179     | Stabilität des Landes: sehr nachhaltig 0 = sehr nachhaltig / 120 = sehr alarmierend Rang: 1 = fragilstes Land / 179 = stabilstes Land | 2024 |
| Demokratieindex                    | 9 von 10     | 9 von 167       | Vollständige Demokratie 0 = autoritäres Regime / 10 = vollständige Demokratie                                                         | 2024 |
| Freedom in the World Index         | 97 von 100   | —               | Freiheitsstatus: frei 0 = unfrei / 100 = frei                                                                                         | 2024 |
| Rangliste der Pressefreiheit       | 88,6 von 100 | 3 von 180       | Gute Lage für die Pressefreiheit 100 = gute Lage / 0 = sehr ernste Lage                                                               | 2025 |
| Korruptionswahrnehmungsindex (CPI) | 78 von 100   | 9 von 181       | 0 = sehr korrupt / 100 = sehr sauber                                                                                                  | 2024 |

## Wirtschaft

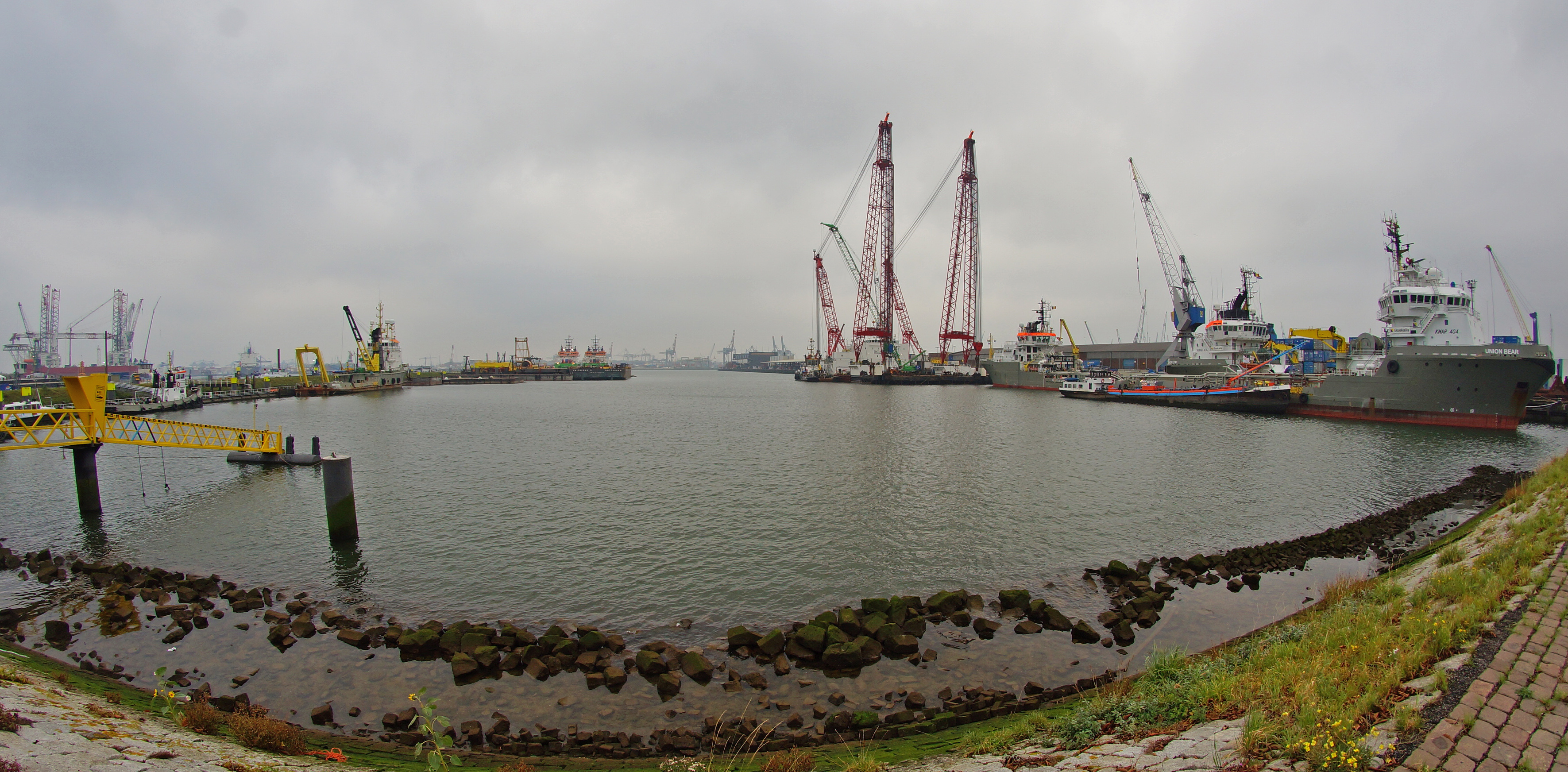
Hafen Rotterdam

Die Niederlande sind Teil des Europäischen Binnenmarkts. Zusammen mit 19 weiteren EU-Mitgliedstaaten (blau) bilden sie eine Währungsunion, die Eurozone.

Die Niederlande haben ein gut funktionierendes, eher liberales Wirtschaftssystem. Seit den 1980er Jahren hat die Regierung ihre ökonomischen Eingriffe weitgehend zurückgenommen. Mit Zustimmung von Gewerkschaften, Arbeitgebern und Staat erfolgte im Land eine Lohnmäßigung. Lange vor seinen europäischen Nachbarn sorgte das Land für einen ausgewogenen Staatshaushalt und bekämpfte erfolgreich die Stagnation im Arbeitsmarkt.
Die Arbeitslosenquote betrug im Juni 2018 3,9 Prozent und liegt damit deutlich unter dem Durchschnitt der Europäischen Union. Im Jahr 2017 betrug die Jugendarbeitslosigkeit 8,8 Prozent. 2015 arbeiteten 1,2 Prozent aller Arbeitskräfte in der Landwirtschaft, 17,2 Prozent in der Industrie und 81,6 Prozent im Dienstleistungssektor. Die Gesamtzahl der Beschäftigten wird für 2017 auf 7,67 Millionen geschätzt; davon sind 46,1 Prozent Frauen.
Beim produzierenden Gewerbe dominieren Lebensmittel (Unilever, Heineken), chemische Industrie (AkzoNobel, DSM), Erdölraffinerie (Shell) und die Herstellung von Elektrogeräten (Philips, TomTom, Océ) sowie LKW (DAF). Dienstleistungen sind außergewöhnlich wichtig. Die großen Finanzdienstleister (ING, Fortis, AEGON), die Welthäfen Rotterdam und Amsterdam und der Flughafen Schiphol (Amsterdam Airport) gehören zu den fünf größten Dienstleistern in Europa.
Die hoch technologisierte Landwirtschaft ist außerordentlich produktiv: neben Getreide-, Gemüse-, Früchte- und Schnittblumenanbau – die Tulpenzüchtung beeinflusste sogar die Geschichte des Landes – gibt es noch Milchviehhaltung in großem Maßstab. Letztere liefert die Grundlage für Käse als wichtiges Exportprodukt. Die niederländische Landwirtschaft beschäftigt nur knapp über 1 Prozent der Arbeitnehmer, trägt jedoch erheblich zum Export bei. Die Niederlande sind nach den Vereinigten Staaten der weltweit zweitgrößte Exporteur landwirtschaftlicher Erzeugnisse.
Mit über 15,8 Millionen Touristen standen die Niederlande 2016 auf Platz 21 der meistbesuchten Länder der Welt. Die Tourismuseinnahmen beliefen sich im selben Jahr auf 14 Milliarden US-Dollar. Wichtigstes Touristenziel in den Niederlanden ist die Stadt Amsterdam. Im Land bestehen zehn UNESCO-Welterbestätten.
Als Mitbegründer der Euro-Zone wurde in den Niederlanden für Bankgeschäfte am 1. Januar 1999 die vorherige Währung, der Gulden, durch den Euro ergänzt. Drei Jahre später, am 1. Januar 2002, ersetzten die Euromünzen und -banknoten für die Konsumenten den Gulden als Zahlungsmittel.
Die Niederlande haben mehrere Doppelbesteuerungsabkommen mit Deutschland abgeschlossen.
Die Niederlande standen, laut einer Studie der Bank Credit Suisse aus dem Jahre 2019, auf Rang 15 weltweit beim nationalen Gesamtvermögen. Der Gesamtbesitz der Niederländer an Immobilien, Aktien und Bargeld belief sich auf insgesamt 3.719 Milliarden US-Dollar. Das Vermögen pro erwachsene Person beträgt 279.077 Dollar im Durchschnitt und 31.057 Dollar im Median (in Deutschland: 216.654 bzw. 35.313 Dollar). Der Gini-Koeffizient bei der Vermögensverteilung lag 2019 bei 90,2, was auf eine hohe Vermögensungleichheit hindeutet und die höchste aller gelisteten Ländern ist.
Die Niederlande haben eine der wettbewerbsfähigsten Exportwirtschaften der Welt. Trotz seiner verhältnismäßig geringen Einwohnerzahl war es 2016 der fünftgrößte Exporteur von Waren und Dienstleistungen weltweit. Die Niederlande zählen zu den am stärksten in den Welthandel integrierten Staaten der Welt. Größter Handelspartner war 2016 Deutschland.
Das Land führt eine Wertpapierbörse – die Amsterdamer Börse – mit dem AEX-Index als Leitindex der Volkswirtschaft.
Im globalen Index für Wachstumschancen belegen die Niederlande Platz 4 von 137 Ländern (Stand 2017/2018). Der Index für wirtschaftliche Freiheit 2024 des Landes war der 11. höchste von 176 Ländern.
| Jahr                                    | 2010   | 2015   | 2016   | 2017   | 2018    | 2019    | 2020    | 2021    | 2022    | 2023    |
| --------------------------------------- | ------ | ------ | ------ | ------ | ------- | ------- | ------- | ------- | ------- | ------- |
| BIP in Mrd. USD (Kaufkraftparität)      | 781,8  | 887,4  | 917,6  | 960,0  | 1.013,6 | 1.081,4 | 1.091,8 | 1.215,4 | 1.367,3 | 1.417,5 |
| BIP pro Kopf in USD (Kaufkraftparität)  | 47.168 | 52.508 | 54.041 | 56.201 | 58.992  | 62.571  | 62.719  | 69.552  | 77.729  | 79.586  |
| BIP-Wachstum (real)                     | 1,3 %  | 2,1 %  | 2,4 %  | 2,8 %  | 2,3 %   | 2,3 %   | −3,9 %  | 6,3 %   | 5,0 %   | 0,1 %   |
| Inflation (in Prozent)                  | 0,9 %  | 0,2 %  | 0,1 %  | 1,3 %  | 1,6 %   | 2,7 %   | 1,1 %   | 2,8 %   | 11,6 %  | 4,1 %   |
| Staatsverschuldung (in Prozent des BIP) | 59 %   | 64 %   | 61 %   | 56 %   | 52 %    | 48 %    | 53 %    | 50 %    | 48 %    | 45 %    |

### Naturressourcen

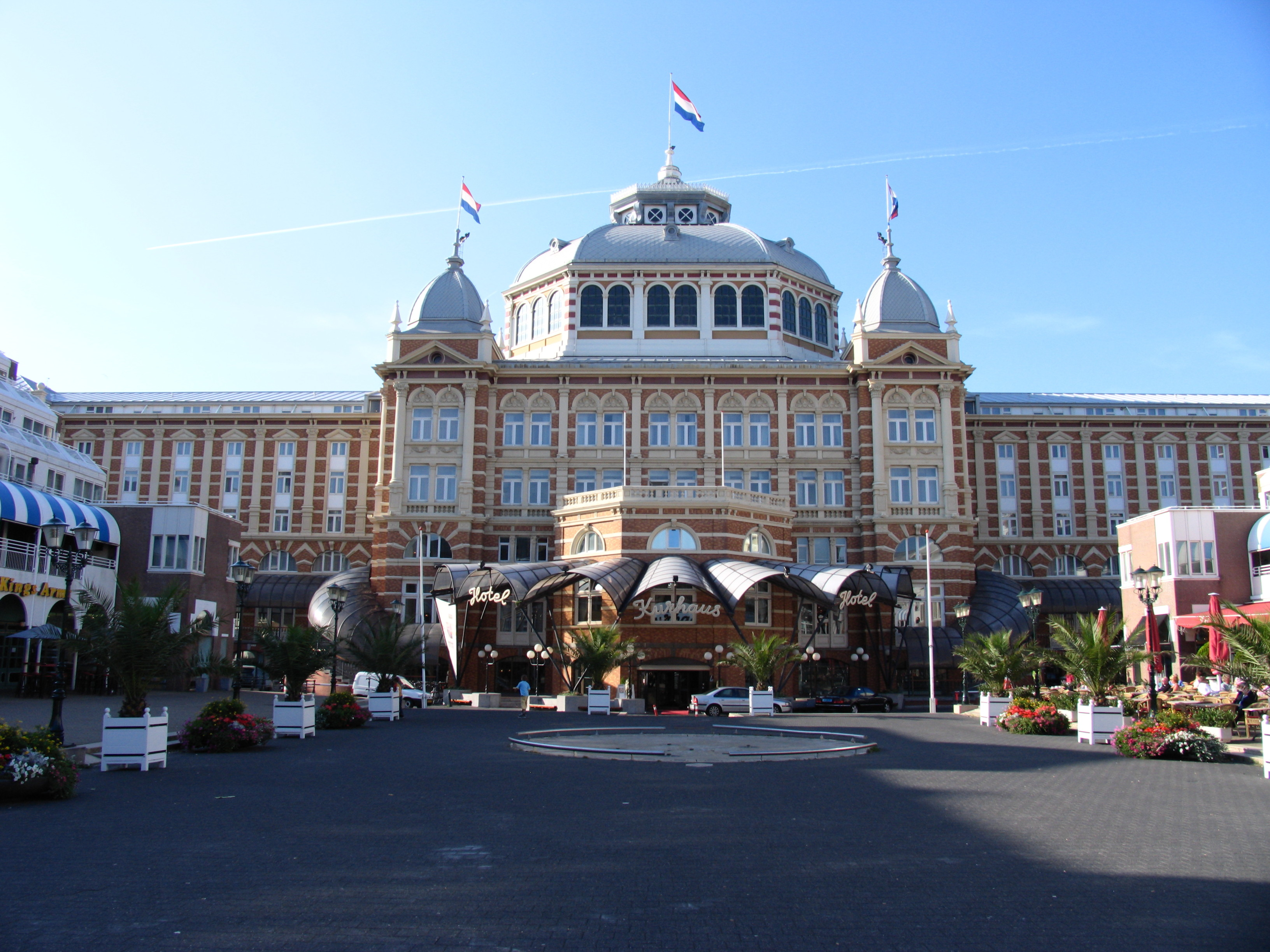
Das Kurhaus am Strand von Scheveningen

Unter Teilen der Niederlande befinden sich große Erdgasfelder. Das bedeutendste Gasfeld liegt in der Provinz Groningen. Gefördert wird auch in der Nordsee. 1996 betrug die niederländische Erdgasförderung 75,8 Milliarden Kubikmeter (nach BP) und stand im Ländervergleich auf Platz fünf, nach Russland (561,1 Milliarden Kubikmeter), den Vereinigten Staaten (546,9 Milliarden Kubikmeter), Kanada (153,0 Milliarden Kubikmeter) und dem Vereinigten Königreich (84,6 Milliarden Kubikmeter). Die Förderung ist rückläufig und betrug 2016 noch 48,7 Milliarden Kubikmeter.
Die Niederlande begannen, Erdgas aus Russland zu importieren; dieses deckte 2020/21 etwa ein Siebtel des Bedarfs. Der Energiemix der Niederlande ist stark auf Erdgas ausgerichtet; es deckt etwa 40 Prozent des gesamten Energiebedarfs.
Im Jahre 2018 wurde beschlossen, die Förderung im Groninger Gasfeld zu reduzieren, weil diese zahlreiche Erdbeben auslöst, die Schäden an Gebäuden verursachen. Sie soll bis 2030 eingestellt werden.
Am 24. Februar 2022 begannen russische Truppen auf Befehl von Staatspräsident Putin den russischen Überfall auf die Ukraine. Der Gaspreis stieg stark. Die Niederlande kündigten an, bis Jahresende 2022 unabhängig von russischen Gaslieferungen werden zu wollen. Russland stoppte am 30. Mai 2022 die Gaslieferungen an die Niederlande.
Es gibt kleinere Erdölreserven im Meer sowie in den Provinzen Drenthe und Zuid-Holland, außerdem größere Salzlagerstätten bei Delfzijl und Hengelo. 1974 wurde der Steinkohlenbergbau im südlichen Limburg in der Umgebung von Heerlen (Bergbaurevier „Oostelijke Mijnstreek“) eingestellt, weil die Förderkosten zu hoch waren. Abgesehen von Torf (u. a. im Bourtanger Moor) haben die Niederlande keine weiteren nennenswerten Bodenschätze. 

### Landwirtschaft
siehe Wirtschaft der Niederlande#Landwirtschaft

### Außenhandel
| in Mrd. US-Dollar und seine Veränderung gegenüber dem Vorjahr in Prozent | in Mrd. US-Dollar und seine Veränderung gegenüber dem Vorjahr in Prozent | in Mrd. US-Dollar und seine Veränderung gegenüber dem Vorjahr in Prozent | in Mrd. US-Dollar und seine Veränderung gegenüber dem Vorjahr in Prozent | in Mrd. US-Dollar und seine Veränderung gegenüber dem Vorjahr in Prozent | in Mrd. US-Dollar und seine Veränderung gegenüber dem Vorjahr in Prozent | in Mrd. US-Dollar und seine Veränderung gegenüber dem Vorjahr in Prozent |
| ------------------------------------------------------------------------ | ------------------------------------------------------------------------ | ------------------------------------------------------------------------ | ------------------------------------------------------------------------ | ------------------------------------------------------------------------ | ------------------------------------------------------------------------ | ------------------------------------------------------------------------ |
|                                                                          | 2021                                                                     | 2021                                                                     | 2022                                                                     | 2022                                                                     | 2023                                                                     | 2023                                                                     |
| Mrd. USD                                                                 | % gg. Vj.                                                                | Mrd. USD                                                                 | % gg. Vj.                                                                | Mrd. USD                                                                 | % gg. Vj.                                                                |                                                                          |
| Einfuhr                                                                  | 623,4                                                                    | +28,8                                                                    | 710,8                                                                    | +14,0                                                                    | 664,1                                                                    | −6,6                                                                     |
| Ausfuhr                                                                  | 696,9                                                                    | +26,4                                                                    | 768,3                                                                    | +10,2                                                                    | 741,8                                                                    | −3,4                                                                     |
| Saldo                                                                    | +73,5                                                                    |                                                                          | +57,3                                                                    |                                                                          | +77,7                                                                    |                                                                          |

| Export (in Prozent) nach | Export (in Prozent) nach | Import (in Prozent) von | Import (in Prozent) von |
| ------------------------ | ------------------------ | ----------------------- | ----------------------- |
| Deutschland              | 22,7                     | Deutschland             | 16,9                    |
| Belgien                  | 11,7                     | Vereinigte Staaten      | 10,4                    |
| Frankreich               | 08,1                     | Belgien                 | 10,2                    |
| Vereinigtes Königreich   | 06,3                     | Volksrepublik China     | 08,3                    |
| Vereinigte Staaten       | 05,0                     | Vereinigtes Königreich  | 05,1                    |
| Italien                  | 04,1                     | Frankreich              | 03,5                    |
| Spanien                  | 03,2                     | Norwegen                | 03,3                    |
| sonstige Staaten         | 38,9                     | sonstige Staaten        | 42,3                    |

## Infrastruktur

### Verkehrswesen

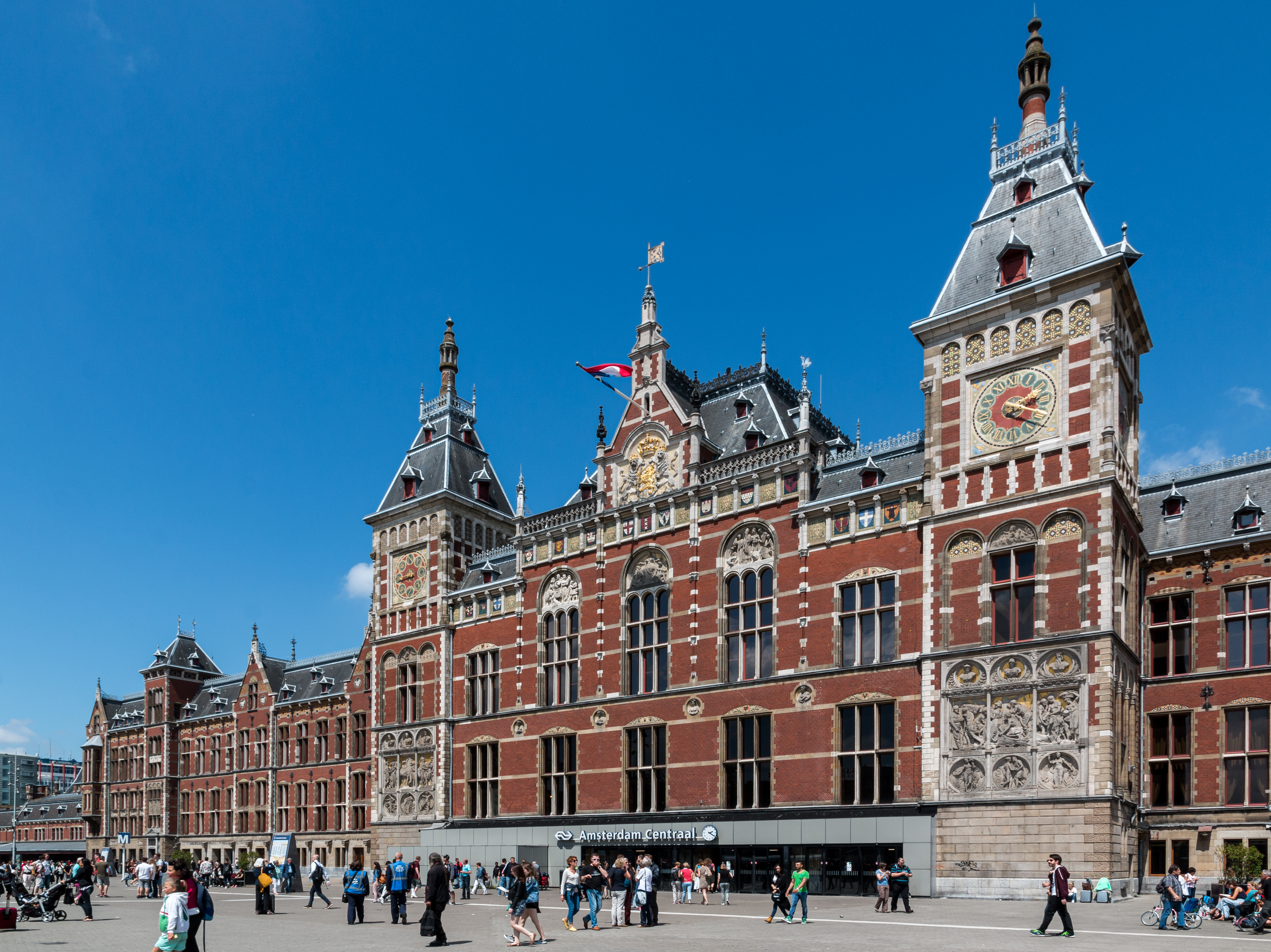
Centraal Station, Amsterdam

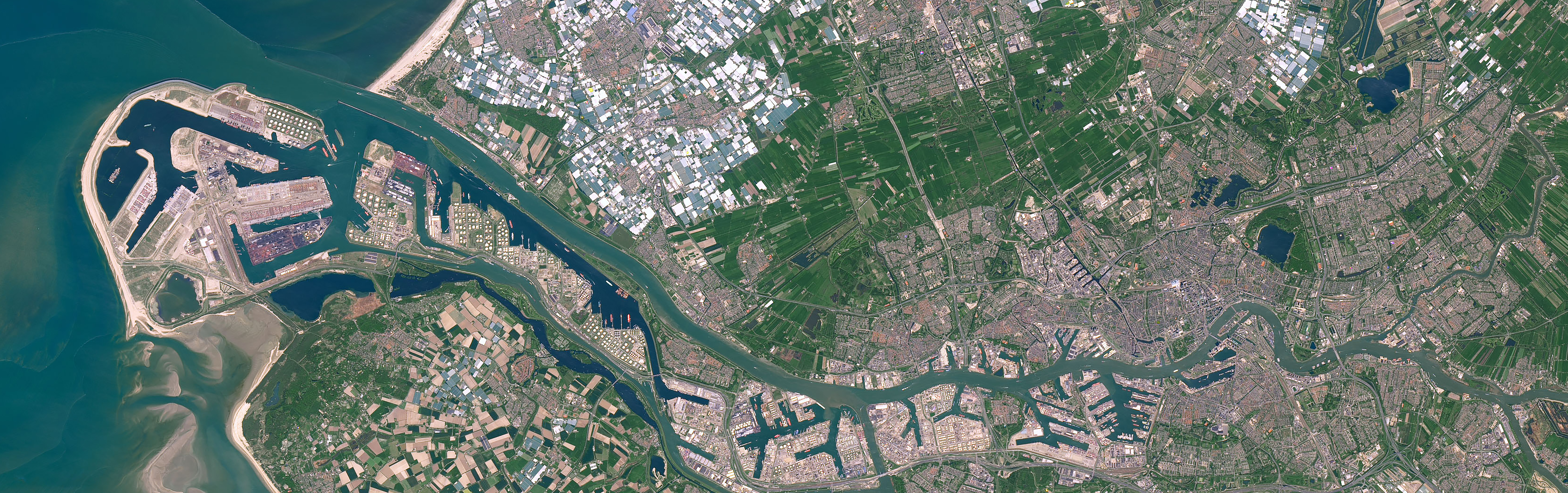
Satellitenfoto vom Hafen Rotterdam

Die Niederlande besitzen ein gut ausgebautes Straßennetz mit einer Gesamtlänge von 116.500 Kilometern. Das Schienennetz ist mit einer Gesamtlänge von 2808 Kilometern das dichtest befahrene in Europa. Im Logistics Performance Index, der von der Weltbank erstellt wird, belegte das Land 2018 den sechsten Platz unter 160 Ländern. Besonders gut schnitten die Infrastruktur und der logistische Zeitaufwand ab. Das wichtigste Verkehrsunternehmen ist die niederländische Eisenbahngesellschaft Nederlandse Spoorwegen (NS). Vom gesamten Transportaufkommen der Niederlande werden etwa 44 Prozent auf der Straße und 30,5 Prozent auf der Schiene verfrachtet. Die Niederländer nutzen meist Brücken vom Typ Holländerbrücke mit ihrem hoch aufgehängten Gegengewicht. Aber auch einige Schubbrücken, Drehbrücken und Hebebrücken sind noch in Betrieb und bei Kanal- und Grachtquerungen im Einsatz.
Die Flüsse Rhein, Maas und Schelde, welche aus dem europäischen Ausland durch die Niederlande in die Nordsee fließen, machen die Niederlande zu einem Knotenpunkt der europäischen Binnenschifffahrt. Der Hafen von Rotterdam war jahrzehntelang der größte Hafen der Welt. Diese Position verlor er jedoch im Jahre 2004 an den Hafen von Shanghai. Der Rotterdamer Hafen bleibt jedoch weiterhin der größte Hafen Europas. Weitere wichtige Hafenstädte innerhalb der Niederlande sind Amsterdam, Eemshaven, Vlissingen/Terneuzen.
Die Niederlande haben zwei internationale Flughäfen: Schiphol und Rotterdam-Den Haag. Schiphol, der größte Flughafen in den Niederlanden, spielt auch eine wichtige internationale Rolle. Er zählt zu den größten Flughäfen in Europa und rangiert, was die Anzahl der Passagiere betrifft, auf Platz 13 der größten Flughäfen weltweit.
In den Niederlanden haben drei Städte ein U-Bahn-System, nämlich Rotterdam, Den Haag und Amsterdam. Alle Straßenbahnen in den Niederlanden, etwa in Amsterdam, Den Haag-Zoetermeer (Zoetermeer: RandstadRail) oder Rotterdam, verwenden die Normalspur. Städtische Busse dürfen offiziell den Gleiskörper mit straßenähnlichem Belag mitbenutzen, um nicht im Verkehr steckenzubleiben.
In den Niederlanden ist das Fahrrad (fiets) weit verbreitet. Den Radlern stehen oft eigene Verkehrsstreifen oder ein gesondertes Radwegenetz zur Verfügung, die Niederlande verfügen über „das unbestreitbar umfangreichste Fahrradinfrastrukturnetz der Welt“ („unarguably the most extensive bicycle infrastructure network in the world“). Mit durchschnittlich 37 Verkehrstoten pro eine Million Einwohner im Jahr (2017) ist der Verkehr in den Niederlanden einer der sichersten im EU-Raum. Deutschland kommt (Stand 2017) ebenfalls auf durchschnittlich 37 Verkehrstote pro eine Million Einwohner. Nordrhein-Westfalen, das neben der Einwohnerzahl auch bei der Bevölkerungsdichte mit den Niederlanden vergleichbar ist, kommt im Durchschnitt auf 25 Verkehrstote pro eine Million Einwohner.

### Feuerwehr
In der Feuerwehr in den Niederlanden waren im Jahr 2019 landesweit rund 4.400 Berufs- und 19.600 freiwillige Feuerwehrleute organisiert, die in 969 Feuerwachen und Feuerwehrhäusern, in denen 1.070 Löschfahrzeuge und 130 Drehleitern bzw. Teleskopmasten bereitstehen, tätig sind. Der Frauenanteil beträgt 6 Prozent. Die niederländischen Feuerwehren wurden im selben Jahr zu 143.500 Einsätzen alarmiert, dabei waren 38.900 Brände zu löschen. Hierbei wurden 22 Tote von den Feuerwehren bei Bränden geborgen. Der nationale Feuerwehrverband Nederlandse Vereniging voor Brandweerzorg en Rampenbestrijding repräsentiert die niederländische Feuerwehr im Weltfeuerwehrverband CTIF.

## Kultur

### Küche

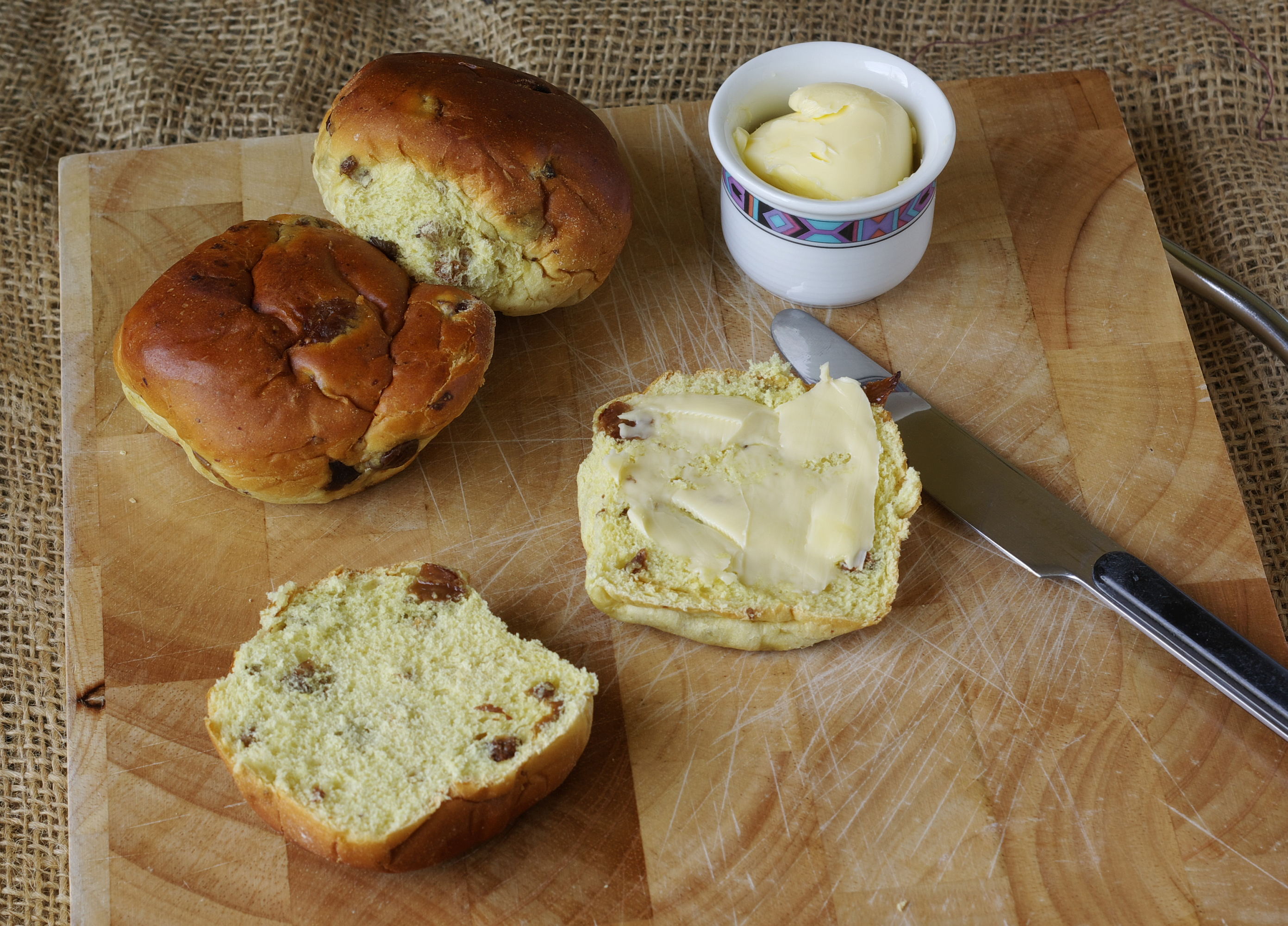
Krentenbollen mit Butter

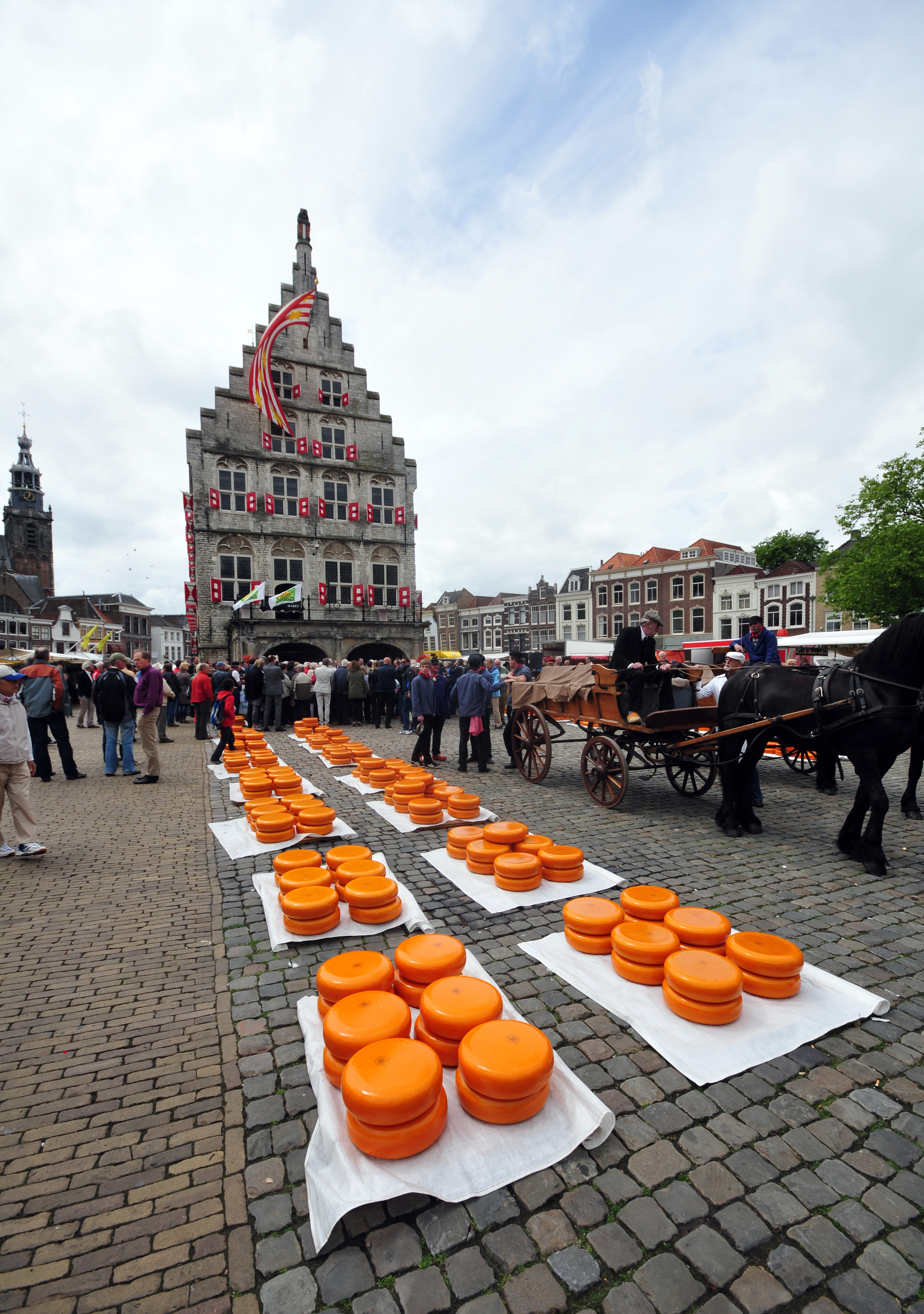
Kaasmarkt in Gouda

Ursprünglich unterscheidet sich die niederländische Küche nicht sehr von der deutschen, in der auch Kartoffeln, Gemüse und Würste eine große Rolle spielen (zum Beispiel im stamppot). Am bekanntesten sind frieten oder patat, niederländisch für Pommes frites, mit verschiedenen Soßen, wobei die wohl bekannteste Kombination aus Mayonnaise und Erdnusssoße (mit Zwiebeln) besteht, das patatje oorlog. Andere Spezialitäten sind Goudse kaas (Goudakäse) und Hollandse Nieuwe; bei diesen Matjes handelt es sich um junge, noch nicht geschlechtsreife Heringe. Durch die Vergangenheit der Niederlande als Seemacht kamen kulinarische Einflüsse aus den ehemaligen Kolonien ins Land, zum Beispiel der nasibal oder bamibal. Dabei handelt es sich um Nasi Goreng oder Bami Goreng in Frikadellenform. Über die Landesgrenzen hinaus bekannt sind auch der niederländische Pudding Vla und die Bratrollen, die frikandel genannt werden, wie auch die frittierten Fischhappen Kibbeling, deren Zubereitung der von Hähnchennuggets ähnelt. Typisch sind auch die süßen stroopwafels, eine Waffelspezialität und Poffertjes.

### Feiertage
In den Niederlanden wird der Koningsdag als Nationalfeiertag gefeiert. Im Gegensatz zu fast allen anderen europäischen Ländern ist der 1. Mai kein Feiertag. An das Ende des Zweiten Weltkriegs wird am 5. Mai (nicht am 8. Mai) erinnert, da die deutsche Wehrmacht in den Niederlanden gesondert kapitulierte. Ob Arbeitnehmer an einem niederländischen Feiertag einen arbeitsfreien Tag haben, wird nicht durch den Gesetzgeber, sondern durch Tarif- und Arbeitsverträge bestimmt.
| Datum                                                | Name                                                  | Deutscher Name      | Anmerkungen |
| ---------------------------------------------------- | ----------------------------------------------------- | ------------------- | --- |
| 1. Januar                                            | Nieuwjaar(sdag)                                       | Neujahr             | |
| Freitag vor Ostern                                   | Goede Vrijdag                                         | Karfreitag          | für manche ein freier Tag |
| Erster Sonntag und Montag nach dem Frühlingsvollmond | Pasen                                                 | Ostern              | Ostersonntag und Ostermontag |
| 26. oder 27. April (ab 2014)                         | Koningsdag                                            | Tag des Königs      | Geburtstag des Königs Willem-Alexander; der eigentliche Koningsdag ist am 27. April; fällt dieser Tag auf einen Sonntag, wird er auf den Vortag verschoben (z. B. 2014) |
| 4. Mai                                               | Nationale Dodenherdenking                             | Totengedenken       | Gedenktag an die Toten der Kriege (kein freier Tag; um 20 Uhr zwei Schweigeminuten)                                                                                     |
| 5. Mai                                               | Bevrijdingsdag                                        | Befreiungstag       | Gedenken anlässlich der Befreiung von der deutschen Besatzung im Zweiten Weltkrieg (kein freier Tag)                                                                    |
| 39 Tage nach Ostersonntag                            | Hemelvaartsdag                                        | Christi Himmelfahrt | |
| 49 und 50 Tage nach Ostersonntag                     | Pinksteren                                            | Pfingsten           | Pfingstsonntag und Pfingstmontag |
| 5. Dezember                                          | Sinterklaasavond oder Pakjesavond                     | Nikolausabend       | statt Weihnachten der Tag, an dem Kinder beschenkt werden (kein freier Tag)                                                                                             |
| 25. und 26. Dezember                                 | Kerstmis                                              | Weihnachten         | 1. und 2. Weihnachtsfeiertag |
| 31. Dezember                                         | Oudjaar, Oudejaarsdag oder Oud en Nieuw (Alt und Neu) | Silvester           | (kein freier Tag) |

### Musik

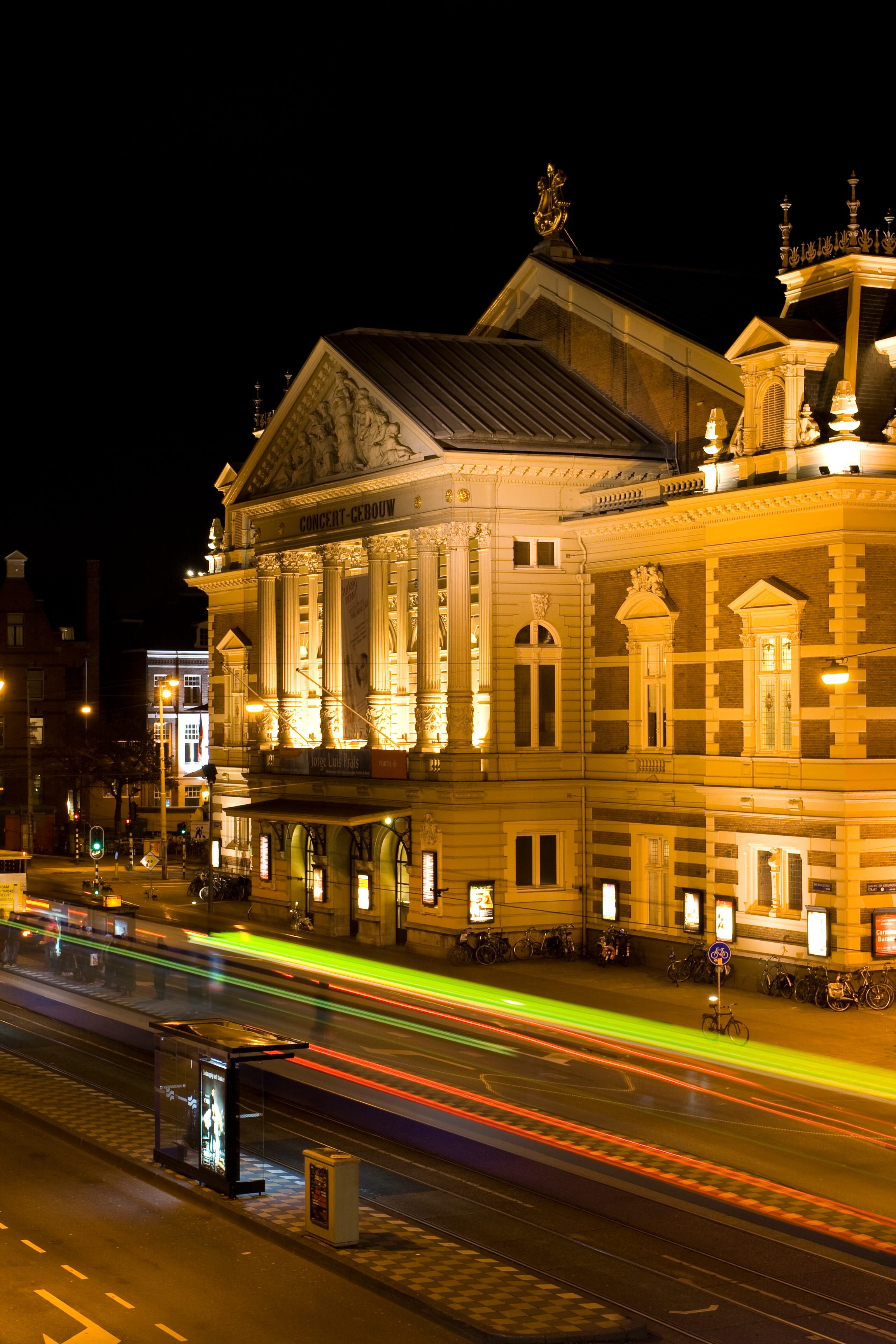
Das Concertgebouw ist ein berühmtes Konzerthaus in Amsterdam.

Eine hervorragende Strömung der Renaissance war die Niederländer Schule, die jedoch wesentlich von Flamen, Hennegauern und Franzosen getragen wurde. Der Organist und Komponist Jan Pieterszoon Sweelinck übte im 16. und 17. Jahrhundert von Amsterdam aus großen Einfluss auf die barocke Norddeutsche Orgelschule aus. Das niederländische Musikleben war im Bereich der klassischen Musik lange Zeit nicht auf dem Niveau anderer europäischer Staaten organisiert. Erst Ende des 19. Jahrhunderts fand eine Professionalisierung statt und es bildeten sich zahlreiche Orchester und Kammerensembles. Bekanntester Violinist und Orchesterleiter ist seit etwa 1995 André Rieu.
Wichtige niederländische Komponisten um 1800 waren beispielsweise der gebürtige Deutsche Johann Wilhelm Wilms sowie Carel Anton Fodor, die sich beide an der Wiener Klassik orientierten. Im 19. Jahrhundert dominierten lange Zeit von der deutschen Romantik beeinflusste Strömungen das Musikleben, u. a. repräsentiert durch Richard Hol. Bernard Zweers versuchte als erster eine spezifisch niederländische Nationalmusik zu entwickeln. Ihm folgten Julius Röntgen und Alphons Diepenbrock, mit denen die niederländische Musik den Anschluss an die internationale Musikentwicklung fand. Wichtige Komponisten im 20. Jahrhundert sind Willem Pijper, Matthijs Vermeulen, Louis Andriessen, Otto Ketting, Ton de Leeuw, Theo Loevendie, Misha Mengelberg, Tristan Keuris und Klaas de Vries (Liste niederländischer Komponisten klassischer Musik).
Die wohl bekannteste niederländische Rockband Golden Earring hatte in den 1970er Jahren ihren größten Hit mit Radar Love. Ebenfalls weltbekannt waren in den 1970er Jahren die Classic-Rock-Bands Ekseption um Rick van der Linden und Focus sowie Shocking Blue mit ihrem Hit Venus. In den Niederlanden sind auch Eddie Van Halen und Alex Van Halen geboren, die Bandmitglieder der US-amerikanischen Hard-Rock-Band Van Halen sind.
International bekannte niederländische Musiker sind zum Beispiel Herman van Veen, Robert Long, Nits, Candy Dulfer, Anouk Teeuwe, Ellen ten Damme und Tiësto. Das jährlich veranstaltete North Sea Jazz Festival in Ahoy Rotterdam (vorher Den Haag) gehört zu den wichtigsten Jazz-Ereignissen weltweit.
Seit einigen Jahren ist nederlandstalige muziek, Musik in der Landessprache, sehr erfolgreich. Nestor dieser Gattung ist Peter Koelewijn, der seit 50 Jahren Rock ’n’ Roll in seiner Muttersprache singt. Später kam Liedermacher Boudewijn de Groot auf. Am Anfang der 1980er Jahre kam ein kurzfristiger Kult der niederländischen Popmusik auf, deren wichtigste Vertreter Doe Maar, Het Goede Doel und Frank Boeijen waren. Nach 1984 ging die Popularität dieser Gattung stark zurück, um sich zehn Jahre später wieder zu erholen, diesmal aber nicht nur für einige Jahre.
Die berühmtesten Pop-/Rockbands der neuen Ära sind Bløf, die meistgespielte Band im niederländischen Radio der vergangenen Jahre, und Acda en de Munnik, ein Duo, das mit Kleinkunstprogrammen bekannt geworden ist. Noch höhere Plattenverkaufszahlen erzielen Schlagerkünstler, wie Marco Borsato, Jan Smit und Frans Bauer. Bekannte niederländische Rapper sind Ali B und Lange Frans. Darüber hinaus sind diverse Arten des Metals in den Niederlanden sehr beliebt. Bekannte niederländische Metalbands sind beispielsweise Heidevolk, Epica, Within Temptation, Delain, The Gathering oder After Forever.
Seit den Neunzigern ist eine neue Musikrichtung in den Niederlanden entstanden, die sich in ganz Europa und Amerika immer größerer Beliebtheit erfreut: Hardcore Techno oder Gabber entstand in Rotterdam, Trance wanderte von Deutschland in die Niederlande und hat dort seine weltweit größte Popularität. Bekannte Vertreter sind Angerfist, Neophyte oder DJ Buzz Fuzz. Seit einigen Jahren sind auch die erweiterten Musikrichtungen Jumpstyle, Hardstyle und Speedcore sehr beliebt.
Auch viele international erfolgreiche DJs kommen aus den Niederlanden, z. B. Armin van Buuren, Hardwell oder Martin Garrix.
Die Niederlande gewannen bisher fünfmal den Eurovision Song Contest (1957, 1959, 1969, 1975, 2019).

### Kabarett
Diese Kunstform hat einen sehr hohen Stellenwert bei den Bühnenkünsten in den Niederlanden und wird von der Bevölkerung sehr geschätzt (Redewendungen mit „grapje“ (Witzchen) durchsetzen vielfach die niederländische Konversation). Großmeister dieses Faches waren nach dem Zweiten Weltkrieg Wim Kan (politisches Kabarett), Wim Sonneveld, Toon Hermans (de grote drie) und Jahrzehnte auch in Deutschland Rudi Carrell.

### Malerei

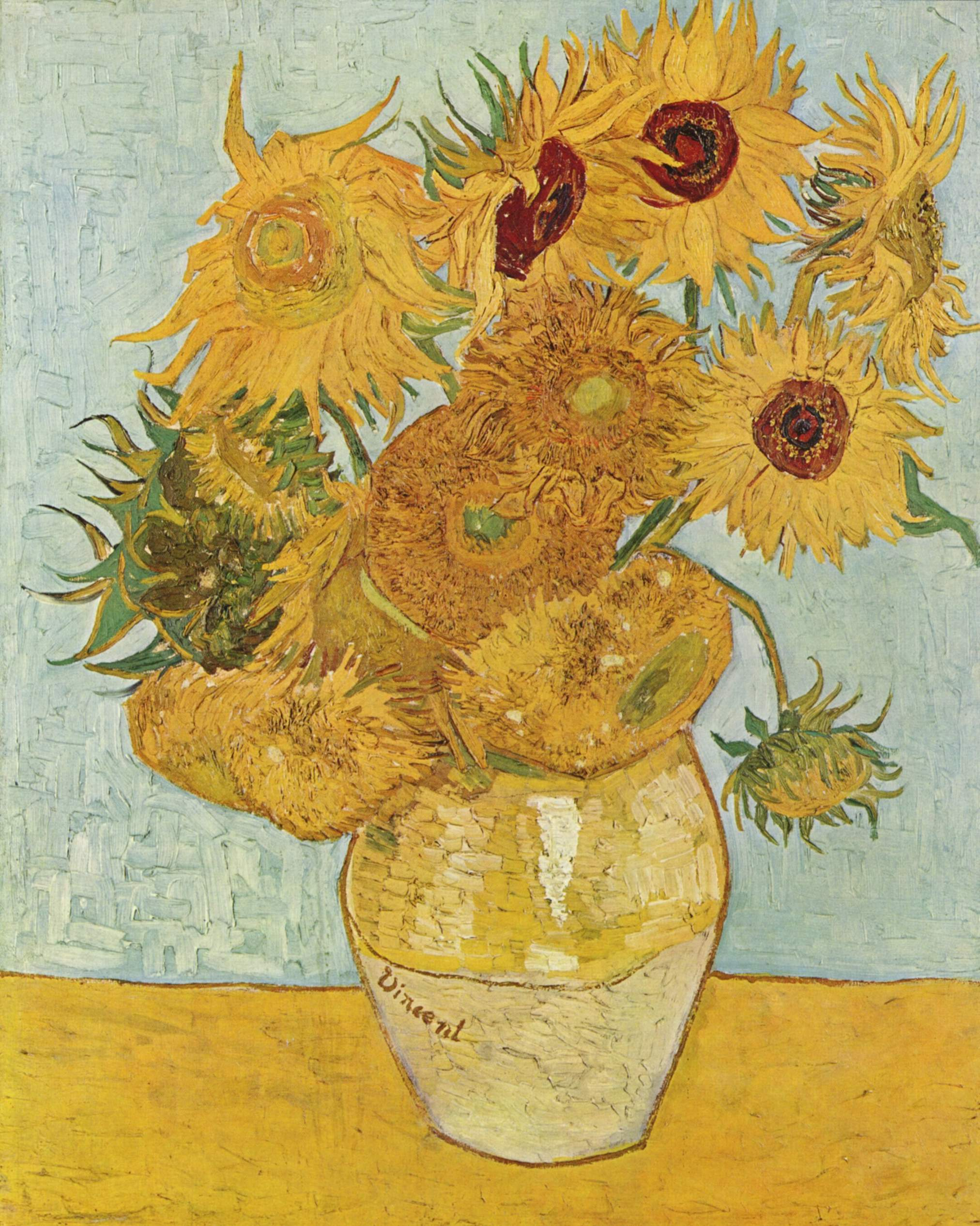
Van Gogh: Sonnenblumen

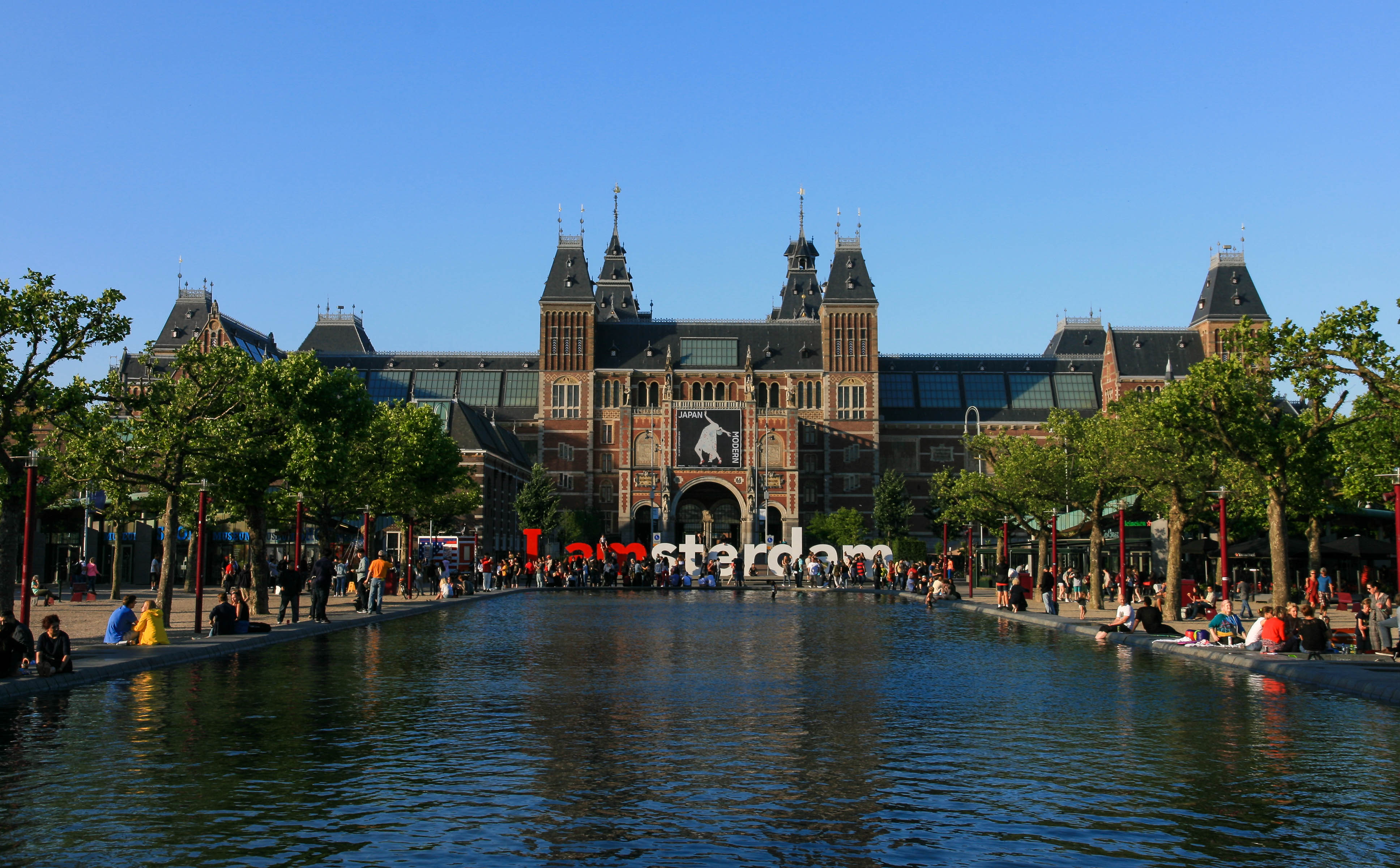
Das Rijksmuseum in Amsterdam ist eines der renommiertesten Kunstmuseen der Welt.

Viele weltberühmte Maler waren Niederländer. Einer der bekanntesten frühen Künstler war Hieronymus Bosch. Die Blütezeit der Republik im 17. Jahrhundert, das sogenannte Goldene Zeitalter, brachte große Künstler wie Rembrandt van Rijn, Jan Vermeer, Frans Hals, Carel Fabritius, Gerard Dou, Paulus Potter, Jacob Izaaksoon van Ruisdael oder Jan Steen hervor. Im Goldenen Zeitalter arbeiteten in den Niederlanden circa 700 Maler, die jährlich etwa 70.000 Gemälde fertigstellten. Ein derartiger Gemäldeausstoß ist in der gesamten Kunstgeschichte beispiellos und wurde weder in der italienischen Renaissance noch im Frankreich zur Zeit des Impressionismus erreicht. Berühmte Maler späterer Epochen waren Vincent van Gogh und Piet Mondrian. M. C. Escher und Otto Heinrich Treumann waren bekannte Graphiker.

### Architektur

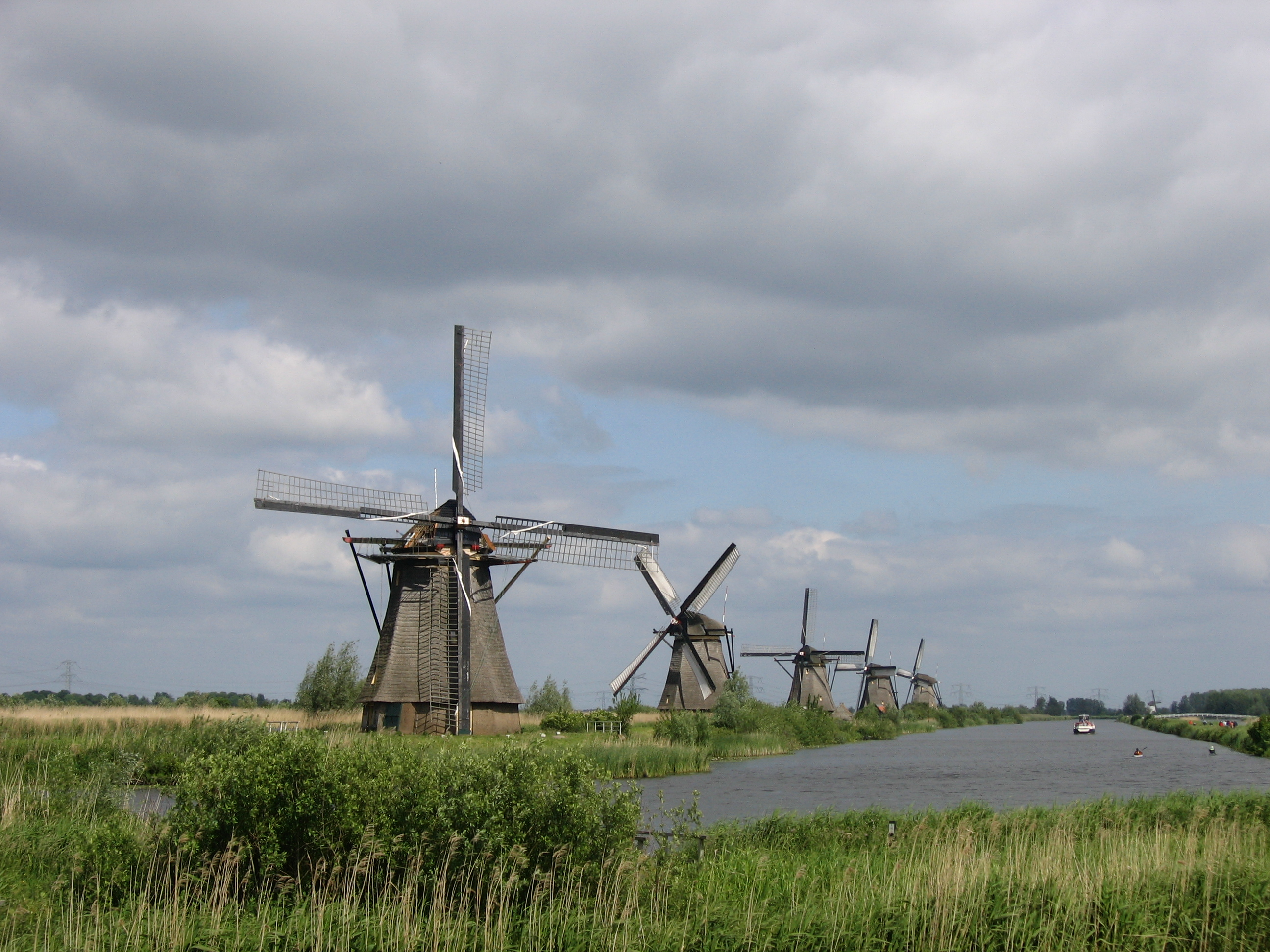
Die weltberühmten Mühlen von Kinderdijk

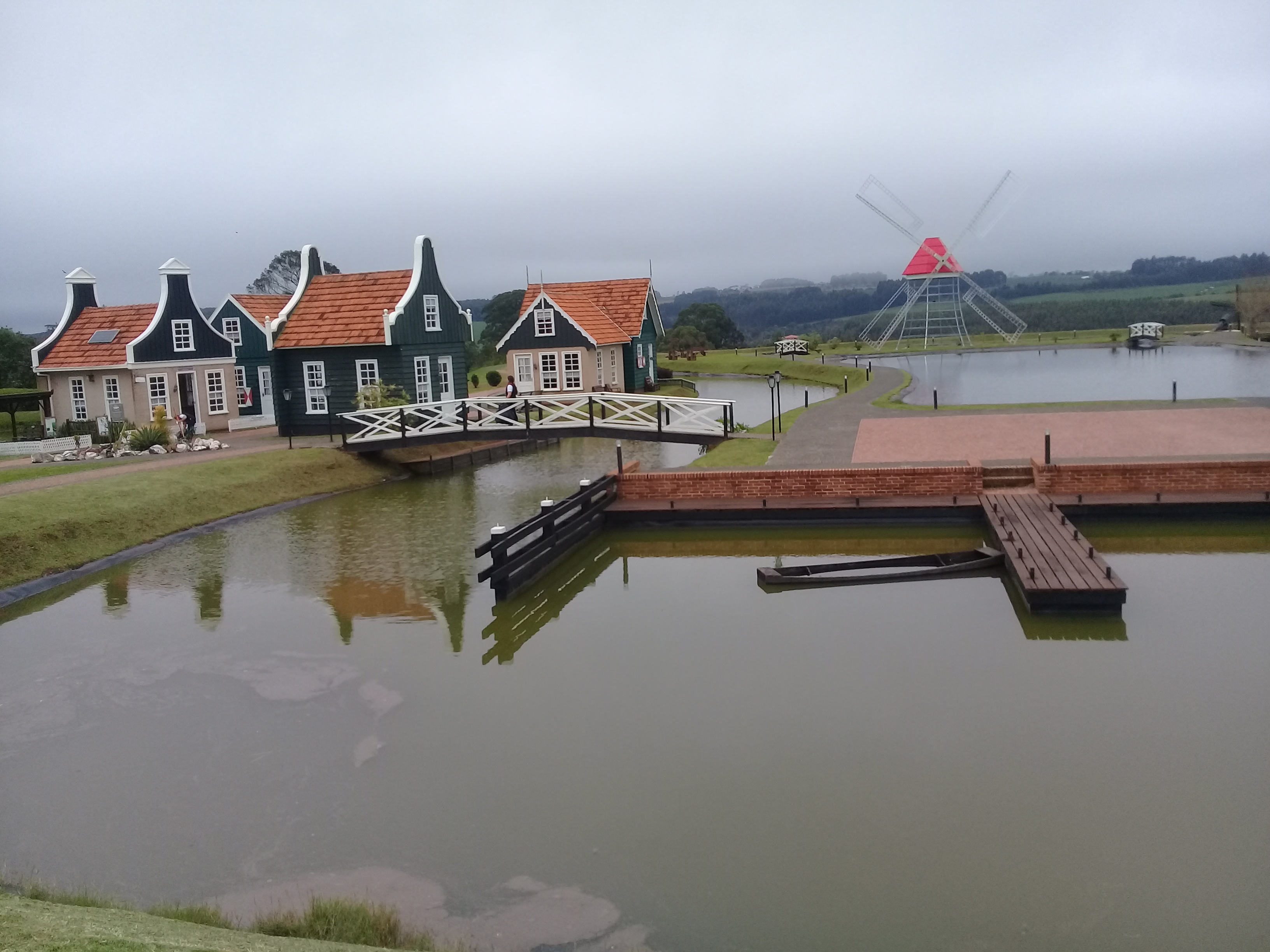
Blick auf die Carambeí Historical Park Mühle und Häuser in niederländischer Architektur auf der linken Seite

Niederländische Architekten gaben wichtige Impulse für die Architektur des 20. Jahrhunderts. Hervorzuheben sind vor allem Hendrik Petrus Berlage und die Architekten der De-Stijl-Gruppe (Robert van ’t Hoff, Jacobus Johannes Pieter Oud, Gerrit Rietveld). Johannes Duiker war ein Vertreter des Neuen Bauens. Mart Stam baute in Deutschland am Neuen Frankfurt und an der Weißenhofsiedlung. Die sogenannte Amsterdamer Schule (Michel de Klerk, Het Schip) leistete einen bemerkenswerten Beitrag zur expressionistischen Architektur.
Auch nach dem Zweiten Weltkrieg traten innovative niederländische Architekten hervor. Aldo van Eyck und Herman Hertzberger prägten die Architekturströmung Strukturalismus. Piet Blom wurde durch seine eigenwilligen Baumhäuser bekannt. Unter den Gegenwartsarchitekten zählt Rem Koolhaas mit seinem Büro Office for Metropolitan Architecture zu den einflussreichsten Vertretern einer zeitgenössischen, auf urbanistischen Erfahrungen beruhenden Architekturrichtung (zeitweise zum Dekonstruktivismus zugeordnet), die weitere weltweit bekannte Büros wie MVRDV, Mecanoo, Erick van Egeraat, Neutelings-Riedijk beeinflussten (großenteils Schüler oder ehem. Mitarbeiter bei OMA). Niederländische Architektur hat seit den 1990er Jahren und immer noch fortdauernd einen erheblichen Einfluss auf die weltweite Architekturentwicklung genommen.

### Wissenschaft und Technologie

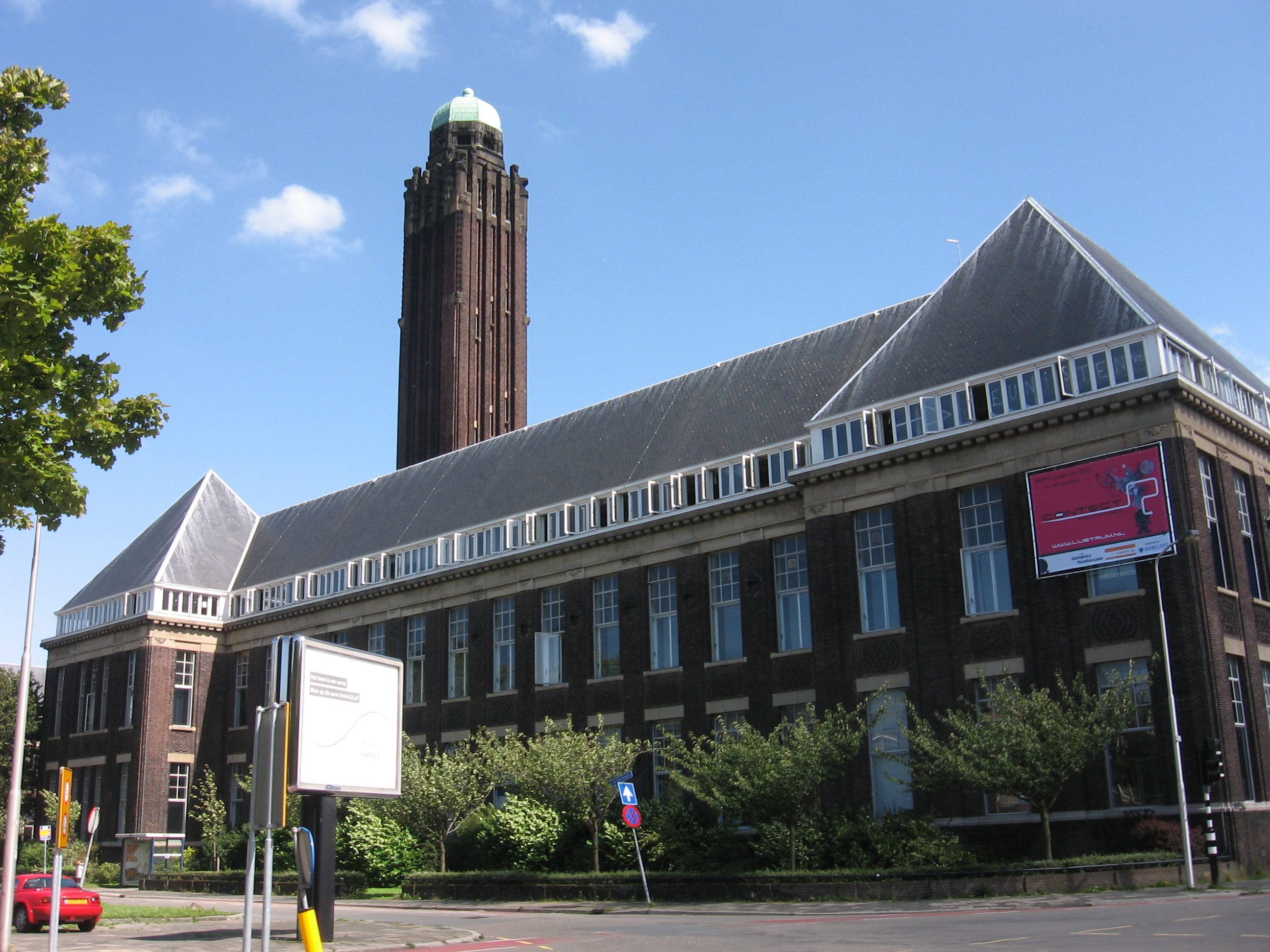
Gebäude der Technischen Universität Delft (Fakultät Architektur)

Aus den Niederlanden stammten bedeutende Wissenschaftler wie Erasmus von Rotterdam, Baruch Spinoza, Christiaan Huygens und Antoni van Leeuwenhoek. René Descartes verbrachte den Großteil seiner Schaffenszeit in den Niederlanden. Überhaupt fanden seit der frühen Neuzeit zahlreiche verfolgte Wissenschaftler in den Niederlanden Asyl und Wirkungsmöglichkeiten.
Die führenden Forschungsbereiche der Niederlande sind: Biomedizin, Kognitionswissenschaften, Global Studies, Sprachwissenschaften, Medizin, Nanotechnologie, Sozialpsychologie, Sozialwissenschaften und Wassermanagement.
Die moderne Soziologie verdankt ihrem niederländischen Begründer S. Rudolf Steinmetz bedeutende Anregungen. Für die Medizin der frühen Neuzeit waren die Bildungseinrichtungen in der Stadt Leiden (insbesondere die Universitätsbibliothek Leiden) ein relevantes Zentrum, von dem wichtige Impulse ausgingen. Heute gibt es 14 staatliche Universitäten in den Niederlanden und zahlreiche Hochschulen. In Noordwijk ist die Europäische Weltraumorganisation angesiedelt.
Die Verwaltung der Top-Level-Domain der Niederlande, .nl, übernimmt die Stichting Internet Domeinregistratie Nederland (SIDN) seit 1996 als Nachfolger des Centrum Wiskunde & Informatica. Das RIPE NCC hat seinen Sitz in Amsterdam.
Die modernen Niederlande zählen zu den weltweit innovativsten Ländern und Volkswirtschaften. Im globalen Innovationsindex 2017, der die Innovationsfähigkeit einzelner Länder misst, belegt das Land Platz 3 unter 130 untersuchten Volkswirtschaften.

### Zeitungen und Zeitschriften
Die bedeutendsten Traditionszeitungen sind De Telegraaf, AD, de Volkskrant, NRC Handelsblad und Trouw. Eine historisch wichtige überregionale Tageszeitung war Het Parool, die später zu einer Amsterdamer Stadtzeitung umkonzipiert wurde. 1999 erschienen mit metro und Sp!ts die ersten Gratiszeitungen in den Niederlanden, mittlerweile sind DAG und De Pers hinzugekommen. Diese und das Internet haben den Traditionsblättern zum Teil erhebliche Marktanteile abgenommen. Mit De Groene Amsterdammer, Elsevier, HP/De Tijd, Vrij Nederland erscheinen vier politische Wochenzeitschriften.

### Rundfunk
| Jahr | Anzahl |
| ---- | ------ |
| 1975 | 16     |
| 1985 | 13     |
| 1995 | 18     |
| 2005 | 24     |

Wie in vielen europäischen Ländern, unterscheidet man auch in den Niederlanden die Hörfunk- und Fernsehlandschaft in öffentlich-rechtliche und private Sender. Zu den öffentlich-rechtlichen Hörfunkprogrammen gehören die Programme des Nederlandse Publieke Omroep (NPO Radio 1, NPO Radio 2, NPO 3FM, NPO Klassiek und NPO Radio 5). Öffentlich-rechtliche Fernsehprogramme sind NPO 1, NPO 2 und NPO 3 sowie für Niederländer im Ausland BVN. Die Programme werden großteils über Steuern finanziert, teilweise jedoch auch durch das Mitgliedssystem. Denn ursprünglich waren die Rundfunksender von weltanschaulich orientierten Vereinen errichtet worden. So gab es das katholische oder das Arbeiterradio. Das meistgehörte Hörfunkprogramm ist NPO Radio 2.
In den Niederlanden gibt es auch einige private Hörfunk- und Fernsehsender, z. B. RTL 4, RTL 5, SBS 6, RTL 7, RTL 8, NET 5 und Veronica. Marktführer ist die RTL Group mit RTL 4.
Die ausländischen TV-Inhalte, wie amerikanische Produktionen, welche einen Großteil des niederländischen Fernsehens ausmachen, werden nicht wie in Deutschland synchronisiert, sondern in der Originalsprache ausgestrahlt und untertitelt. Sendungen für Kinder bilden durch ihre Synchronisationen eine Ausnahme.

### Sport

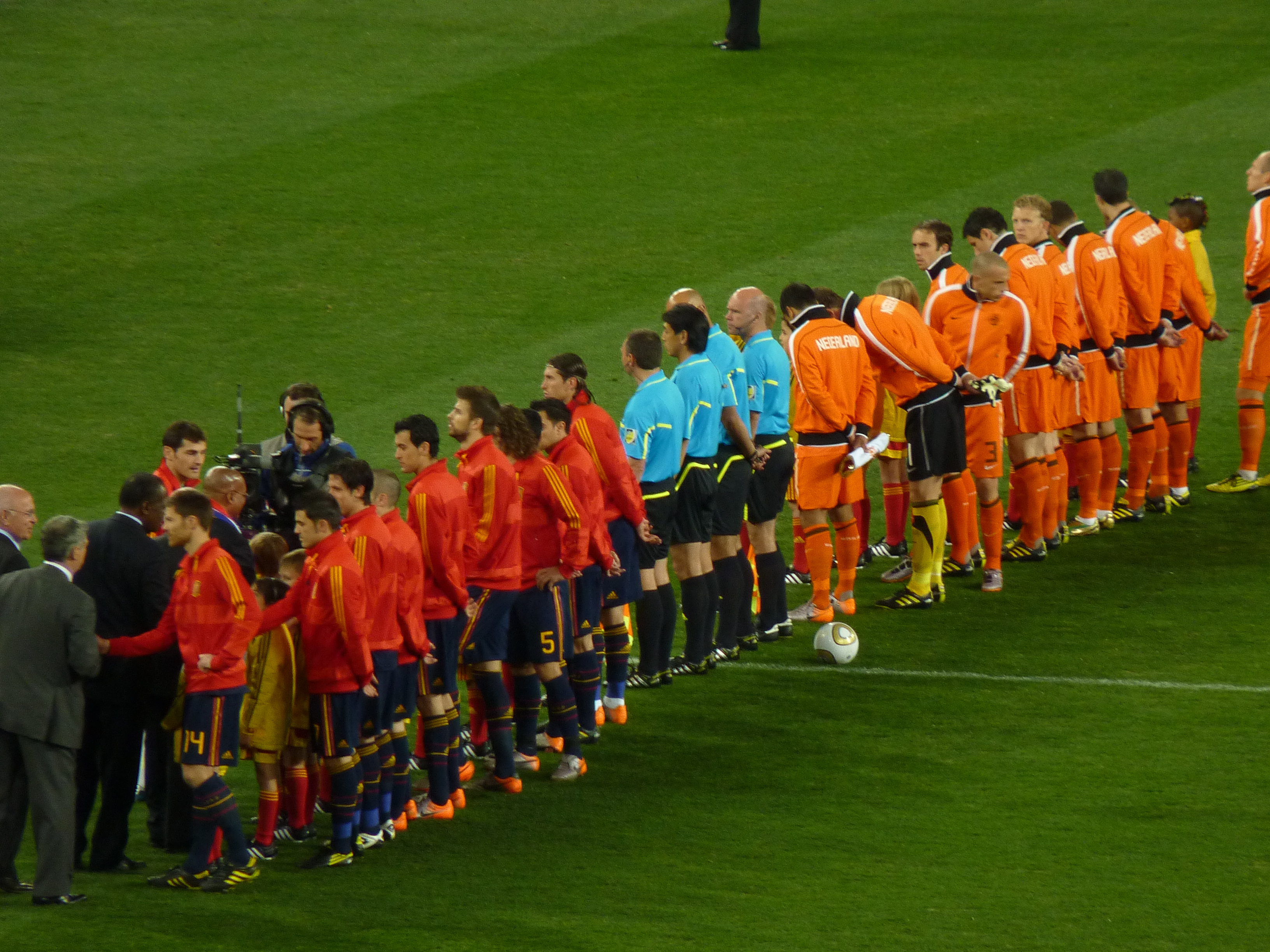
Die Nationalmannschaften der Niederlande und Spanien vor dem Finale der Fußball-Weltmeisterschaft 2010 am 11. Juli 2010 in Soccer City, Johannesburg

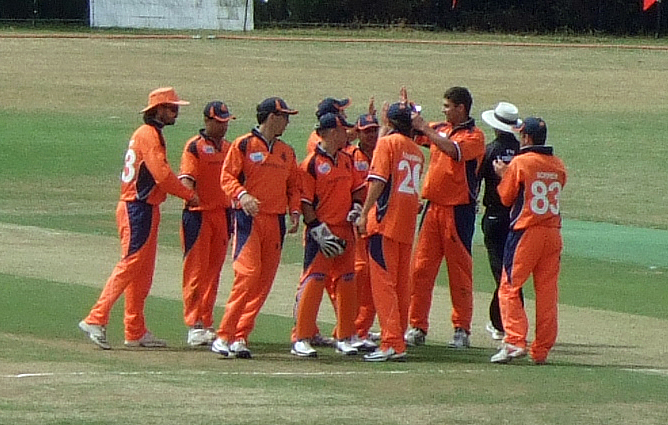
Die niederländische Cricket-Nationalmannschaft am 5. Juli 2010 in Rotterdam

Fußball in den Niederlanden gilt als Nationalsport. Der Vorläufer des Fußballverbands Koninklijke Nederlandse Voetbal Bond (KNVB) wurde bereits im Jahr 1889 gegründet.
Die niederländische Frauen-Nationalmannschaft wird zu den besten Frauenmannschaften weltweit gezählt. Sie gewann im Jahr 2017 die Europameisterschaft und erreichte bei der WM 2019 den zweiten Platz.
Die Niederländische Fußballnationalmannschaft der Herren, kurz Nederlands elftal oder Oranje genannt, zählte viele Jahre zu den stärksten Nationalmannschaften der Welt. Trainer ist seit Januar 2023 Ronald Koeman. Die Nationalmannschaft hat seit 1976 an elf Fußball-Europameisterschaften teilgenommen und gewann 1988 den Titel. Bei Fußball-Weltmeisterschaften waren sie seit 1934 elfmal vertreten und wurden 1974, 1978 und 2010 jeweils Zweiter, bei der WM 2014 Dritter. In der ewigen WM-Tabelle stehen die Niederlande auf Platz 8, in der ewigen EM-Tabelle auf Platz 5.
Cricket war früher eine beliebte Sportart, steht mittlerweile aber im Schatten des Fußballs, in den letzten Jahren wurde der Sport jedoch wieder beliebter. Die niederländische Cricket-Nationalmannschaft qualifizierte sich bisher für fünf Cricket World Cup (1996, 2003, 2007, 2011 und 2023). Die Niederlande waren außerdem Co-Gastgeber beim Cricket World Cup 1999, nahmen jedoch selbst nicht daran teil. Ihnen gelang auch die Qualifikation für sechs T20 World Cups (2009, 2014, 2016, 2021, 2022 und 2024). Dabei sind besonders die Siege über England beim 2009-Turnier und Südafrika sowohl beim 2022-Turnier als auch bei der Weltmeisterschaft 2023 erwähnenswert.
Die Niederländische Hockeynationalmannschaft der Damen ist die erfolgreichste Nationalmannschaft bei Hockey-Weltmeisterschaft und gewann dieses Turnier bisher neunmal (1974, 1978, 1983, 1986, 1990, 2006, 2014, 2018 und 2022). Die Niederländische Hockeynationalmannschaft der Herren gewann die Weltmeisterschaft bisher dreimal (1973, 1990 und 1998).
Rugby Union wird ebenfalls in den Niederlanden gespielt. Der niederländischen Nationalmannschaft gelang jedoch noch nicht die Qualifikation für eine Weltmeisterschaft. Die Niederlande sind einer der Teilnehmer bei der Rugby-Union-Europameisterschaft und treffen dort auf andere aufstrebende Nationalmannschaften. Im Gegensatz dazu nahm die niederländische Frauen-Nationalmannschaft an drei Frauen-Weltmeisterschaften teil und die Frauen-Rugby-Union-Weltmeisterschaft 1998 wurde sämtlich im Nationaal Rugby Centrum Amsterdam ausgetragen.
Die Niederlande waren bereits Gastgeber großer Sportturniere wie den Olympischen Sommerspielen 1928 und der Fußball-Europameisterschaft 2000 (zusammen mit Belgien).
Im Motorsport sind die Motorrad-WM-Grand-Prix-Rennstrecke in Assen (Dutch TT), die Formel-1-Grand-Prix-Rennstrecke in Zandvoort und das Eisstadion De Bonte Wever in Assen mit seinen Eisspeedway-WM-Rennen weltweit ein Begriff. Der niederländische Formel-1-Rennfahrer Max Verstappen gewann von 2021 bis 2024 viermal in Folge die Formel-1-Weltmeisterschaft.
Special Olympics Niederlande wurde 1993 gegründet und nahm mehrmals an Special Olympics Weltspielen teil.